# Le Croisic
Vous lisez un « article de qualité » labellisé en 2016.
Le Croisic (prononcé /lə kʁwazik/) est une commune de l'ouest de la France, située dans le département de la Loire-Atlantique en région Pays de la Loire. Localisée sur une île granitique qui reste séparée de celle de Batz-sur-Mer et du continent jusqu'au IXe siècle, elle fait à présent partie de la côte sauvage de la presqu'île guérandaise. À l'exception de l'isthme étroit qui le rattache à Batz-sur-Mer au sud-est, le territoire de la commune est entouré d'eau, alternant plages et falaises exposées à l'océan Atlantique et un port protégé par la jetée du Tréhic et ouvert sur le traict.
Cette situation privilégiée justifie la présence de l'Homme dès la fin du Paléolithique ; le territoire fait l'objet de combats fréquents entre les Romains et les hordes successives d'envahisseurs jusqu'au Ve siècle, époque à laquelle Le Croisic devient l'une des stations préférées des marins saxons. Au Moyen Âge, la localité jouit d'une aisance économique que lui assurent ses activités maritimes et d'une aura politique importante gagnée par son soutien sans faille au duché de Bretagne, puis aux rois de France. Les années qui précèdent la Révolution sont marquées par une stagnation économique qui fait perdre au Croisic son rôle régional de premier plan. La localité est un des lieux de la débâcle française que constitue la bataille des Cardinaux en 1759. Au XIXe siècle, Le Croisic profite de l'engouement pour les bains de mer pour diversifier l'origine de ses ressources économiques et se moderniser, attirant nombre de célébrités comme Alfred de Musset ou Honoré de Balzac.
Au XXIe siècle, Le Croisic est confronté au vieillissement important de sa population. Avec des ressources maritimes toujours importantes et un environnement naturel protégé ou inventorié              (ZNIEFF) de qualité, distinguant les zones côtières et celles des marais salants, la ville s'est tournée vers le tourisme en valorisant son riche patrimoine architectural et traditionnel.
De nombreuses personnalités du monde maritime, de Nicolas Bouchart à Jacques-Yves Le Toumelin, ou du domaine artistique ou scientifique, comme Ferdinand du Puigaudeau ou Henri Becquerel, ont marqué l'histoire et fait la renommée de la localité.

## Géographie

### Localisation

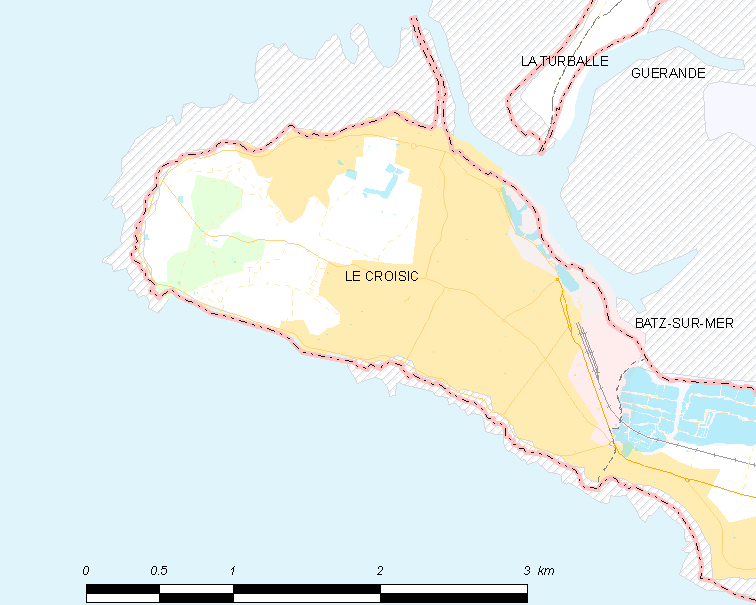
Frontières du Croisic avec les communes limitrophes.

Le Croisic est situé sur le littoral du département de la Loire-Atlantique, à l’extrême nord-ouest de la presqu'île du Croisic qui sépare les marais salants de Guérande de l'océan Atlantique. Il est distant de 22 kilomètres à vol d’oiseau de Saint-Nazaire, chef-lieu de l’arrondissement auquel appartient la localité. La commune fait partie de la presqu'île guérandaise et du Pays de Guérande.
Le Croisic est limitrophe de Batz-sur-Mer au sud-est ; La Turballe au nord-est et Guérande à l'est sont séparées de la localité par les traicts du Croisic.
|                  | Océan Atlantique | La Turballe  |
| Océan Atlantique | Croisic          | Guérande     |
|                  | Océan Atlantique | Batz-sur-Mer |

### Géologie et relief

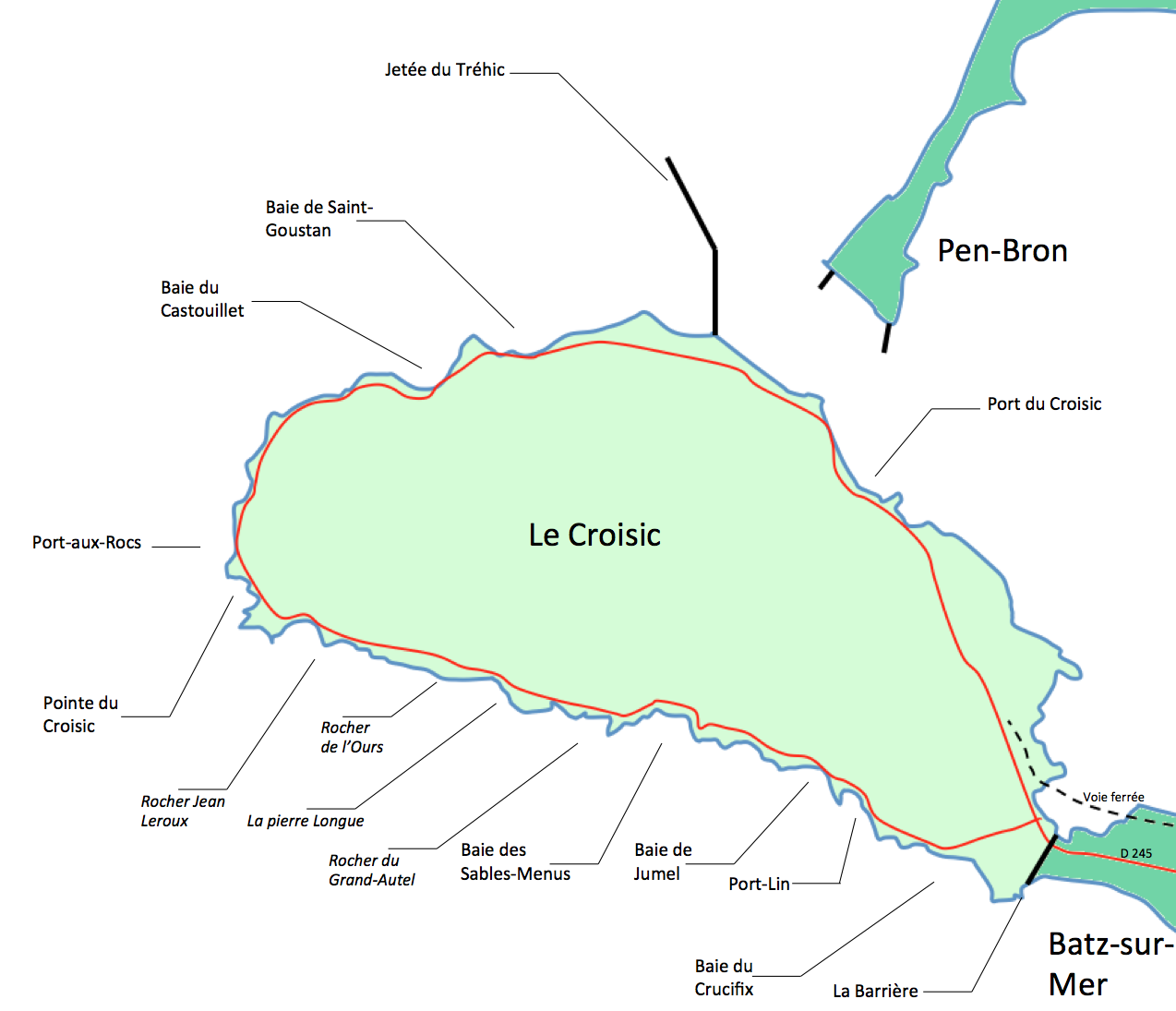
Le littoral du Croisic.

La superficie de la commune est de 450 hectares ; son altitude varie entre zéro et vingt mètres.
Le Croisic, Batz-sur-Mer et Le Pouliguen se sont développés sur d'anciens îlots rocheux reliés au continent par un dépôt de sable dont une autre accumulation a également formé, plus à l'est, les dunes de La Baule-Escoublac. La configuration actuelle du littoral jusqu’au sillon de Guérande, ainsi que la formation de la plaine salicole qui s'étend entre les affleurements cristallins que constituent l'île de Batz et le sillon cité ci-avant, sont relativement récentes.
C'est en effet au Pléistocène supérieur — entre 37 000 et 24 000 ans av. J.-C., c’est-à-dire à l'apogée du dernier stade glaciaire — que les îlots rocheux de Saillé et de Lanclis sont rattachés au sillon de Guérande, par l’accumulation d’alluvions ; cette phase est contemporaine de la naissance de la presqu'île de Pen-Bron. Les schorres argileux, aujourd'hui utilisés pour la culture du sel, se sont constitués durant la transgression flandrienne, alors que les dépressions du Massif armoricain — qui est, dans sa partie sud, en grande partie constitué de granites d'origine hercynienne — sont envahies par l’océan. À une période comprise entre la fin de la Préhistoire et le début de la Protohistoire, de nouveaux apports sableux, tant maritimes que fluviaux, consolident la grande falaise de Pen-Bron et le cordon d’Escoublac. La fin de la transgression semble intervenir à peu près au IIe siècle avant notre ère, et les modifications du trait de côte se sont poursuivies jusqu'à une époque récente, entre le VIIe et le Xe siècle. La formation du traict du Croisic est due au dépôt d'alluvions fines dans la lagune, portées par les marées et la puissance des courants du delta de Pen-Bron jusqu'à une ligne de rivage stabilisée aux IIIe et IVe siècles.
Le sous-sol de l'île du Croisic, comme celui de l'île de Batz, est constitué de granite, mêlé de gneiss traversé de filons de pegmatites. Les feldspaths gneissiques, sous l'influence marine, se décomposent ; les silicates alcalins se transforment alors en silicates hydratés d'alumine, sous forme de kaolinite.
Les deux îles du Croisic et de Batz — éléments du sillon du Croisic, — sont restées séparées du littoral par un bras de mer jusqu'au IXe siècle. Plusieurs flèches sablonneuses se sont alors établies : celle de la plage Valentin, aujourd'hui sur le territoire de Batz-sur-Mer, a réuni les deux îles — le détroit de La Barrière, point de séparation des communes du Croisic et de Batz-sur-Mer, relie aujourd’hui les deux îles — alors que, plus au nord-ouest et au nord de l'île du Croisic, celle de Pen-Bron est restée incomplète.
Le sable marin du Croisic est un sable grossier, de couleur gris-verdâtre, contenant du cristal de roche (quartz hialin), des paillettes de mica en grand nombre, ainsi que des fragments de schiste micacé, de quartzite et de grenat. Des débris de mollusques s'ajoutent à ces minéraux.

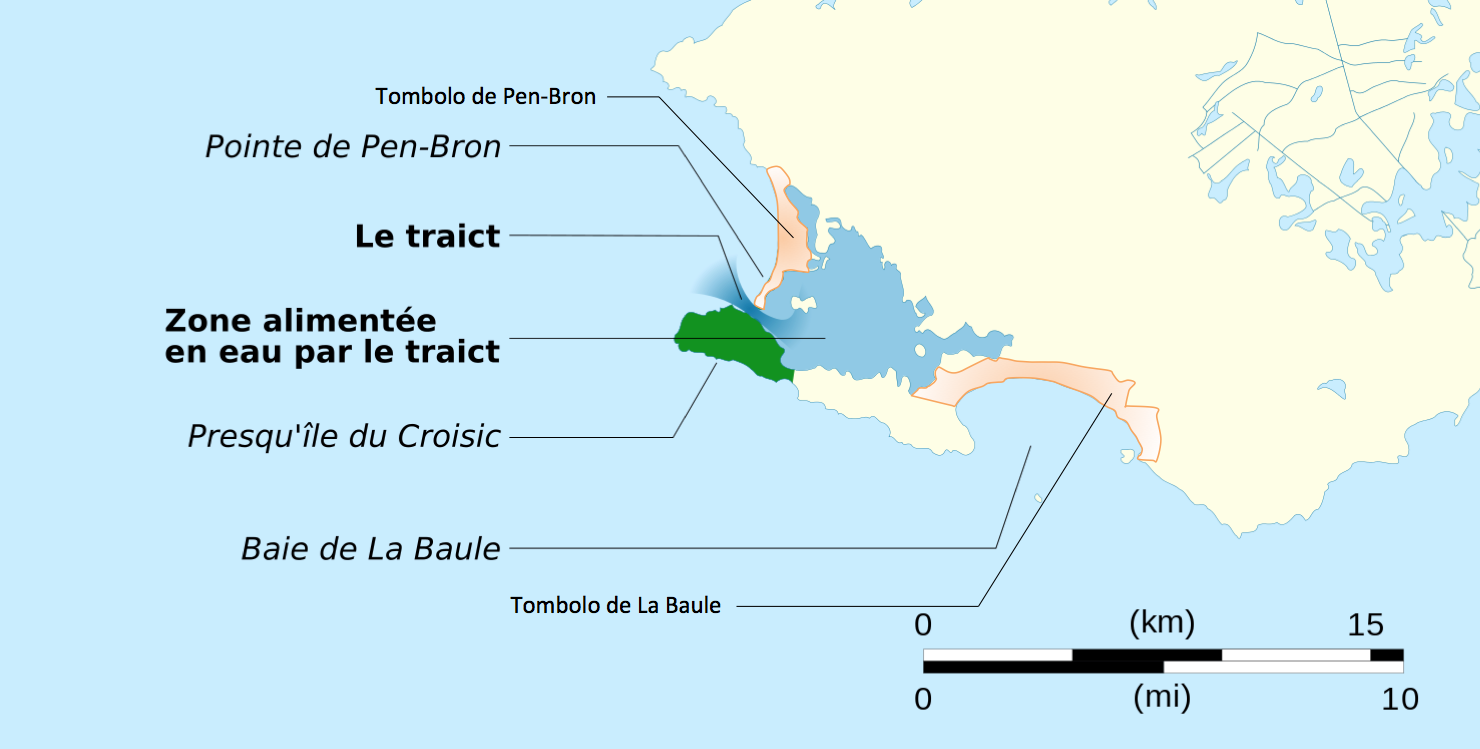
Géomorphologie de la presqu’île du Croisic.

Au nord de la commune, se trouve le port d'échouage situé à l'entrée du Grand traict — l'un des deux bras de mer s'enfonçant dans les terres et alimentant les marais salants. Ainsi placé sur une sorte d'estuaire, il est d'autant plus protégé des caprices de l'océan que, depuis 1840, une digue en granite de 850 mètres de long, la jetée du Tréhic, le protège à l'ouest des vents et courants venus du large. En face, en direction du nord, à environ 550 mètres de celui-ci, se trouve l'extrémité sud de la pointe de Pen-Bron, située sur le territoire de la commune de La Turballe et consolidée par un môle en 1724. Cette pointe est reliée également au continent par des dépôts de sable qui ont formé la dune de Pen-Bron.
Ces deux ceintures de sable ont isolé cette zone marine que sont les traicts, aux eaux plus calmes que l'océan, et qui s'est ainsi transformée en vasière, aménagée depuis plus de mille ans pour former les marais salants de Guérande. Au sud des traicts, la presqu'île du Croisic est l'un des rares exemples français de double tombolo — terme géomorphologique qui décrit un cordon littoral sableux reliant une île au continent —, celui de La Baule et celui de Pen-Bron.

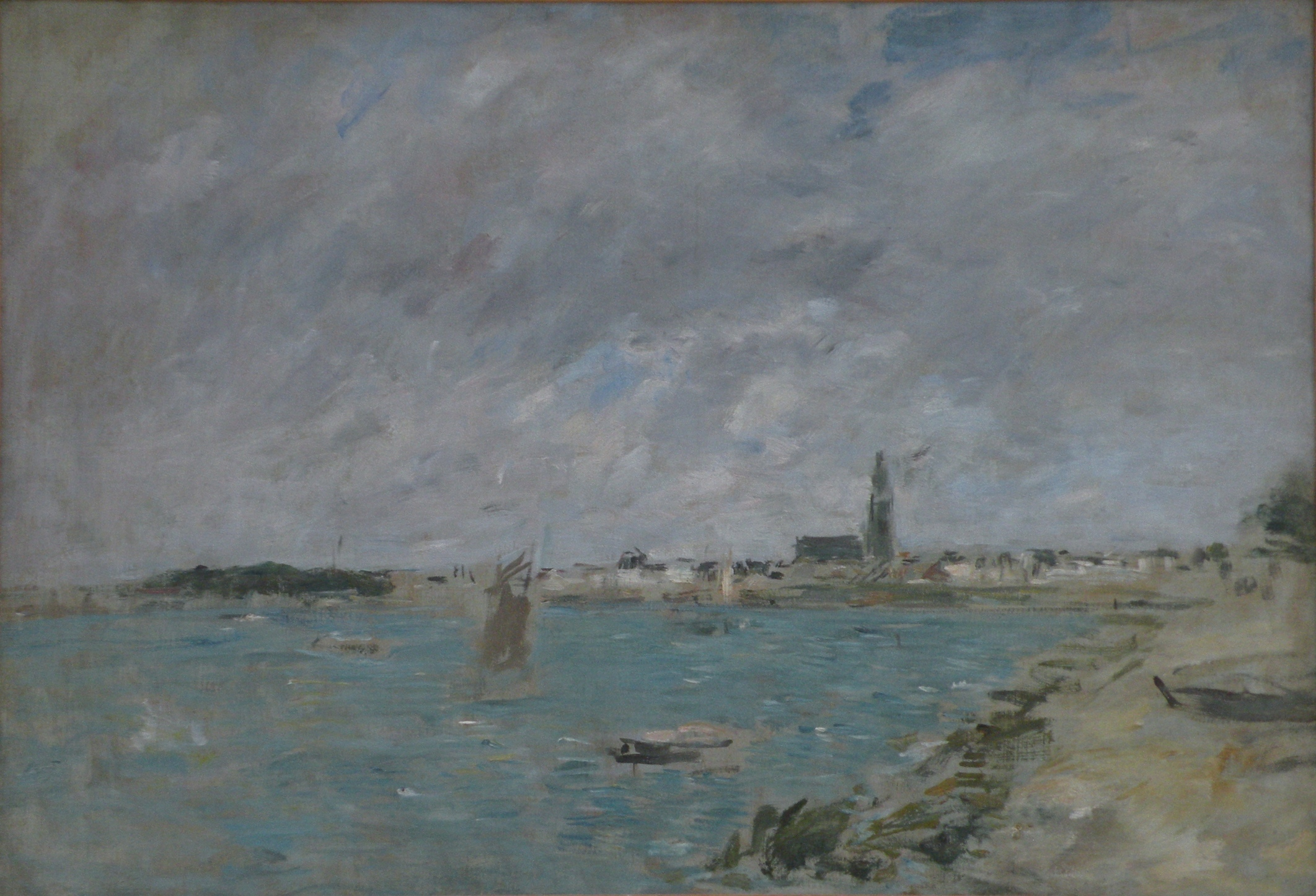
Le Croisic. Vue générale prise de Pen Bron
Eugène Boudin, 1897
Musée d'art moderne André-Malraux, Le Havre

Au nord-ouest, ouest et sud de la commune, la côte, rocheuse et dunaire, moins densément urbanisée, a été baptisée Côte sauvage. Sur la côte sud de la presqu'île, en partant de la pointe du Fort, qui clôt l'ouest de la plage Valentin batzienne, on pénètre sur le territoire communal croisicais au niveau du lieu-dit la Barrière. En se dirigeant vers l'ouest, on trouve successivement la baie du Crucifix, la plage de Port Lin — anse sableuse, autrefois appelée « anse des Bonnes-Femmes » et bordée à l'est par la pointe du Fort —, la baie de Jumel et celle des Sables-Menus. La côte devient ensuite rocheuse, avec des falaises d'une hauteur moyenne de cinq mètres, et se succèdent alors, en se dirigeant toujours vers l'ouest, le rocher du Grand-Autel, la pierre Longue, le rocher de l'Ours, puis celui de Jean-Leroux et enfin, la pointe du Croisic.
L'orientation du rivage dévie alors vers le nord. Port-aux-Rocs est une petite baie devant laquelle émergent quatre îlots. Une source d'eau douce, signalée par une inscription de Guillaume Pichon, y sourd à 1,5 mètre en dessous du niveau le plus haut des marées. L'île de Port-Val se situe à environ 800 mètres du rivage, avant d'arriver à la pointe de la Faïence. La côte s'infléchit à nouveau, vers l'est, à la pointe du Port-de-la-Paille.
En se dirigeant vers l'est et l'intérieur du traict, se présente la baie du Castouillet, qui abrite l'îlot du Lin. La saline du Castouillet, au sud de la baie homonyme, est à présent désaffectée et des constructions s'y dressent. Elle précède le lieu-dit Pré Brûlé et la baie du même nom. Le toponyme évoque une parcelle souvent endommagée par l'eau de mer, avant la construction de la route.
À l'est toujours, s'ouvre la baie de Saint-Goustan, qui précède la jetée du Tréhic. Le trait côtier se dirige alors au sud-est, avant de parvenir au mont artificiel Lénigo, puis au port proprement dit, qui se distingue par la succession de trois jonchères, celle du Lénigo, la grande, puis la petite jonchère. Il s'agit d'îlots artificiels constitués du lest des navires, puis consolidés au cours des ans.
Le chenal des Vaux suit la côte vers le sud ; la côte est ensuite bordée par l'étier de Torgouët, une fois dépassé le Mont-Esprit, autre élévation artificielle. Le pourtour de la presqu'île s'achève alors à l'arrivée au lieu-dit la Barrière par la côte nord, à l'entrée sur le territoire de Batz-sur-Mer.

Littoral du Croisic (sélection).
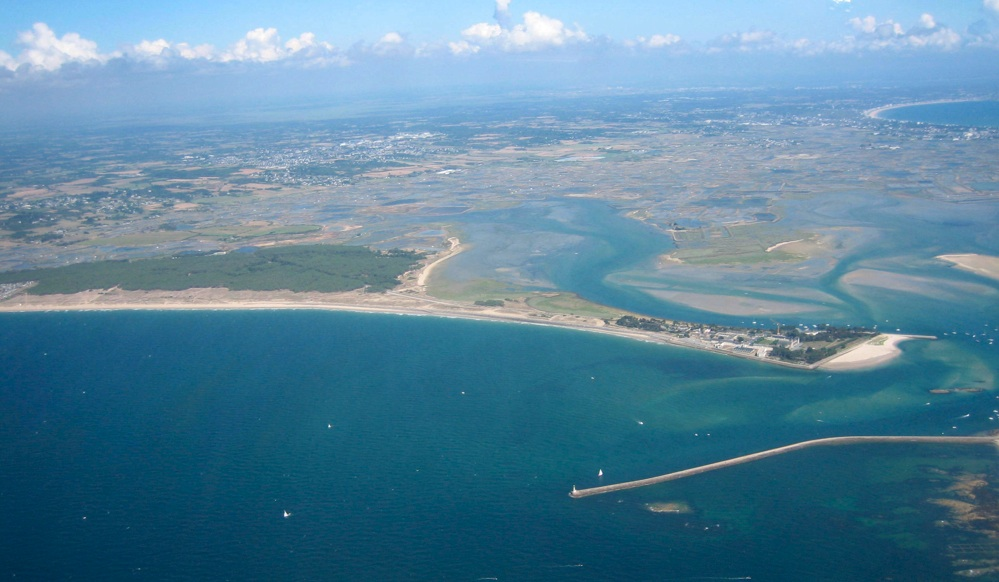
La pointe de Pen-Bron et la jetée du Tréhic, en arrière le Petit traict et les marais salants.
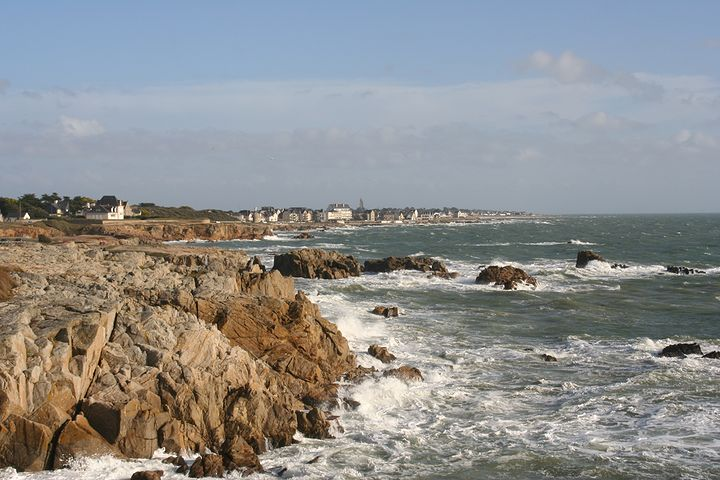
La Côte sauvage.
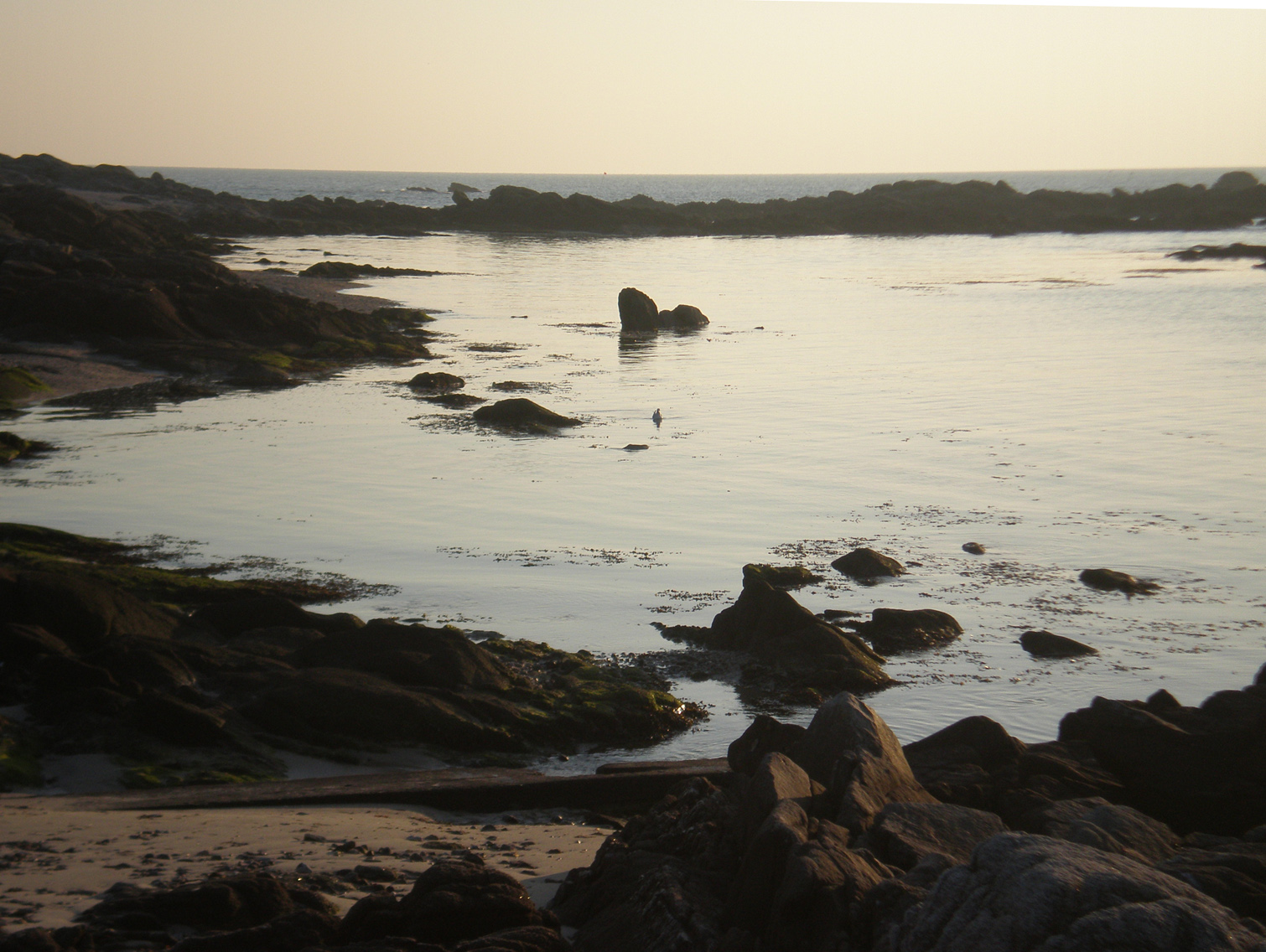
Côte rocheuse de la pointe du Croisic, sur le lieu-dit « Port-aux-Rocs ».
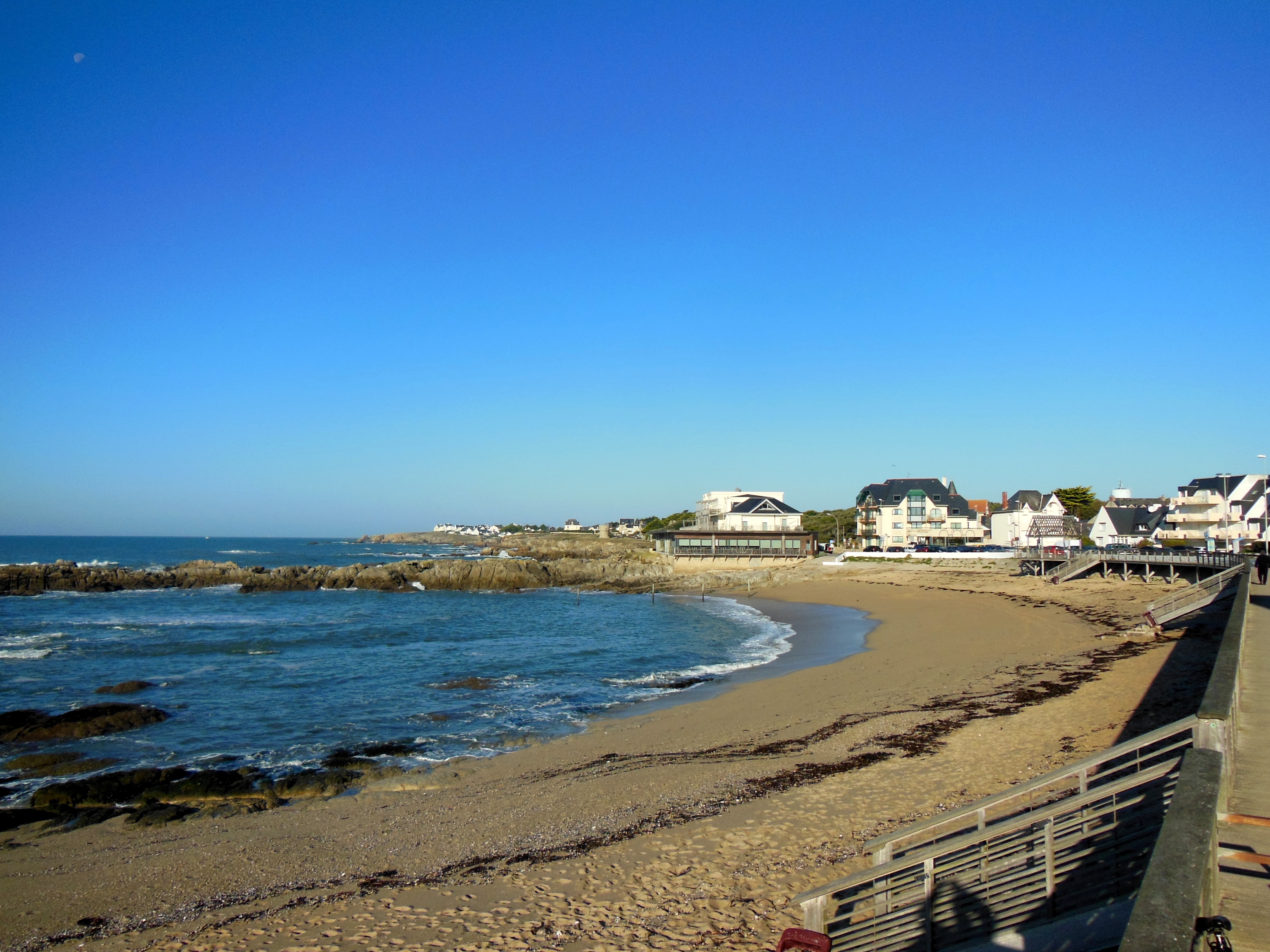
La plage de Port Lin.
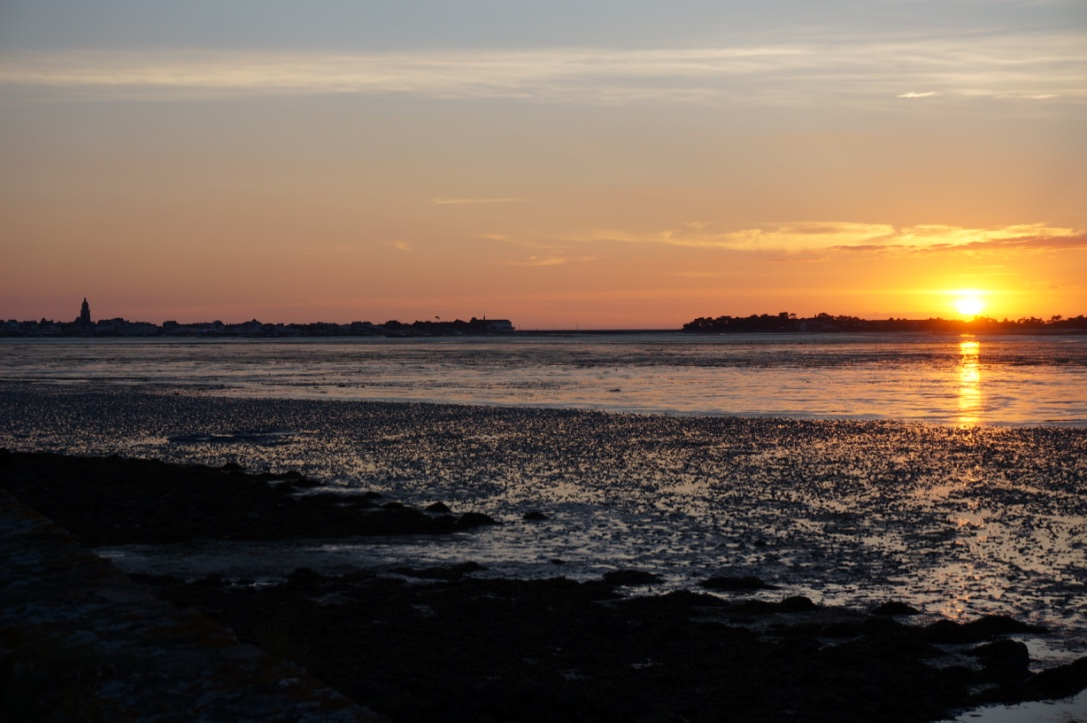
Le traict, avec au fond à gauche, le clocher du Croisic.

### Hydrographie
Le territoire de la commune n'est traversé par aucun cours d'eau. Néanmoins des sources d'eau douce ont permis le peuplement de la presqu'île. Ainsi, près de la plage Valentin, affleurent les sources de la Barrière, anciennement sur le territoire de Batz-sur-Mer. Comme indiqué ci-avant, une source d'eau douce jaillit sous le niveau le plus haut des marées parmi les rochers de Port-aux-Rocs. Une fontaine est également signalée à proximité de la falaise de Saint-Goustan.

### Climat
Pour des articles plus généraux, voir Climat des Pays de la Loire et Climat de la Loire-Atlantique.
En 2010, le climat de la commune est de type climat méditerranéen altéré, selon une étude du CNRS s'appuyant sur une série de données couvrant la période 1971-2000. En 2020, Météo-France publie une typologie des climats de la France métropolitaine dans laquelle la commune est exposée à un climat océanique et est dans la région climatique Bretagne orientale et méridionale, Pays nantais, Vendée, caractérisée par une faible pluviométrie en été et une bonne insolation.
Pour la période 1971-2000, la température annuelle moyenne est de 12,3 °C, avec une amplitude thermique annuelle de 12,2 °C. Le cumul annuel moyen de précipitations est de 778 mm, avec 12,2 jours de précipitations en janvier et 5,9 jours en juillet. Pour la période 1991-2020, la température moyenne annuelle observée sur la station météorologique de Météo-France la plus proche, sur la commune de Herbignac à 23 km à vol d'oiseau, est de 12,6 °C et le cumul annuel moyen de précipitations est de 886,4 mm,. Pour l'avenir, les paramètres climatiques de la commune estimés pour 2050 selon différents scénarios d'émission de gaz à effet de serre sont consultables sur un site dédié publié par Météo-France en novembre 2022.

## Urbanisme

### Typologie
Au 1er janvier 2024, Le Croisic est catégorisée petite ville, selon la nouvelle grille communale de densité à sept niveaux définie par l'Insee en 2022.
Elle appartient à l'unité urbaine de Saint-Nazaire, une agglomération intra-départementale regroupant 17  communes, dont elle est une commune de la banlieue,,. Par ailleurs la commune fait partie de l'aire d'attraction du Pouliguen, dont elle est une commune du pôle principal,. Cette aire, qui regroupe 3 communes, est catégorisée dans les aires de moins de 50 000 habitants,.
La commune, bordée par l'océan Atlantique, est également une commune littorale au sens de la loi du 3 janvier 1986, dite loi littoral. Des dispositions spécifiques d’urbanisme s’y appliquent dès lors afin de préserver les espaces naturels, les sites, les paysages et l’équilibre écologique du littoral, tel le principe d'inconstructibilité, en dehors des espaces urbanisés, sur la bande littorale des 100 mètres, ou plus si le plan local d’urbanisme le prévoit.

### Occupation des sols
L'occupation des sols de la commune, telle qu'elle ressort de la base de données européenne d’occupation biophysique des sols Corine Land Cover (CLC), est marquée par l'importance des territoires artificialisés (66,5 % en 2018), en augmentation par rapport à 1990 (63,5 %). La répartition détaillée en 2018 est la suivante : 
zones urbanisées (54,6 %), prairies (14,6 %), zones agricoles hétérogènes (12,5 %), zones industrielles ou commerciales et réseaux de communication (11,9 %), milieux à végétation arbustive et/ou herbacée (6,1 %), zones humides côtières (0,3 %), eaux maritimes (0,1 %). L'évolution de l’occupation des sols de la commune et de ses infrastructures peut être observée sur les différentes représentations cartographiques du territoire : la carte de Cassini (XVIIIe siècle), la carte d'état-major (1820-1866) et les cartes ou photos aériennes de l'IGN pour la période actuelle (1950 à aujourd'hui).

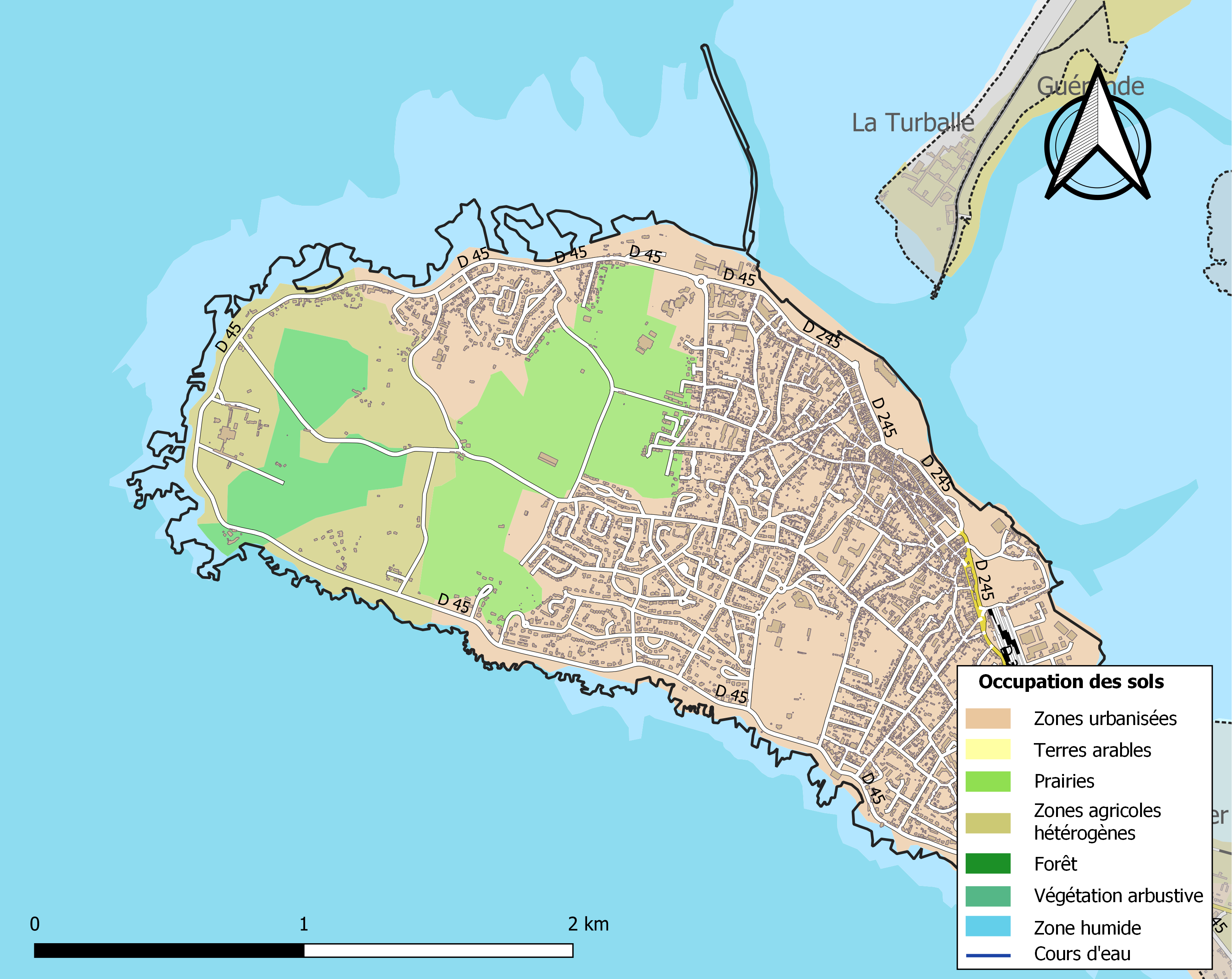
Carte des infrastructures et de l'occupation des sols de la commune en 2018 (CLC).

### Morphologie urbaine

#### Urbanisme ancien
La configuration du port au début du XVIe siècle est assez proche de celle connue au début du XXe siècle à l’exception de la jetée, dont la construction s’étale de 1839 à 1844. Le quai du Lénigo est édifié en 1559 à l’entrée nord-ouest de la chambre dite « des Portugais » et à cette même période, le pourtour des jonchères, constituées de lests de navires, est entièrement consolidé par des quais.
Le Lénigo sépare le vieux Croisic à l’ouest de quartiers plus récents à l’est tels que Sauzon, Aulonne — disparu avant le XXe siècle — et le Requer, à proximité du château-fort. Un rapport de 1561 du contrôleur du roi, Claude Méance Destambe, signale sur la pointe du Croisic, une tour « à un petit quart de lieue [destinée à la] sûreté du navigage de la mer et à la défense et sûreté des habitants dudit lieu du Croisic, île et paroisse de Batz, et à ce que, en temps de guerre et hostilité, ils ne soient surpris par les ennemis du royaume, pirates et écumeurs de mer […] ».
Jusqu’en 1754 a subsisté un étier salé — « étroit et bref bras de mer » —, situé entre l’actuelle place d’Aiguillon jusqu’à l’entrée de l’église, séparant en deux groupes principaux reliés par un pont, l’ancienne localité du Croisic. Onze quartiers — ou « cueillettes » — se répartissent de part et d’autre de cet étier ; d’une part Haut-Lenigo, Bas-Lenigo, le Lingorzec (« la butte-aux-joncs »), le Lin-Thibaud et le Rohello (« les rochers ») et d’autre part Saint-Christophe, Jaglouet, Kerval (« le fort village »), la Rue-Neuve, Saint-Yves et Jagousaut.

#### Urbanisme contemporain
Le plan local d'urbanisme (PLU) en vigueur en 2016 a été approuvé le 29 octobre 2012 et amendé le 24 septembre 2013. Il tient compte des recommandations du dispositif précisant la zone de protection du patrimoine architectural, urbain et paysager (ZPPAUP) approuvé en 2006 ; celle-ci spécifie les servitudes liées au patrimoine historique de la localité. La loi Grenelle II du 12 juillet 2010 a remplacé la ZPPAUP en aire de mise en valeur de l'architecture et du patrimoine (AVAP ou AMVAP).
L'AVAP détermine quatre secteurs. Le port et le centre-ville ancien est un quartier situé dans la partie nord-est de la commune, face au traict. Le bord de mer et le quartier de Port Lin forment un ruban qui, à l'exception du port, suit le pourtour maritime. Le paysage rural et le manoir de Kervaudu est une zone qui couvre près de 50 % du territoire, à l'ouest de la commune. Enfin la zone entourant la chapelle du Crucifix est une petite parcelle située au sud-est de la localité, juste avant la limite avec Batz-sur-Mer,. Ces quatre secteurs font l'objet d'un règlement spécifique défini par la ZPPAUP mis à jour en février 2006.
Le PLU est d'autre part en conformité avec le schéma de cohérence territoriale défini par la communauté d'agglomération de la Presqu'île de Guérande Atlantique à laquelle appartient la commune et approuvé le 21 juillet 2011.

### Voies de communication et transport

#### Anciennes voies de communication et arrivée du chemin de fer
Au début du XIXe siècle, l'accès au Croisic se fait par une route, qui en provenance de Guérande, emprunte la chaussée de Pen-Bron et parvient au bord du traict. Il faut alors faire appel à un passeur et à sa barque pour atteindre la localité.

« À Pen-Bron, la barque vient s'amarrer à une digue bâtie pour protéger le Grand Traict de l'invasion des sables. Mais le batelier se tient sur la rive du Croisic et bien souvent les appels doivent être longtemps renouvelés. Parfois, l'état de la mer ne lui permet pas de passer ou l'empêche d'aborder à Pen-Bron. […] S'il fait nuit, une lanterne donne au passeur le signal convenu. Avec un peu de chance, cette lumière sera aperçue et le passeur viendra… si l'heure n'est pas trop tardive. »

— Édouard Richer, Description du Croisic et d'une partie de la côte voisine, 1823.
Il est également possible, au XIXe siècle, de joindre le Mont-Esprit à partir de Sissable, lieu-dit de Guérande, en empruntant une voie carrossable mais submergée à marée haute. La croix du Traict se dresse encore sur cette ancienne voie de communication. Placée sous le patronage de saint Christophe, elle sert de refuge au voyageur surpris par la marée.
Enfin, toujours avant le XXe siècle, la route de Batz permet également de rejoindre le continent. Des chemins muletiers parcourent les dunes instables, entre marais et mer, pour rallier la terre ferme, sur un chemin souvent inondé. Le Pouliguen n’est accessible au début du XIXe siècle que par un bac qui traverse l’étier ou à gué.
Ce n'est qu'à partir de 1839 que la route départementale no 8 permet de joindre la Moëre — commune de Savenay — au Croisic.
Alors que le premier train de la Compagnie du chemin de fer de Tours à Nantes parvient à Nantes le 16 août 1851, le conseil municipal du Croisic réclame en 1862 au conseil général l'extension de la ligne jusqu'à la localité.
Pour justifier cette demande, des arguments militaires et économiques sont avancés. En effet, la côte étant considérée comme une frontière, la troupe doit pouvoir y être acheminée rapidement. Plus prosaïques, l'écoulement des produits de la pêche et de la saliculture, de même que l'avènement des bains de mer qui justifie des mouvements importants de voyageurs, sont des arguments qui sont mis en avant lors de la demande de prolongation. Après plusieurs ajournements, le décret impérial du 19 juin 1868 déclare le chemin de fer jusqu'au Croisic d'utilité publique. Les travaux de la nouvelle gare débutent durant l'été 1873.
L'inauguration des 35 km de la ligne qui mène de Saint-Nazaire au Croisic a lieu le 11 mai 1879, sous le mandat du maire Augustin Maillard. Conséquence directe de l'ouverture de la voie ferrée jusqu'au Croisic, le commerce de cabotage, intéressant de nombreux foyers entre Saint-Nazaire et le Croisic, commence à péricliter ; malgré une tentative de relance, la ligne de caboteurs à vapeur, qui fait escale au Croisic à partir de 1898, change de destination pour les installations de Saint-Nazaire, mieux équipées, en 1911.

#### Voies de communication et transports
L'accès du Croisic par la route se fait par la D245 en provenance du bourg de Batz-sur-Mer. Orientée suivant un axe est-ouest, elle constitue le seul axe routier menant à la commune. Sur le Croisic, elle suit le pourtour de la presqu'île sous les noms de D245 et D45. Des voies communales et des chemins vicinaux permettent de sillonner l’intérieur du territoire de la localité.
La commune possède sa propre gare SNCF, terminus de la ligne en provenance de Saint-Nazaire, elle-même prolongement de la ligne venant de Tours ; elle est actuellement desservie par les TER Pays de la Loire, par le TER Interloire et les TGV en provenance notamment de Paris-Montparnasse.
En outre, les autocars départementaux du réseau Lila, notamment par la ligne E (Le Croisic - La Baule - Saint-Nazaire) et la ligne interne K Croisi'bus, desservaient en tout 21 arrêts situés sur le territoire de la commune.
À partir de la rentrée 2015, le réseau Lila est remplacé par le réseau Lila Presqu'île dans toute la Presqu'île guérandaise. Le Croisic est alors desservie par les lignes 5 (Le Croisic - Batz-sur-Mer - Guérande) et 6 (Le Croisic - Batz-sur-Mer - La Baule) et toujours par la ligne interne Croisi'bus, cette fois-ci renommée ligne 30.

La gare du Croisic (sélection).
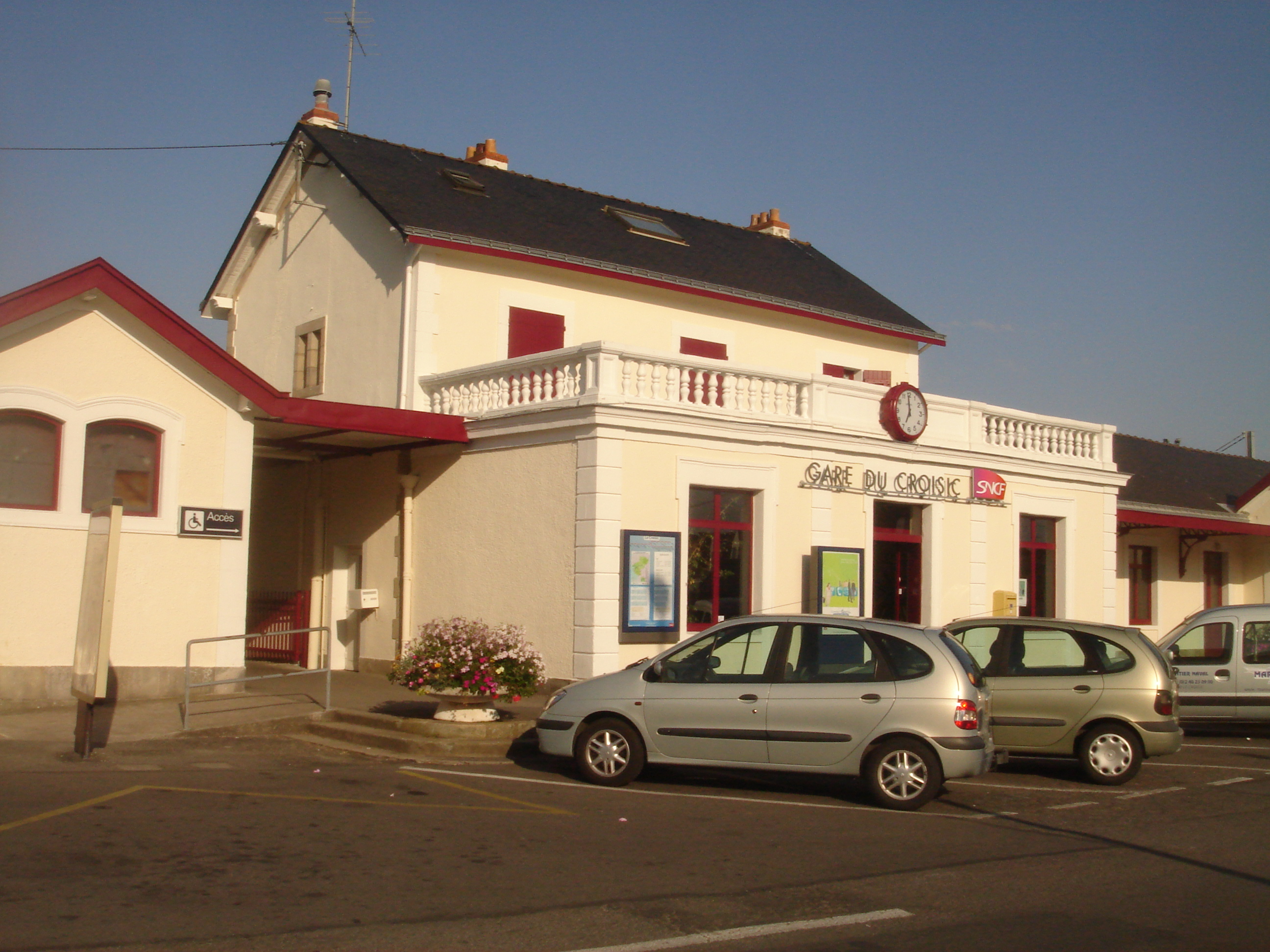
Le bâtiment voyageurs et l'entrée de la gare.
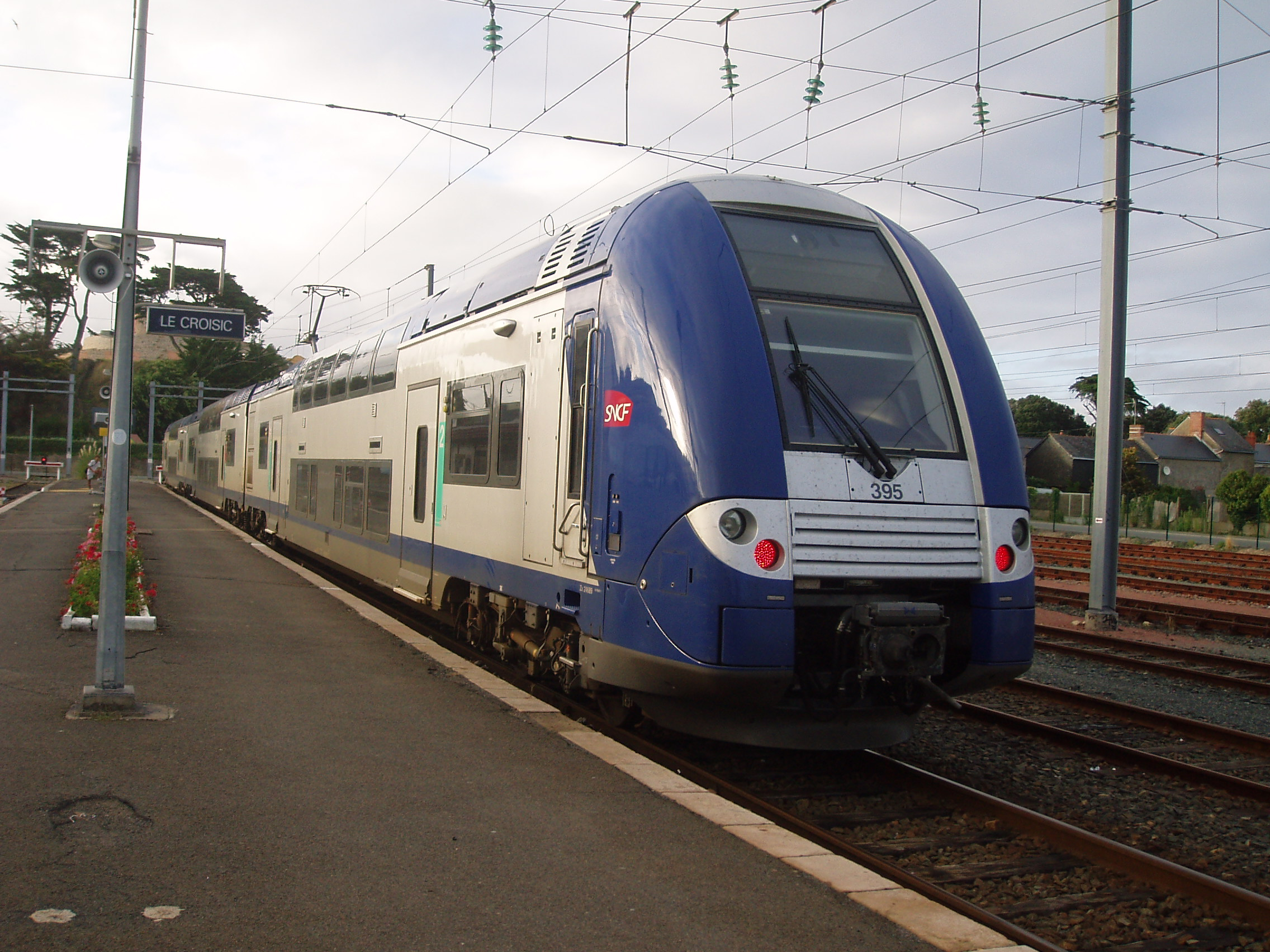
Rame TER au quai central en gare du Croisic.
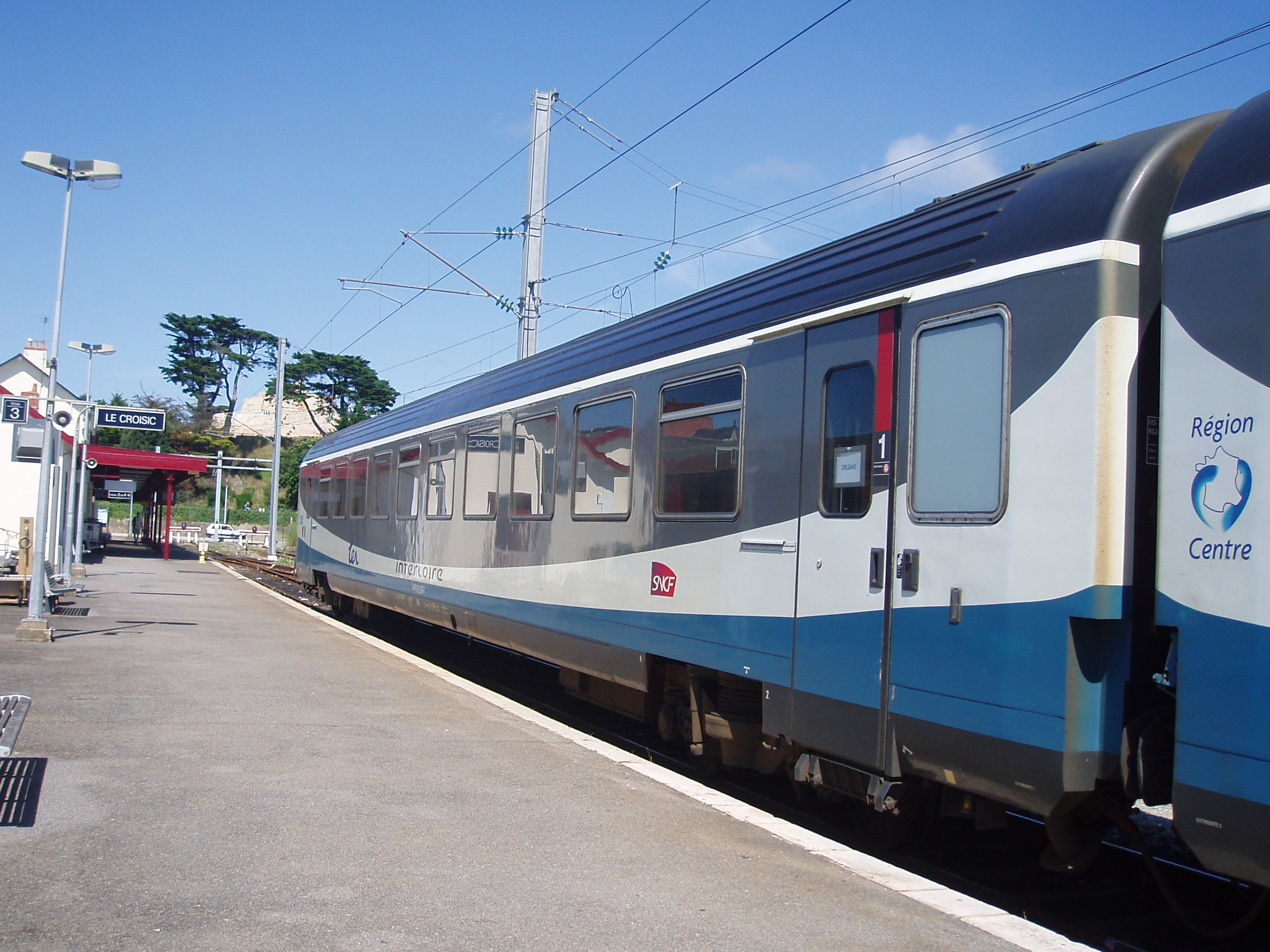
Train Interloire au quai latéral en gare du Croisic.
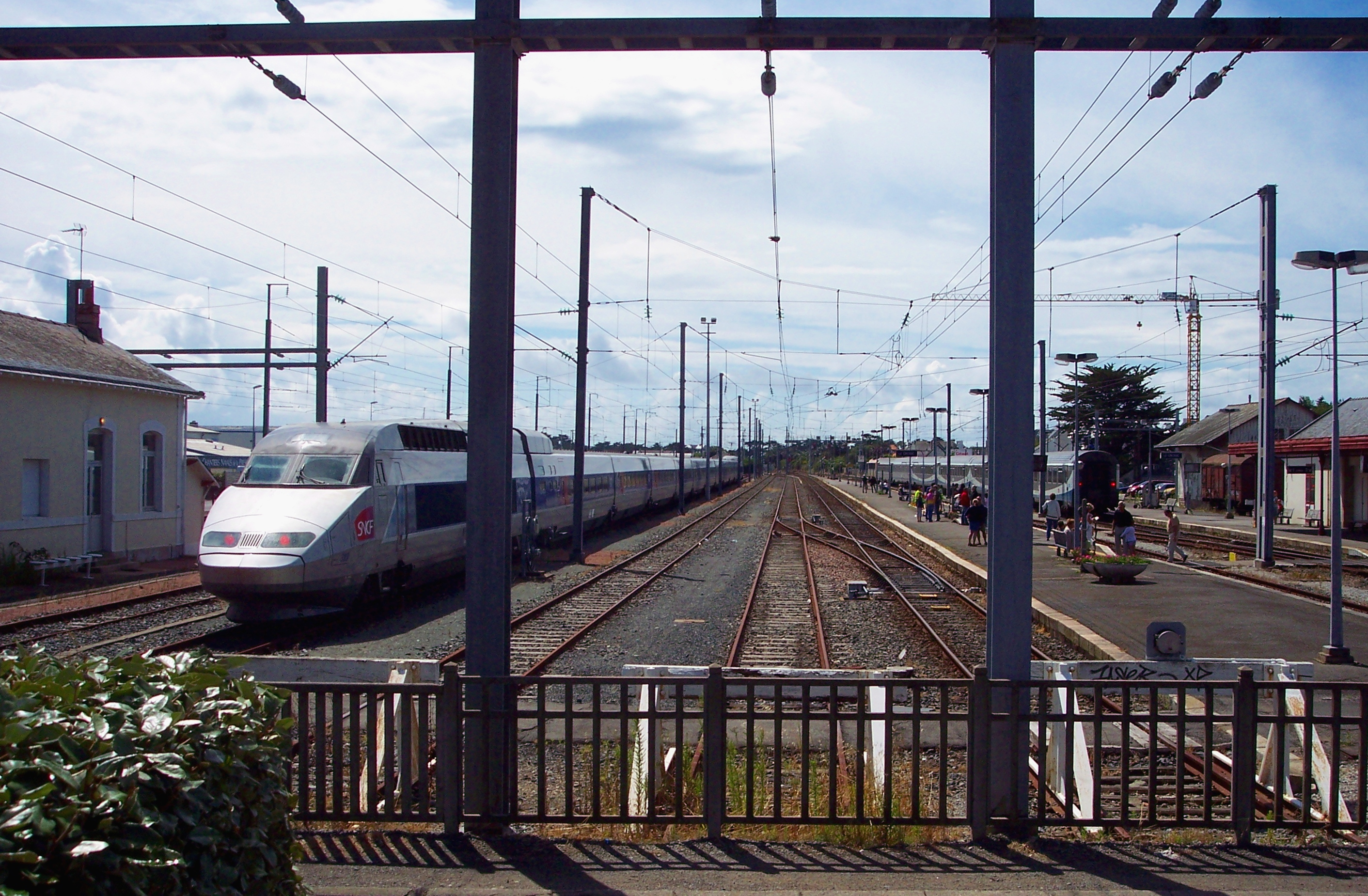
Fin des rails au Croisic en 2007, un TGV Atlantique et un Interloire à quai.

### Logement
En 2012, le nombre total de logements dans la commune était de 5 286, alors qu'il était de 5 302 en 2007.
Parmi ces logements, 38,3 % étaient des résidences principales, 58,6 % des résidences secondaires et 3,1 % des logements vacants. Ces logements étaient pour 61,1 % d'entre eux des maisons individuelles et pour 38,6 % des appartements.
La proportion des résidences principales, propriétés de leurs occupants était de 69,2 %, stable par rapport à 2007 (68,9 %). La part de logements HLM loués vides était de 8,9 % contre 8,4 %, leur nombre étant en augmentation, 180 contre 168.
Des statistiques précédentes, il ressort que l'habitat en 2012 est essentiellement individuel, et que les immeubles collectifs sont une minorité.

#### Architecture médiévale et Renaissance
Le centre du Vieux Croisic recèle près de 60 maisons anciennes et 25 d’entre elles se concentrent sur 600 des 2 400 m de quai, face au port. Le ministère de la Culture a classé cinq de ces maisons dont la construction s’étale du XVe au XVIIe siècle.
Ainsi, la maison Le Bouistre, monument historique depuis 1992 pour ses façades à pans de bois et ses toitures en ardoise, est, avec la maison la Gabelouse et celle du Portal, l’une des plus anciennes de la localité.
Du XVIe siècle, la maison Guillaume André allie pierres de taille et pans de bois en façade, tout comme la maison du 33, rue Saint-Christophe ; elle date de la fin des années 1550. La façade d’une maison du quai de la Grande-Chambre justifie également l’inscription de l’édifice, construit en 1637.

Architecture médiévale (sélection).
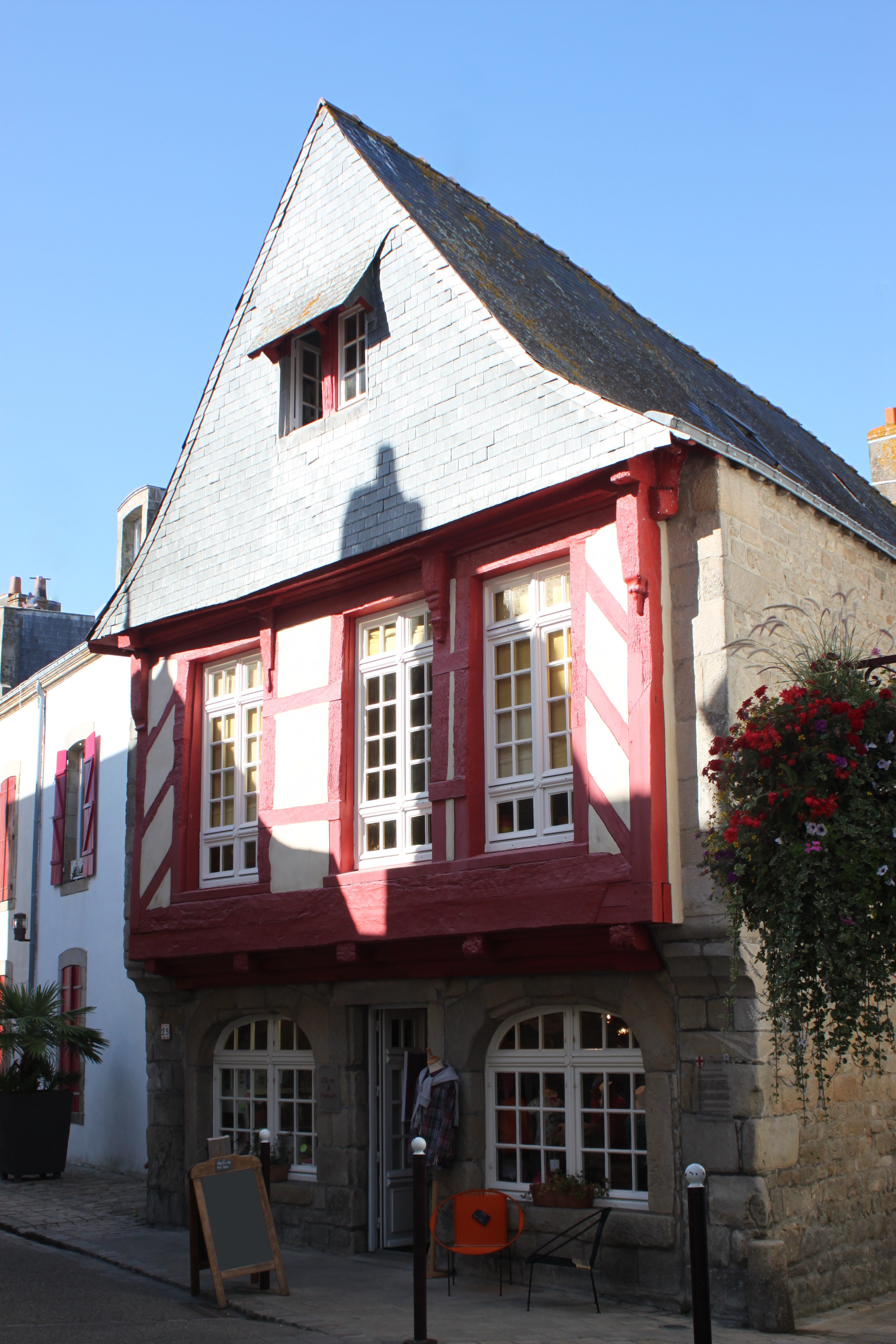
La maison Le Bouistre.
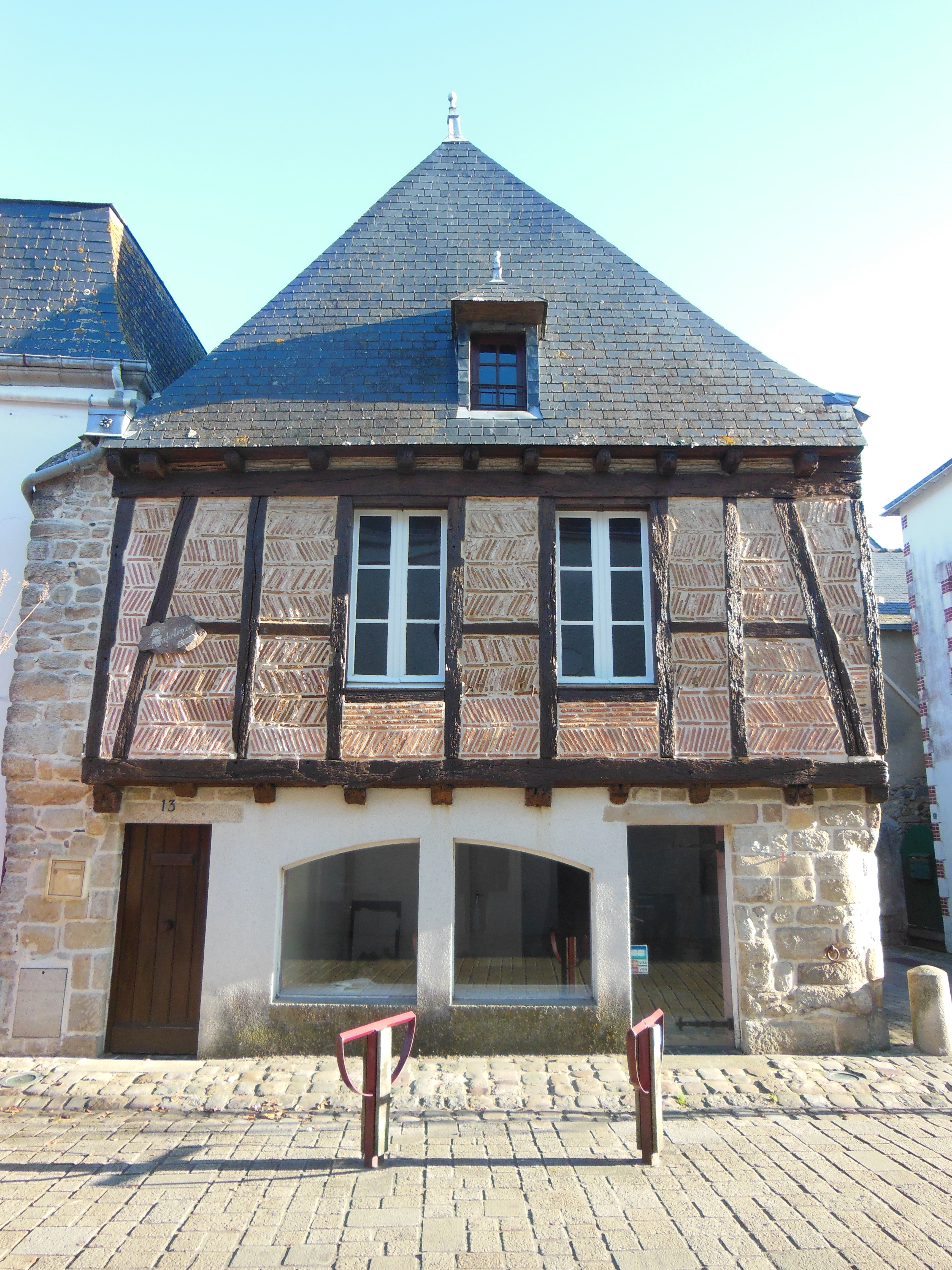
La maison la Gabelouse.
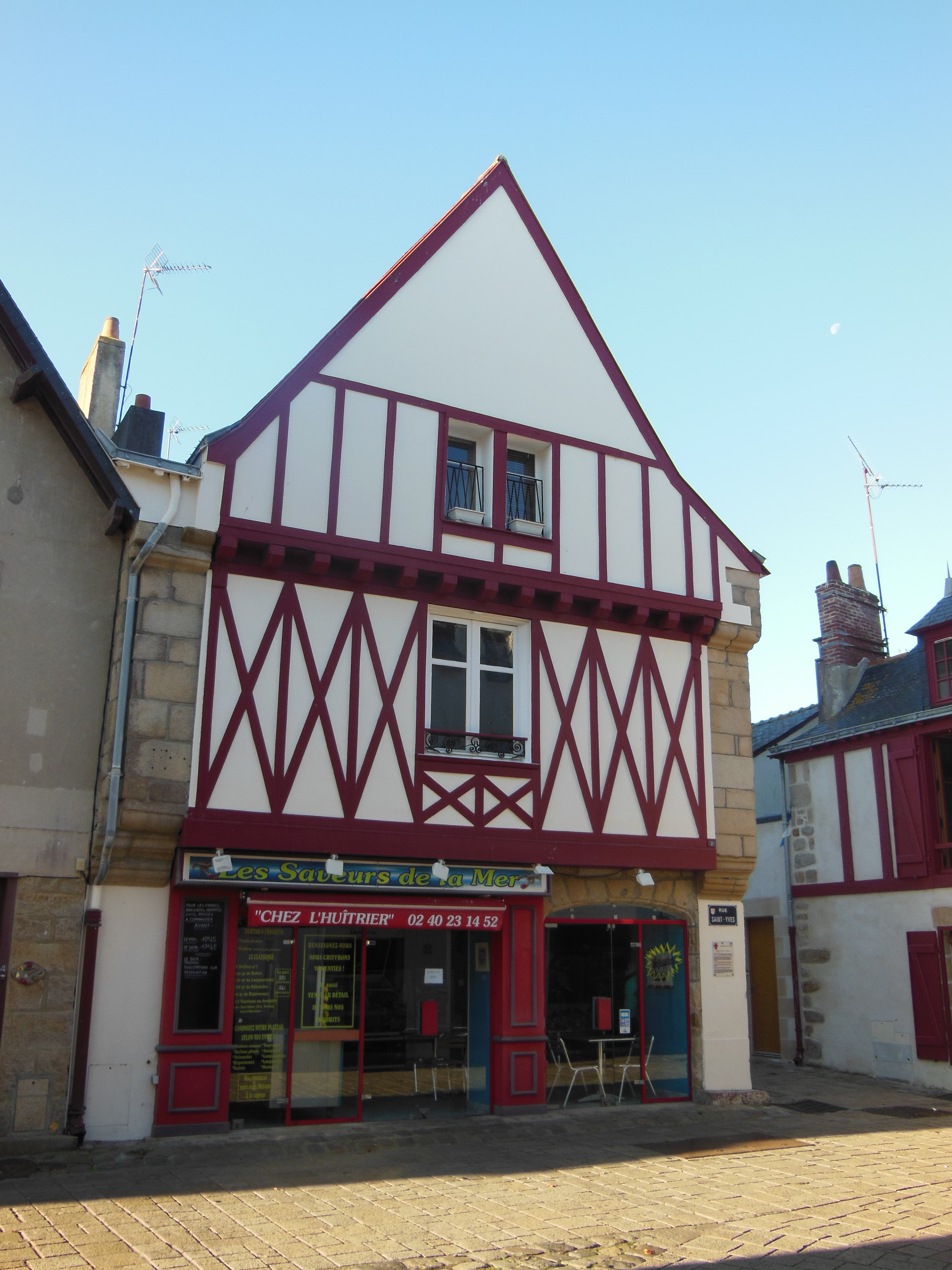
La maison du Portal.
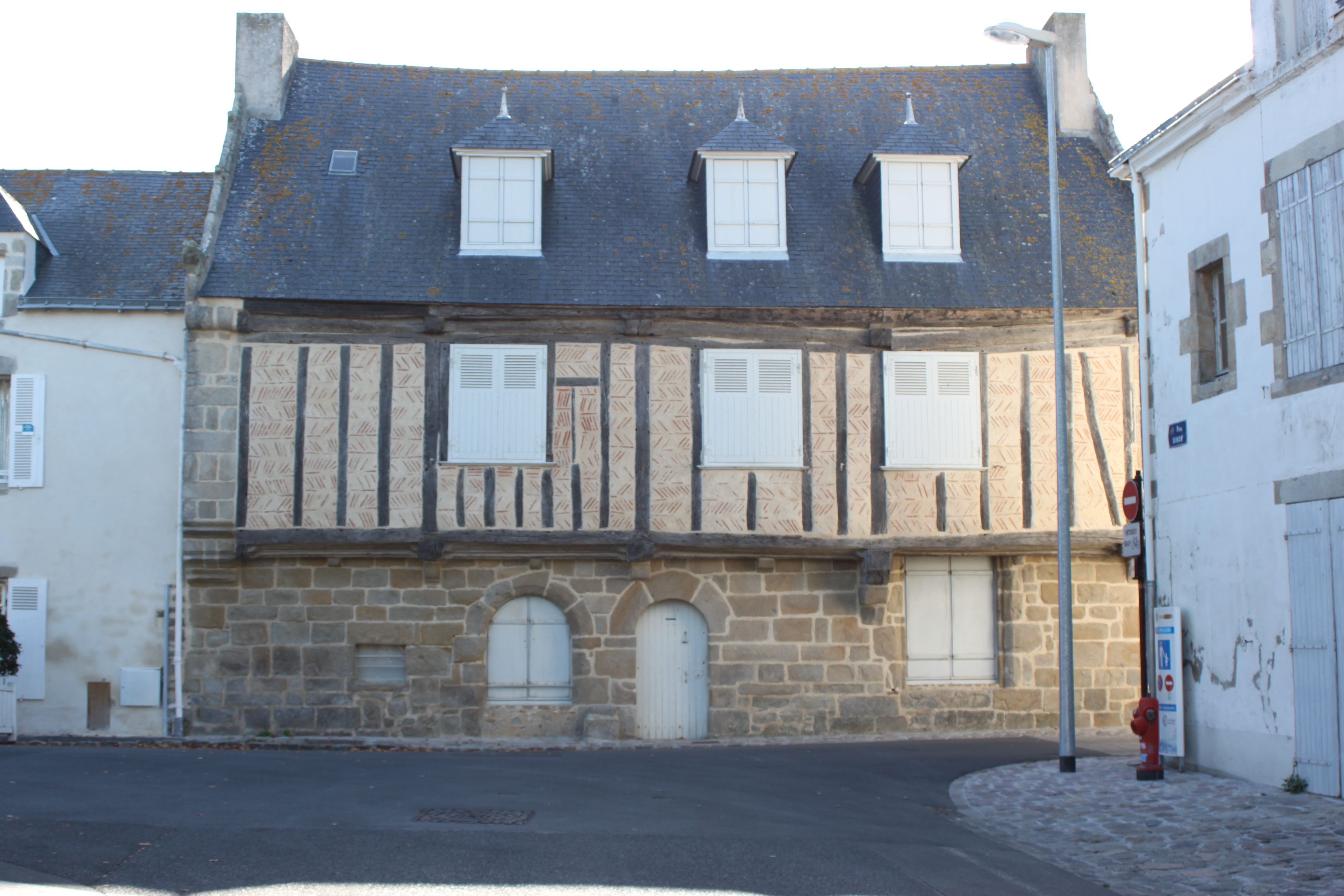
Maison, place de Dinan[33].
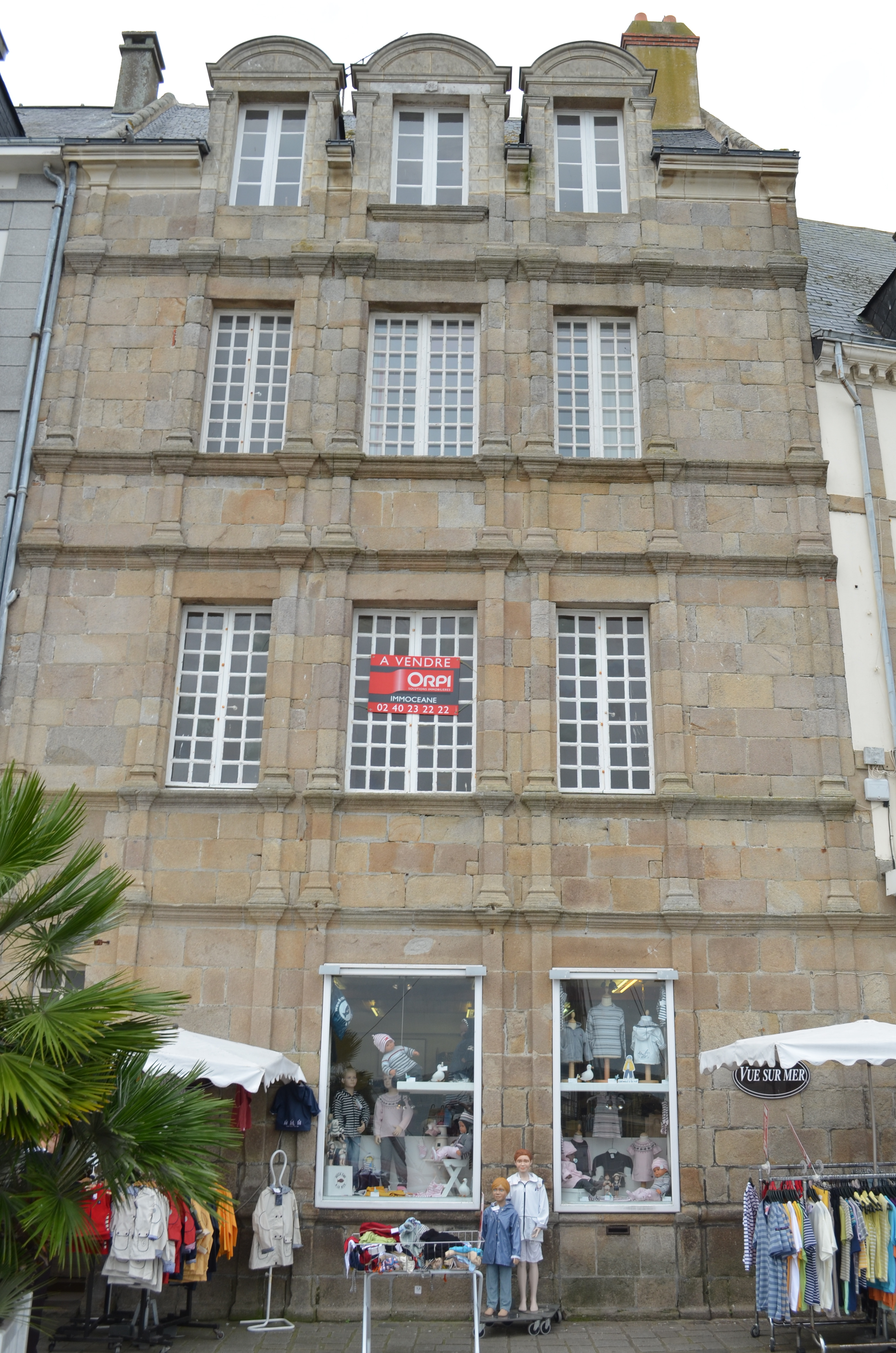
Maison, quai de la Grande-Chambre.

#### Architecture balnéaire

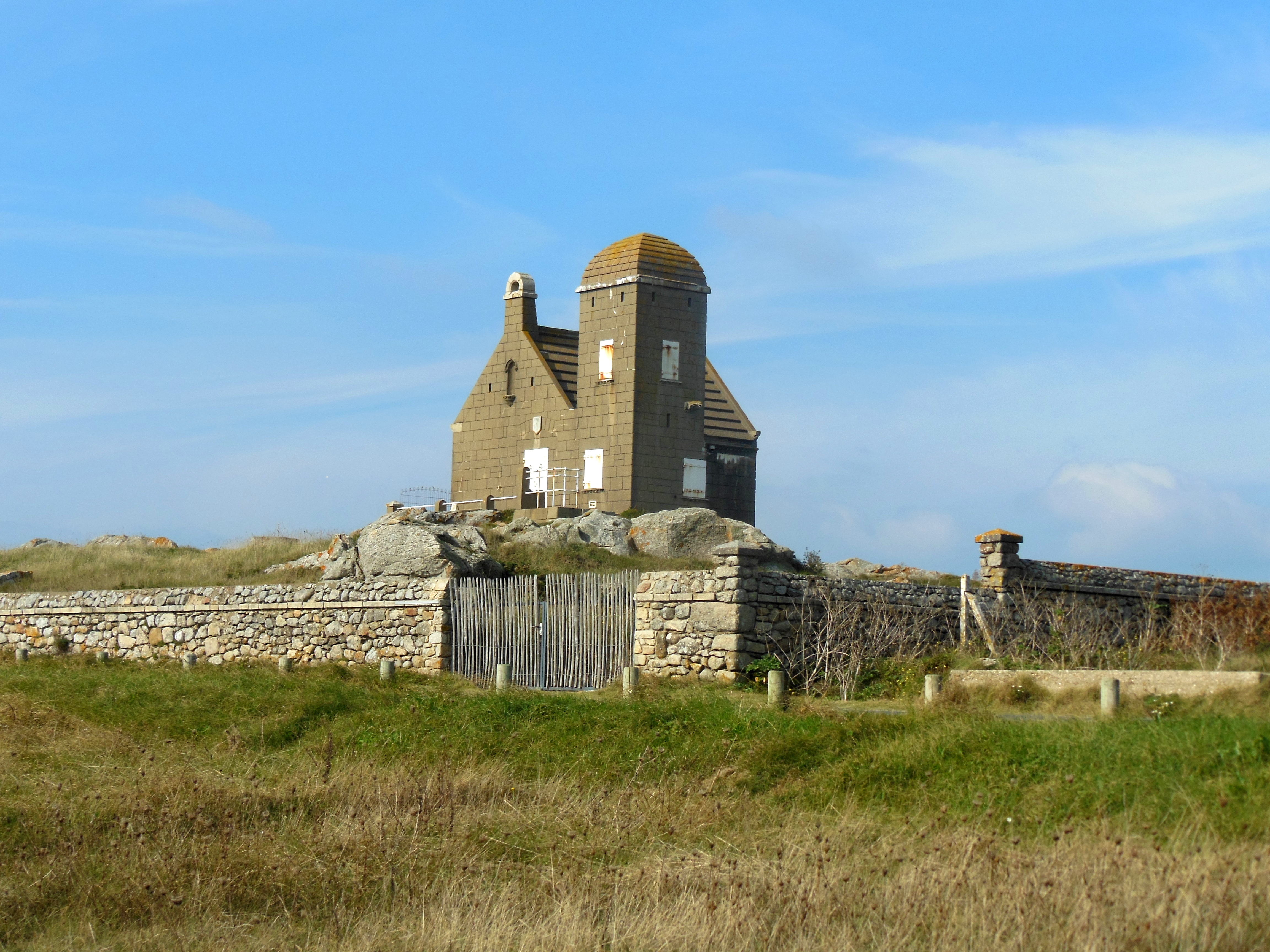
La Vigie de la Romaine.

L’enquête menée en 1997 par le conseil régional des Pays de la Loire souligne le caractère remarquable du patrimoine architectural des XIXe et XXe siècles, à l’époque où l’engouement pour la balnéothérapie apparaît en Loire-Inférieure, favorisé au Croisic par l’arrivée du chemin de fer à partir de 1879. Les établissements de santé et l’offre hôtelière locale ne pouvant accueillir tous les visiteurs, principalement des familles modestes, des projets immobiliers sont alors lancés, dont les innovations sont reprises par les stations voisines prestigieuses, La Baule-Escoublac, Pornichet et Le Pouliguen. Compte tenu de la nature escarpée de la partie ouest de la presqu’île et de l’absence de plan d’ensemble, le développement immobilier n’a pas eu l’ampleur de celui des stations où les terrains se sont trouvés plus facilement disponibles.
Si les constructions locales sont majoritairement l’œuvre d’artisans et de maîtres d’œuvre locaux, des programmes immobiliers pour classes moyennes voient le jour, comme le révèle le fonds Maréchal. L'architecte Clément Josso fournit par ailleurs une contribution remarquable par son projet d’un nouveau quartier entre la gare et la baie de Port Lin, qui, s’il est abandonné faute de financement, inspire les générations suivantes. Les commanditaires de ces projets se retrouvent parmi les fonctionnaires des régions limitrophes, en provenance de villes moyennes.
Pas moins de 166 édifices ont été répertoriés sur le territoire communal par l’enquête de 1997 portant sur la villégiature balnéaire. Cette liste inclut par exemple l’hôtel de la Gare, construit en 1881, la salle des fêtes de 1910 et l’hôtel des Bains, édifié entre 1845 et 1847 par l’instigateur des premiers établissements de bains, Silvain Deslandes-Orière.

### Projets d'aménagement
La préparation du PLU approuvé en 2012 a nécessité la définition d'un projet d'aménagement et de développement durable (PADD). Le périmètre restreint de la localité et les contraintes physiques et environnementales offrent des possibilités d'innovation limitées, dans une commune à la population vieillissante et dont l'activité est fortement tournée vers le tourisme balnéaire et maritime en déclin depuis le début du XXIe siècle.
Le projet défini en 2012 propose d'aménager et de valoriser l’entrée de ville et les abords de la gare, par la création d'un habitat individuel et de bureaux, et l'aménagement d'un parking paysager. Il insiste également sur la nécessité de mettre en valeur la zone rurale, qualifiée de « coulée verte », par le renforcement des mesures de protection, incluant le développement de sentiers et de pistes cyclables, par l'implantation d'un parc botanique et enfin, par le développement d'un tourisme de qualité. Enfin, en bordure de la « coulée verte », trois sites sont destinés au développement d'éco-quartiers, accueillant des maisons de ville.
Un des projets sélectionnés est le lotissement Kervaudu, sur une parcelle de plus de cinq hectares destinée à accueillir une trentaine de logements destinés aux primo-accédants et aux moins de quarante ans ; cette mesure s'intègre dans l'action contre le vieillissement de la population.

### Risques naturels

#### Risques naturels liés à l'activité marine
Compte tenu de son exposition maritime, le territoire du Croisic a fait l'objet d'un plan de prévention des risques littoraux Presqu'île guérandaise Saint-Nazaire, prescrit le 14 février 2001 et qualifiant les risques d'inondation par submersion marine et lors des tempêtes.
Des phénomènes liés aux chocs mécaniques résultant de l'action des vagues et aux inondations, coulées de boue et mouvements de terrain ont donné lieu à des arrêtés publiés au Journal officiel en décembre 1999 — tempêtes Lothar et Martin — et mars 2010 — tempête Xynthia. Celle-ci, reconnue catastrophe naturelle par arrêté ministériel du 11 mars 2010, atteint les côtes atlantiques durant la nuit du 27 au 28 février 2010 au maximum de son développement, son centre dépressionnaire affichant une dépression de 969 hPa. Selon les observations du service hydrographique et océanographique de la Marine (SHOM) sur le littoral de la Loire-Atlantique, des extrêmes de niveaux marins, observés durant cette tempête, ont dépassé d'au moins 10 à 50 centimètres ceux d'extrême d'occurrence centennale.
Auparavant, la tempête du 13 janvier 1990 provoque la destruction de l'encorbellement de la plage de Port Lin et l'effondrement d'une partie de la falaise proche du lieu-dit Vigie de la Romaine.
La partie nord de la presqu'île, du port de la commune jusqu'à Port-aux-Rocs, est un secteur menacé par la convergence des houles. Dès lors, le risque de tempête concerne non seulement le trait de côte mais s'étend à l'ensemble de la commune.
Ainsi, les tempêtes des 12 et 13 septembre 1993 et du 4 janvier 1998 — lors de laquelle des vents ont été mesurés à 158 km/h à Saint-Nazaire — ont entraîné des chûtes d'arbres, des dégâts de toitures, des projections d'objets et des incendies générés par des câbles électriques.
Bien que le risque de raz-de-marée ne se soit pas matérialisé au cours des derniers siècles, la fréquence élevée des tempêtes alliée à des marées de vive-eau rend possible l'envahissement des terres par les eaux marines. Le secteur le plus menacé par les conséquences d'une surcote se situe entre le port de la localité et Port-aux-Rocs, le long de la route littorale CD 45 et plus particulièrement à l'extrémité ouest de la plage du Castouillet. En revanche, le secteur délimité par le centre hélio-marin et l'entrée du port est à l'abri de la jetée du Tréhic. Bien que le trait de côte soit protégé par de nombreux ouvrages, la discontinuité de ceux-ci n'oblitère pas complètement le risque de submersion marine. Au Croisic, les zones basses — caractérisées par des altitudes situées entre 0 et 5 m suivant la norme IGN69 — sont particulièrement sensibles au risque de pénétration marine ; il s'agit plus spécifiquement du nord du port et des quartiers Saint-Goustan, Pré Brulé, La Maison Rouge et Port Val.
Le littoral exposé au sud, bien que protégé par les falaises, présente de petites criques qui peuvent permettre la submersion marine. C'est le cas, le 13 janvier 1998, de la baie de Jumel qui voit la rue de Kerneval inondée. À la même date, toujours dans cette zone, le CD 45 est ponctuellement interrompu par l'accumulation de près d'un mètre d'écume de mer.
La presqu'île — et en particulier les secteurs du port et de la gare — peut également souffrir d'une submersion marine provenant d'une remontée des eaux marines dans le Grand Traict.
Outre le risque d'envahissement par les eaux marines, les 9 km de littoral présentent deux secteurs où des mouvements de terrains pourraient se matérialiser sous la pression marine. La convergence de houles, qui caractérise le secteur nord compris entre la jetée du Tréhic et Port-aux-Rocs, favorise l'érosion littorale et donc le recul du trait de côte. Le littoral sud — la côte sauvage, du Port-aux-Rocs à la pointe du Fort — est protégé par ses falaises vives, mais la puissance des tempêtes accélère l'altération des façades rocheuses. La falaise située entre la baie du Sable-Menu et le Masque de Napoléon subit, de plus, des assauts amplifiés par la présence de grottes dans sa partie basse.
La tempête du 13 janvier 1990 a d'ailleurs provoqué l'effondrement d'un pan de falaise au niveau de la Vigie de la Romaine.

#### Autres risques
La commune est concernée par des aléas de retrait-gonflement des argiles pouvant fragiliser les fondations des bâtiments. Ces phénomènes sont provoqués par des variations de volumes de sols argileux soumis à des évolutions de la teneur en eau.
Le Croisic est soumise à des aléas faible et moyen face à ce risque, selon l'échelle définie par le Bureau de recherches géologiques et minières (BRGM).
La localité est située en zone de sismicité modérée de niveau 3 sur une échelle de 1 à 5 ; le risque sismique dans la Loire-Atlantique augmente de faible (niveau 2) au nord du département à modéré (niveau 3) au sud.
L’absence d’activités industrielles lourdes dans la presqu’île guérandaise ne justifie pas la prise en compte de risque lié au transport de matières dangereuses (TMD) autre que celui engendré par la desserte routière. Il concerne essentiellement la route départementale D 245. Les risques éventuels sont constitués par le réapprovisionnement de deux stations services, ainsi que par des livraisons de gaz et de carburant aux particuliers et aux entreprises — activité portuaire en particulier — de la localité. Néanmoins, le réaménagement routier du centre-ville a fortement réduit le risque TMD.
Le littoral départemental en général et communal en particulier a été fortement affecté par l’échouage du pétrolier Erika le 12 décembre 1999 ; ceci démontre que le TMD par voie d’eau représente un risque non nul.

## Toponymie
L'étymologie du toponyme Croisic a été très discutée. À la fin du VIe siècle, Venance Fortunat le nomme Vicus Cruciatus en l'honneur de la conversion des Saxons qui y sont présents en ce même siècle. Le symbole de la croix, portée par les Saxons, apparaît dans la forme proposée. Celle-ci est à rapprocher d'une des hypothèses d'une étymologie bretonne Kroaz = « croix » en breton, lié à la terminaison diminutive -ic (équivalent de -ig). Le Croisic signifierait, dans ce cas, « la petite croix »,.
Selon Nicolas Travers, des chartes anciennes mentionnent également Crociliacus pour désigner la localité. Jean-Yves Le Moing estime que les formes en Croisic en Haute Bretagne procèdent probablement d'une ancienne forme gallo-romane en Croisiac bretonnisée.
Au XVIe siècle, Bertrand d'Argentré indique la graphie Trosic « pour la venue et édification de Brutus », alors que la graphie Le Croezic est mentionnée à Batz-sur-Mer en 1406.
Le Croisic possède également un nom gallo, la langue d'oïl de Haute-Bretagne : Le Croèzic (en écriture ELG) ou Le Couâzi (en MOGA). En gallo, le nom de la commune se prononce [lkwɑ.zi],.
D'autres lieux-dits ou quartiers possèdent également des étymologies bretonnes, tel « Lénigo » qui provient de Lennig gozh, « le vieux petit étang ». On trouve également Lanigo, Linigo ou Lanigoff. Kerval (« le fort village »), Lingorzec (« la butte aux joncs ») et Rohello (« les rochers ») en sont d’autres exemples.

## Histoire

### Préhistoire
L'Homme a occupé la falaise au sud de la pointe du Croisic à la fin du Paléolithique — post-Azilien caractérisé par la fin des grands froids et la remontée du niveau marin. Le climat est alors boréal et la forêt recouvre les terres émergées — c'est-à-dire vers 9 500 ans avant notre ère. L'océan est alors éloigné d'une quarantaine de kilomètres du site étudié à partir de 1984 ; l'emplacement est un point d'observation des vastes dépressions environnantes. Le site de la Vigie de la Romaine a révélé près de quatre mille silex utilisés pour les flèches et outils de chasseurs-cueilleurs.

### Antiquité
La présence romaine est avérée dans la région guérandaise, comme en témoignent les vestiges d'un mur mis au jour à Clis — actuellement sur le territoire de Guérande. De fait, en 56 avant notre ère, les Namnètes s'allient aux Vénètes face aux légions de Jules César. La flotte de Decimus Junius Brutus Albinus remporte alors une victoire, sous les yeux de Jules César, sur celle des Vénètes dans une mer qui pourrait être le golfe du Morbihan, la baie de Quiberon ou la rade du Croisic,. Cette bataille marque le début de l'emprise de l'Empire romain sur les cités armoricaines ; la romanisation est très rapide jusqu'à l'arrivée des hordes barbares à la fin du IIIe siècle. Les envahisseurs burgondes, francs, angles, goths et saxons ravagent tour à tour la Gaule. La défense romaine de la presqu'île guérandaise est alors assurée par le poste militaire de Château-Grannon de Clis.

Navires en présence lors de la guerre des Vénètes (sélection).
Essai de reconstitution d'un navire vénète.
Essai de reconstitution d'un navire vénète à deux mâts.
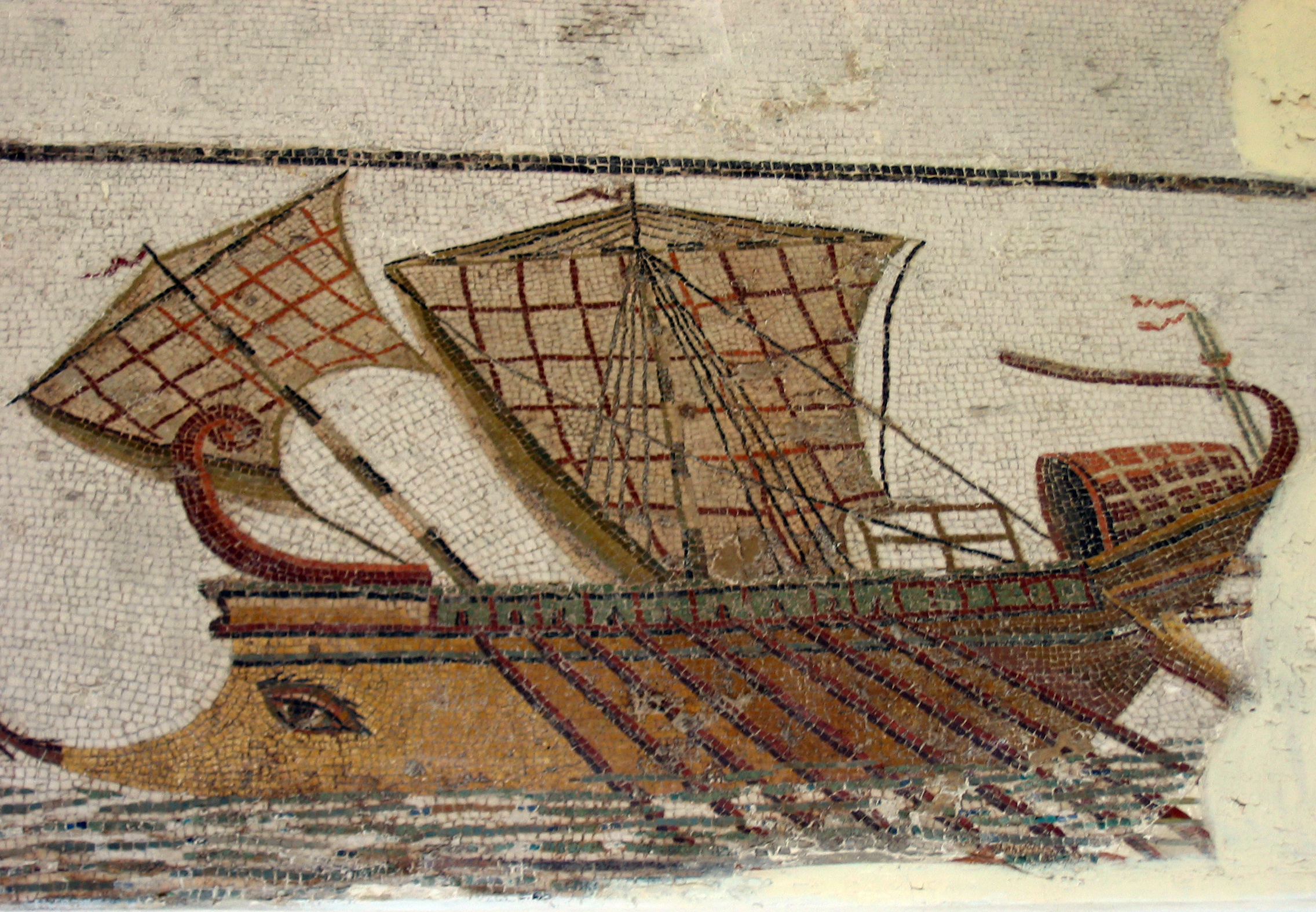
Une galère de guerre romaine.

Dès le milieu du Ve siècle, le Croisic devient une des stations préférées des marins saxons. De nombreux combats les opposent aux forces romaines. L’opiniâtreté des Saxons à conserver la place du Croisic s'explique par la position privilégiée du site.

### Moyen Âge
Vers 593, les armées de Waroch ravagent les diocèses de Nantes et de Rennes et Waroch s'empare des territoires du Croisic et de Batz. La partie occidentale de la Bretagne, vers 753, est alors sous le contrôle absolu des Bretons d'origine insulaire, immigrés de Grande-Bretagne après 460. Il semble que Le Croisic ait alors fait partie de la Romania — par opposition avec la Britania, où l'ancien breton est parlé —, où le gallo-roman prédomine et du comté de Nantes, avec quelques périodes imprécises d'appartenance au comté et à l'évêché de Vannes.
Le mois de juin 843 voit les Vikings pénétrer l'embouchure de la Loire, durant l'une de leurs quatre incursions des IXe et Xe siècles en pays guérandais ; ils dévastent complètement le bourg du Croisic dans leur conquête qui les rend maîtres de toute la zone située entre La Loire et le Blavet, la position portuaire de la localité constituant une de leurs bases maritimes principales. Bothon, important guerrier du jarl Rollon, tente de prendre la ville lors d'une expédition mais en est dissuadé par une apparition de Saint-Aubin, êveque d'Angers, à la tête des assiégés croisicais.
Sous le règne du duc Alain Barbetorte — premier duc de Bretagne de 936 à 952 —, le comté nantais est constitué de fiefs, dont l'un recouvre la presqu'île guérandaise. L'île de Batz dans son ensemble, comprenant donc Le Croisic, constitue une paroisse unique dans le terrouer de Guérande et son église paroissiale est située à Batz-sur-Mer.
Au XIIe siècle, Le Croisic est un port important. Il arme de forts navires et a développé une importante activité commerciale. La fidélité de ses habitants aux ducs d'abord, puis aux rois de France, héritiers des ducs, reste si complète que des privilèges considérables lui sont assurés. Nicolas Bouchart, amiral de Bretagne né à Batz, tenant pour Jean de Montfort contre Charles de Blois, fortifie la ville et y bâtit un château vers 1379. Outre le château, rasé en 1597 par le capitaine La Tremblaye et dont il ne reste aucun vestige depuis l'époque moderne, l'ouvrage défensif comprend également un rempart de pierres de taille, protégeant au lieu-dit La Barrière l'accès à la péninsule,.
Si jusqu'au XIIIe siècle rien ne distingue administrativement Le Croisic du reste de la presqu'île de Batz, au XIVe siècle la localité a, sans conteste, acquis le statut de commune. Sa défense est mise sous l'autorité d'un gouverneur, capitaine nommé par le duc en titre ; ce magistrat gère toutes les affaires de la communauté, conseillé par un conseil de nobles et de bourgeois. Ce conseil est composé d'un minimum de huit membres, élus par les habitants du Croisic, propriétaires d'immeubles ou pouvant justifier d'une profession. Il traite principalement d'affaires maritimes. Voulant se libérer de la tutelle de Guérande, la localité mène une politique subtile pour se signaler indépendamment à l'attention des princes.
C'est du Croisic que part, en juin 1386, la flottille de trois navires — armés de canons et commandée par Pierre de Lesnérac, connétable de Nantes — pour aller chercher la future 3e épouse de Jean IV de Bretagne, Jeanne de Navarre, qui réside alors à Pampelune.
Au XVe siècle, Le Croisic est le vassal direct de la couronne de Bretagne et jouit de privilèges confirmés par la suite par les rois de France successifs, de Charles VIII à Louis XV. Il s'agit d'exemptions de taxes de fouage, de soutiens aux frais de guerre et de défense et de contributions « ordinaires et extraordinaires ». Les Croisicais sont en outre constitués en milice, « personnellement, obligatoirement, solidairement astreints au guet, non seulement ès ville et château, mais quand besoin était, sur la côte, de jour par fumée, et de nuit par signes de feu à l'accoutumée […] ».
Le duc François II arme une flotte au Croisic, et accorde aux habitants plusieurs privilèges dont ils se montrent reconnaissants. Non seulement ils font lever à l'armée de Charles VIII le siège de Nantes, mais encore ils contribuent à reprendre la ville de Vannes, enlevée par les Français. Plus tard, l'union de la Bretagne et de la France ayant été consommée, les Croisicais ne marchandent pas leur dévouement au nouveau souverain. Ils s'occupent avec ardeur des armements nécessaires pour réprimer les incursions des Anglais sur les rivages bretons. Quatre de leurs navires obtiennent l'honneur de la journée où si malheureusement périt le trop impétueux Portzmoguer, dit Primauguet, et où est détruit le vaisseau la Cordelière, construit par la reine Anne de Bretagne (1513).

Blason, sceaux, monnaies et médaille de personnalités du Moyen Âge liées au Croisic (sélection).
Blason et sceau de Nicolas Bouchart.
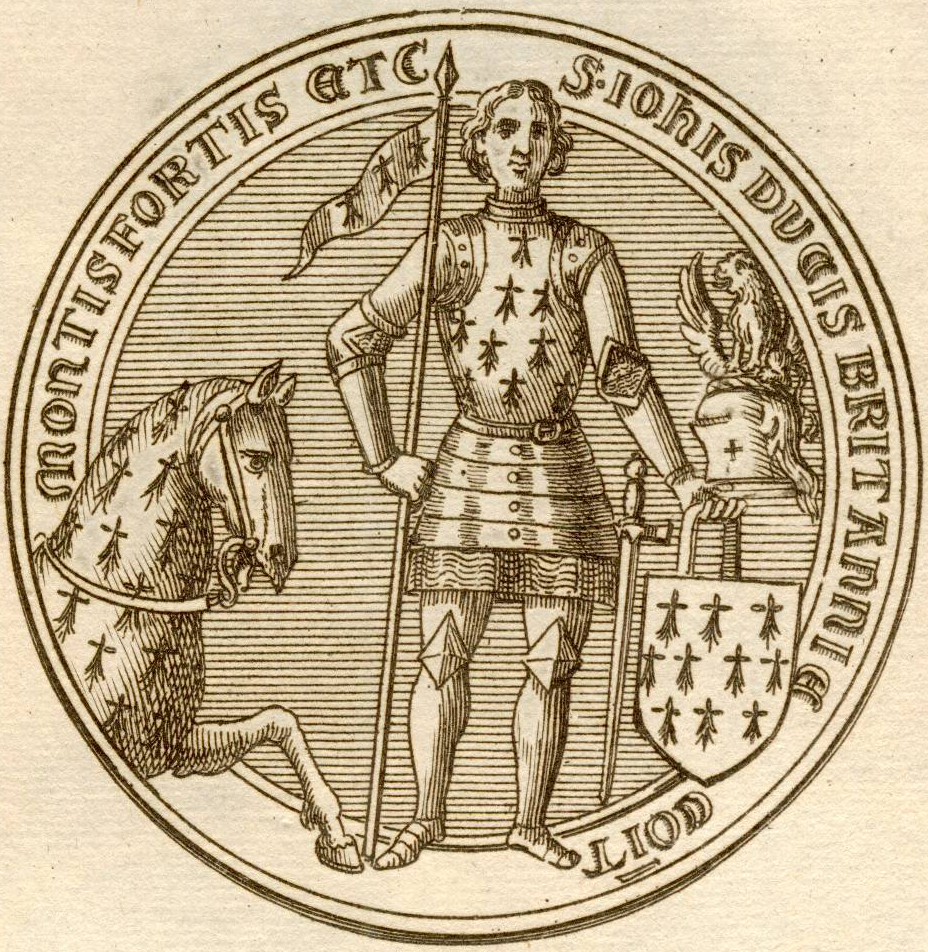
Sceau du duc Jean IV de Bretagne.
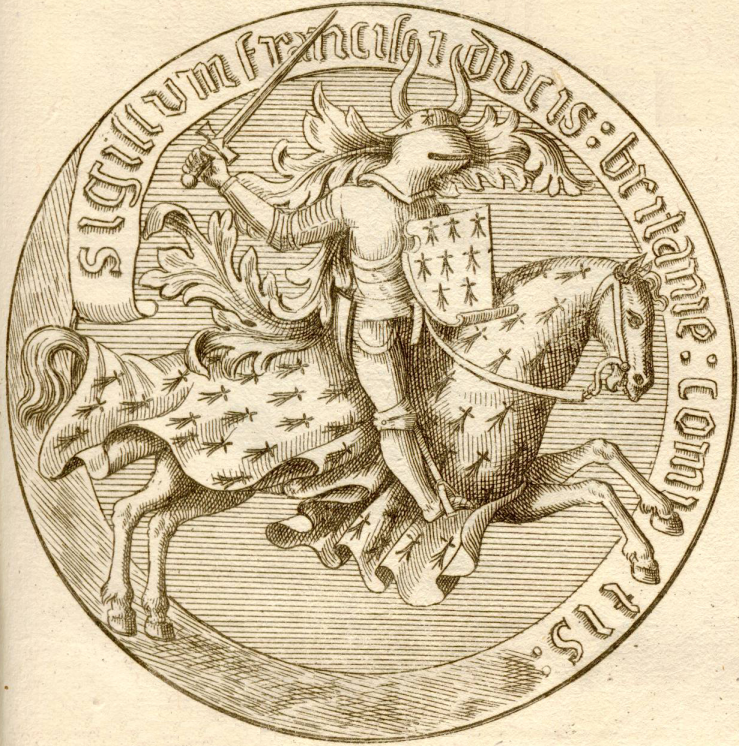
Sceau du duc François II de Bretagne.
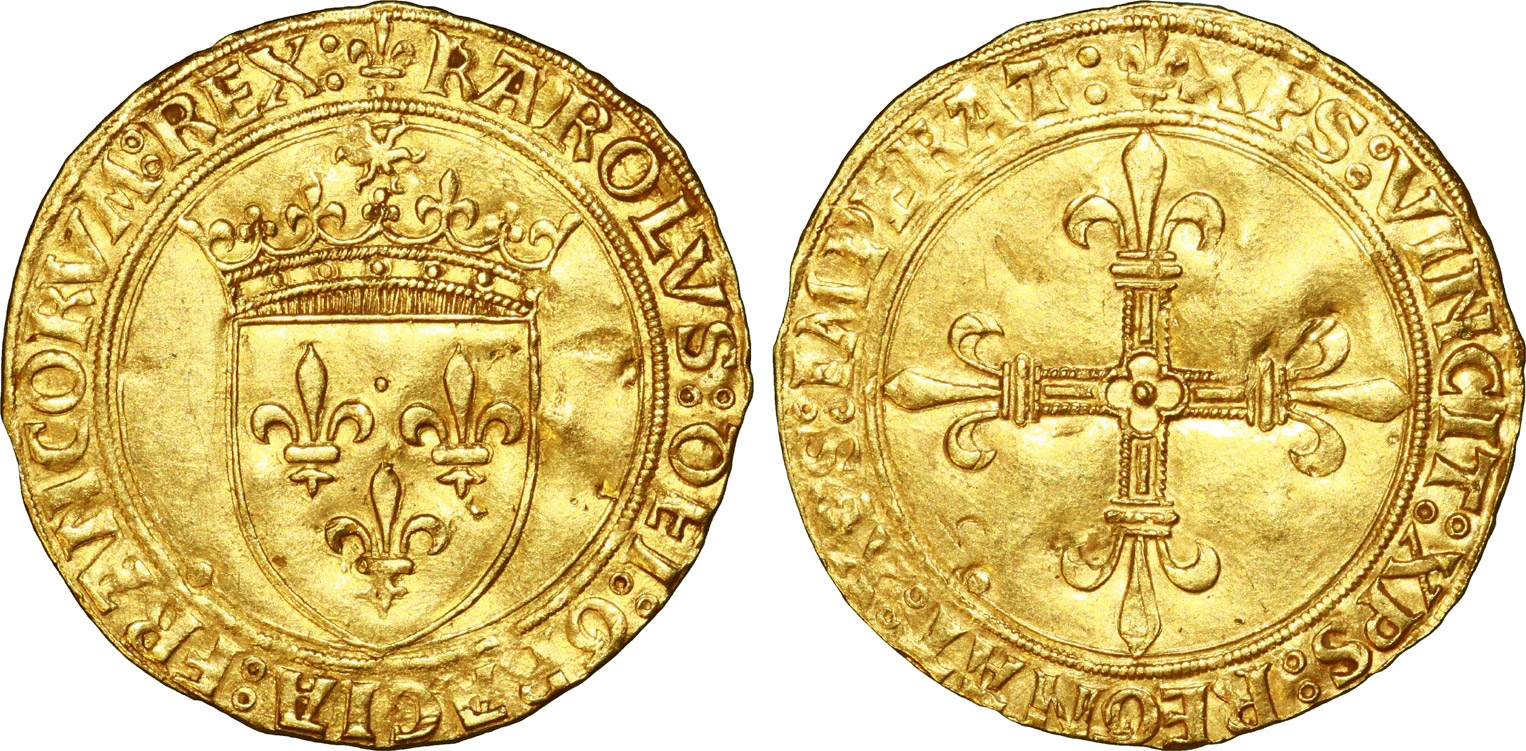
Écu d'or au soleil sous Charles VIII l'Affable.
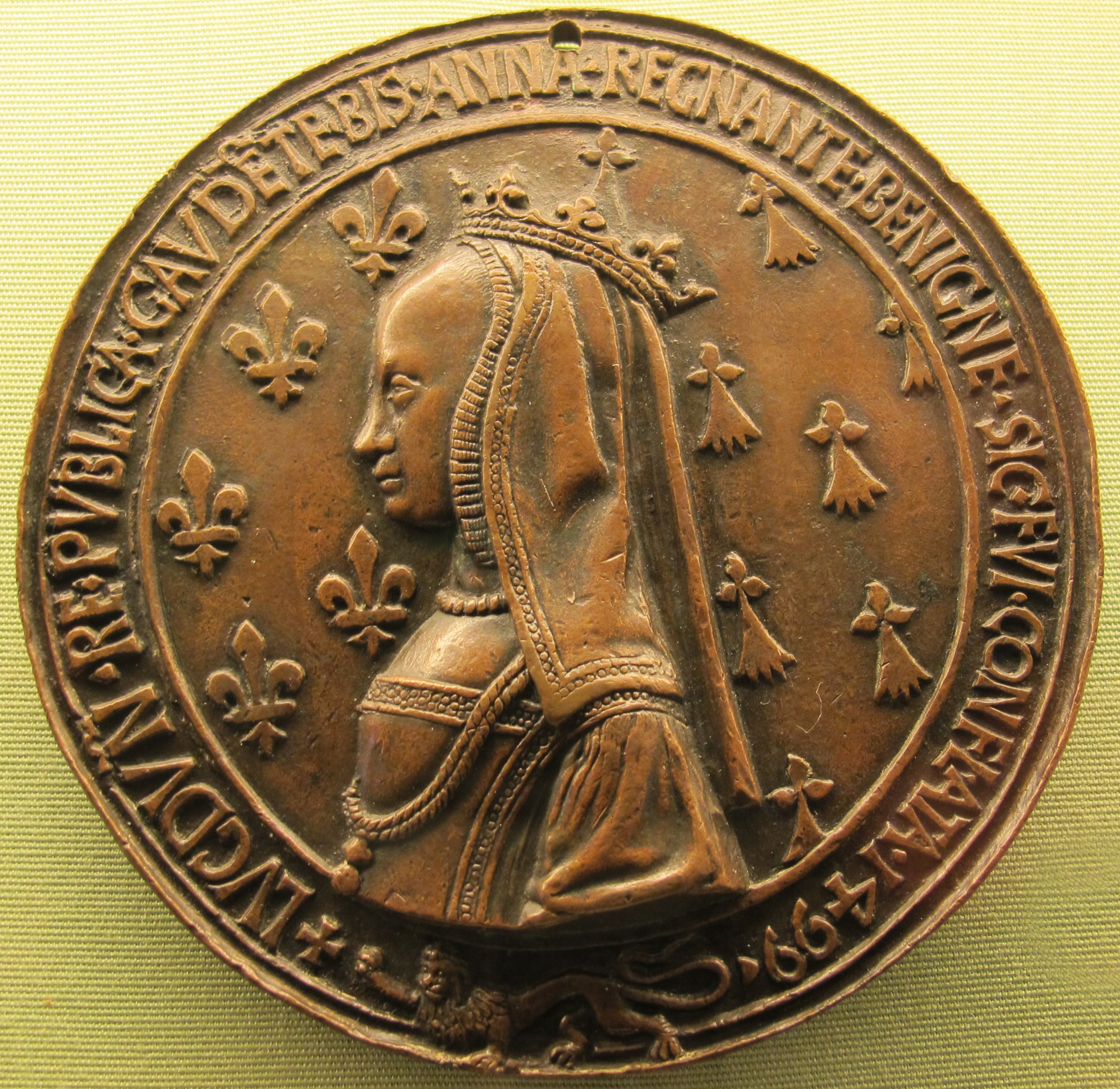
Médaille d'Anne de Bretagne réalisée en 1499.

### Époque moderne
Le XVIe siècle s'ouvre sur une période faste au Croisic ; la ville compte en 1501 pas moins de quatre mille habitants, selon la bulle d'Alexandre VI du 4 octobre 1501, dont près de quatre cents marins ; cette population est à comparer aux deux cents habitants de Saint-Nazaire, qui à cette époque ne dispose pas encore d'un port adapté pour la pêche et les échanges commerciaux.
Sous le règne de François Ier, les Croisicais demeurent fidèles à leur engagement économique et guerrier en soutien du roi, sous les ordres de leurs gouverneurs successifs. Ils repoussent ainsi plusieurs tentatives de débarquement anglaises ou espagnoles, comme c'est le cas à la crique de Port-aux-Rocs en 1516. Le 23 juillet 1523, les autorités croisicaises mettent quatre navires à disposition de l'entreprise royale de débarquement en Écosse.
En 1557, la flotte espagnole parvient à s’emparer de Belle-Île-en-Mer. Le duc d'Étampes, gouverneur de Bretagne fait alors appel aux Croisicais pour reprendre l’île.
« Le 29 avril 1557 […] les habitants du Croisic écrivirent au duc d'Étampes, pour lui apprendre qu'ils avaient chassé les Espagnols de Belle-Île et pris une de leurs barques, où il s'était trouvé du sucre et des olives, et lui annoncer qu'ils lui conservaient quatre pains de sucre et un baril d'olives provenant de cette prise ».
Jusqu'en 1597, le Croisic demeure au rang des plus fortes places bretonnes ; à cette époque Henri IV, vainqueur de la Ligue, achève de pacifier le comté nantais. Le capitaine La Tremblaye vient assiéger et réduit la ville qui accueille une communauté calviniste ; il en démolit les fortifications et le château. Le capitaine impose au Croisic une rançon de trente mille écus, s’assurant du paiement de cette somme imposante en prenant 22 notables en otage.
C’est en 1617 que s’établit, au Croisic, la communauté des Frères mineurs capucins et la première pierre du couvent est posée le 29 juillet 1618 ; ils sont également à l’origine de la construction d’une église consacrée le 17 mai 1626 à saint François d'Assise et d’une chapelle bénite le 15 février 1735, dédiée à saint Antoine de Padoue.
En 1629, Louis XIII autorise la construction d’une mairie — celle-ci a été détruite en 1908 —, à l’emplacement du château-fort rasé par La Tremblaye, sur l’actuelle place de Dinan ; il récompense ainsi la fidélité des Croisicais parmi lesquels il vient d’effectuer, le 19 septembre 1628, une levée de cent hommes pour participer au siège de La Rochelle.
Le Croisic, à l'instar de Guérande et d’une quarantaine d'autres villes de Bretagne, est représentée aux XVIIe et XVIIIe siècles aux États de la province Bretagne, cour souveraine du duché ayant des compétences principalement financières.

#### Les aléas du commerce maritime
Au XVIIe siècle, Le Croisic fait partie des premiers ports à envoyer des bateaux pêcher la morue sur les bancs de Terre-Neuve — les morutiers. Jusqu'à douze navires, équipés de seize à trente canons obtiennent l'autorisation royale pour aller pêcher dans ces eaux, apportant à la localité la fortune et l'aisance. Louis XV approuve les dernières tentatives par lettre patente datée du 26 février 1766.
Au milieu du XVIe siècle, près d'une centaine de navires de plus de cent tonneaux sont enregistrés au port du Croisic. La localité commerce avec la Norvège, l’Espagne et le Portugal, de la Baltique à la Méditerranée ; en 1558, ce sont pas moins de 61 bâtiments du Croisic dont le passage est enregistré à Lisbonne.
Le port accueille, en provenance du Nord, du bois, du fer, de l’étain, de la houille, des œufs de poisson — appelés « rogue » — et des tissus ; en échange, les navires repartent avec du sel et du vin. Il faut noter que le sel du pays guérandais jouit d’une excellente réputation qui se reflète dans les prix de vente ; le quartaut local de 48 livres se vend en effet à 55 sous contre 35 sous pour une même mesure de sel du Portugal ou d’Espagne.
Pour accompagner le développement maritime, la commune consent des aménagements importants des quais et jonchères ; significatif de l’importance des relations commerciales avec le Portugal, l’un des quais reçoit l’appellation « quai des Portugais ».
Le XVIIIe siècle est en revanche marqué par la stagnation économique, voire la récession. Les raisons tiennent à la suppression d'avantages fiscaux et à l'émergence du port de Nantes au détriment de celui du Croisic, qui engendre la migration des armateurs.
À ces causes économiques s'ajoutent deux événements naturels. En 1709, en effet, de très fortes tempêtes détruisent la protection de dunes qui relient Pen-Bron à La Turballe ; le sable envahit alors le traict et bloque le trafic du port du Croisic, empêchant le mouvement des navires même à marée haute. La situation n'est restaurée qu'à partir de 1715, par le début de la construction de la digue de Pen-Bron — formalisée par la décision de Louis XIV en date du 29 décembre 1714 — et l'élimination naturelle par le jusant de l'énorme masse de sable accumulée.
Les conséquences de cette catastrophe naturelle se trouvent amplifiées par une période de production salicole désastreuse liée au manque de main d'œuvre — les guerres du roi nécessitent en effet des efforts toujours plus importants en contingents de marins ; 1 200 marins du Croisic ont disparu sur les vaisseaux du roi entre 1746 et 1751. La famine s'installe au Croisic à partir du milieu du siècle.

#### Le calvinisme au Croisic
C'est vers le milieu du XVIe siècle que le calvinisme pénètre au Croisic, sous l'action fervente de François d'Andelot, seigneur de La Roche-Bernard, de la famille de Coligny.
C'est sur son instigation qu'au printemps 1558, les pasteurs Gaspard Carmel dit Fleury et Loiseleur dit Villiers, du consistoire de Paris, viennent prêcher dans l'église Notre-Dame-de-Pitié.
Le 7 juin 1558, l'évêque de Nantes, Antoine de Créquy, réagit en organisant une procession d'expiation au Croisic, durant laquelle il porte lui-même l'ostensoir. Cette procession donne lieu à une bagarre entre catholiques et protestants ; les meneurs de ces derniers se retirent au château de Careil, propriété de Jean du Bois, sieur de Baulac, tandis qu'une couleuvrine détruit la maison de Guillaume Le Ray, qui héberge les pasteurs. Près de 500 coups de canon sont tirés, trois personnes sont tuées et cinq maisons sont livrées au pillage.
Les protestants du XVIe siècle se réunissent dans la chapelle de Saint-Yves de Kermartin, dont la fondation est antérieure au XVe siècle, dans la rue du même nom ; elle a aujourd'hui disparu.
En 1562, à l'occasion d'un mariage que les dimensions de la chapelle ne permettent pas d'accueillir, les protestants utilisent de nouveau l'église Notre-Dame-de-Pitié. La chaire de ce monument catholique, « prostituée au mensonge et à l'erreur », est alors détruite.
La Paix d'Amboise, traité de paix signé le 19 mars 1563, pacifie quelque peu les relations entre les deux communautés religieuses du Croisic. L'Église réformée du Croisic est alors menée par le pasteur François Baron, de Piriac. Elle est représentée au synode des églises bretonnes, tenu à Vitré le 26 décembre 1577.
La promulgation de l'édit de Nantes, le 30 avril 1598, donne encore un peu plus d'aisance aux calvinistes dans la pratique de leur culte. Mais en 1665, la pratique du culte protestant est interdite au Croisic. La révocation de l'édit de Nantes d'octobre 1685 renforce l'interdiction et la plupart des protestants croisicais prennent des distances avec leur localité jusqu'à une disparition totale du culte local,.

#### La bataille des Cardinaux

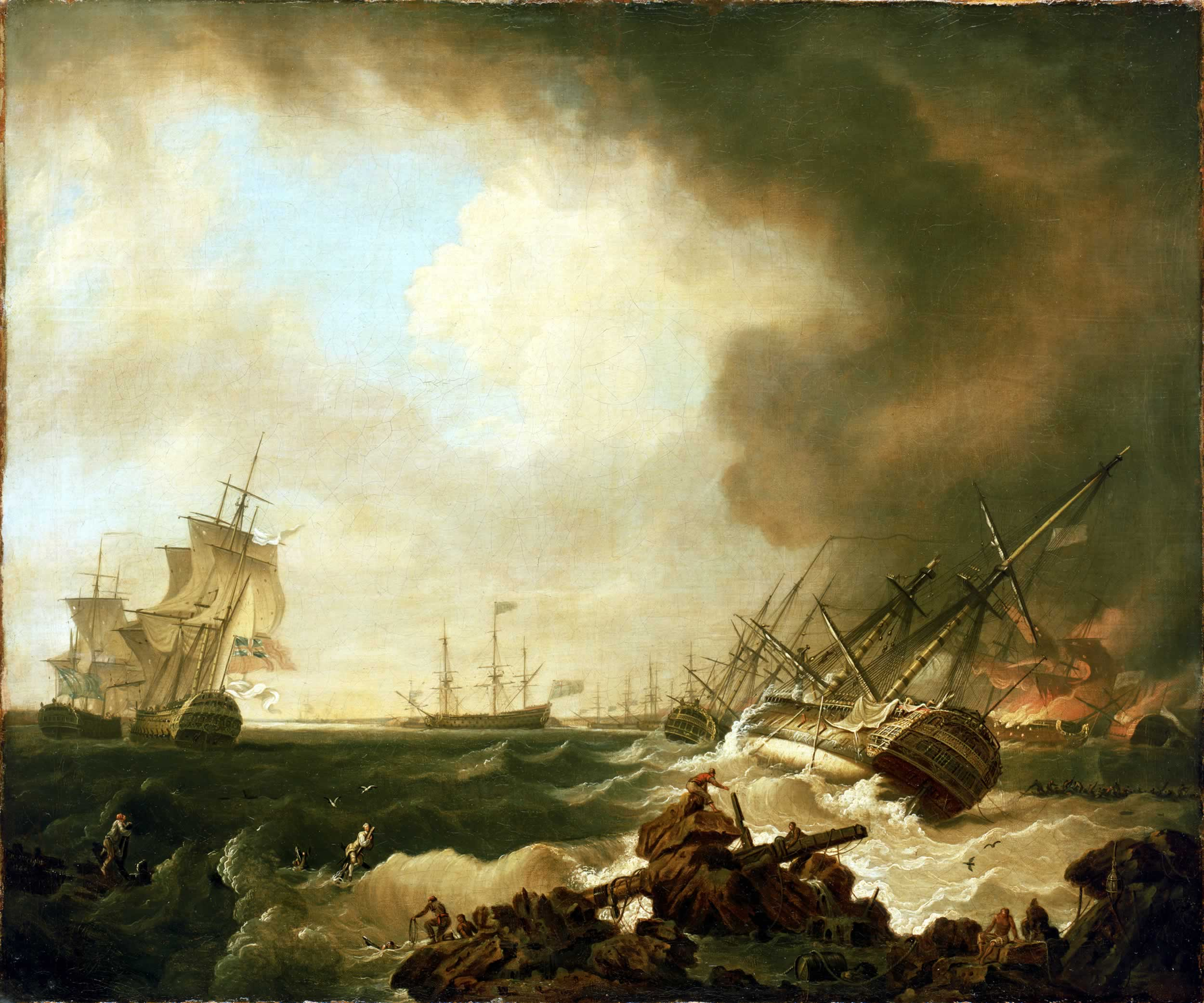
La Bataille de la Baie de Quiberon, 21 novembre 1759 : le Jour d'Après de Richard Wright. À droite, Le Soleil-Royal et Le Héros, en feu; au centre, HMS Resolution et HMS Essex, échoués; à gauche, Le Formidable, amariné par une frégate.

La bataille des Cardinaux s'est déroulée le 20 novembre 1759 dans un triangle de 7 milles marins formé par les îles d'Hœdic et Dumet et la pointe du Croisic. Épisode de la guerre de Sept Ans, elle oppose les flottes française et britannique. Le combat se déroule au milieu des éléments déchaînés, comme le rapporte un témoin posté en haut du clocher du Croisic :

« Je montais […] à la tour à une heure ou environ et de temps à autre dans les éclaircies nous apercevions quelques voiles sans en pouvoir précisément déterminer le nombre. Vers les trois heures, nous découvrîmes une grande quantité de vaisseaux qui tous couraient au nord-est, nous nous doutâmes que c'étaient les escadres de M. de Conflans et de Hawke. Nous ne fûmes pas longtemps dans l'incertitude, car dans l'instant nous nous aperçûmes qu'ils se canonnaient, ce qui continua jusque vers les cinq heures et demie du soir, les vents au nord-nord-ouest, grand vent et par grains […] »

— Olivier Chaline, conférence donnée au Croisic, le 20 novembre 2009.
Selon le témoignage du guetteur du Croisic, le combat cesse vers 17 h 30 : « la nuit étant venue nous n’entendîmes plus tirer […] ». Une partie de la flotte française est au mouillage au sud-ouest de l’île Dumet, pêle-mêle avec les navires britanniques alors que onze vaisseaux se réfugient à l’embouchure de la Vilaine et que quelques navires français tentent de rejoindre l’île d'Aix,.
Entre 21 h 30 et 22 h, le HMS Resolution s'échoue sur le plateau du Four au large du Croisic et démâte, avec à bord, des prisonniers français du Formidable ; au matin du 21 novembre, le HMS Essex anglais, qui vient à sa rescousse s’y éventre à son tour. L’amiral de Conflans, « par une manœuvre sans excuses comme sans précédent dans la marine française [son vaisseau et son équipage sont encore intacts], fait couper les câbles du Soleil-Royal et vient s'échouer à l'entrée du port du Croisic vers sept heures du matin ». Le Héros vient à son tour s’échouer à l’extérieur du port. Les deux navires sont évacués et partiellement sabordés et incendiés ce jour-là pour ne pas être capturés alors que le reste de l'escadre s'est enfui.
L'amiral de Conflans, débarqué en même temps que les 1 100 hommes du Soleil Royal, remet son épée à Michel Armand, marquis de Broc, commandant la place du Croisic : « Tenez, Monsieur, je doute désormais en avoir encore besoin […] ».
L'action se concentre alors pour plusieurs semaines au Croisic. Emmanuel-Armand de Vignerot du Plessis, duc d’Aiguillon et coordinateur du « Grand dessein de Louis XV », récemment installé dans la localité, refuse à Hawkes la restitution du Héros, qui bien qu’ayant amené son pavillon durant la bataille, s’est esquivé et a repris le combat. La demande britannique s’étend bientôt au Soleil Royal. Devant le refus d’Aiguillon, les Anglais s’approchent, au début de décembre 1759, de l’épave du Soleil Royal et parviennent à s’emparer de plusieurs canons et d’une statue de Louis XV, non sans avoir adressé aux Croisicais un ultimatum portant « que si l'on tentait de s'y opposer [au retrait des canons], ils bombarderaient la ville et la réduiraient en cendres ». La garnison du Croisic, obéissant aux ordres du marquis de Broc, et quoique assez faible, ouvre alors le feu sur les bâtiments anglais pour les éloigner des épaves.
Irrités, le 10 décembre les Britanniques s'embossent et ouvrent le feu à leur tour. Pendant trois jours, les champs sont sillonnés par des boulets. Une bombe tombe dans le milieu du Croisic, devant la porte principale de l'église. Devant la résistance croisicaise, l'amiral Hawkes décide de relâcher sa pression sur la localité.
Les blessés des combats des bâtiments échoués ont été pris en charge par les capucins du Croisic.
Un canon du Soleil Royal, propriété du musée national de la Marine, est demeuré sous la responsabilité de la localité depuis sa découverte en 1955,.

### Révolution française et Empire
Les Croisicais participent au mouvement révolutionnaire dès 1788. Le 21 décembre, ils votent une délibération « pour obtenir l'effet de toutes ces réclamations et de toutes celles qui seront sollicitées par le vœu unanime des députés du tiers état de la province, [ils] prie[nt] M. David de Drézigué, député de cette ville aux États, de requérir l'adhésion de tous les membres du Tiers et de s'y réunir, afin d'opérer de concert le bien-être de la classe utile et molestée, et comme les francs-fiefs des marais salants regardent particulièrement notre territoire, d'en poursuivre l'adoucissement jusqu'aux pieds de Sa Majesté, et de prendre les mesures les plus convenables ».
Le 26 juillet 1789, la ville célèbre, « par des feux de joie et des illuminations, la Révolution créée par le serment de la salle du Jeu de paume ». Par la loi du 15 janvier 1790, Le Croisic est rattaché au district de Guérande. Le décret du 4 mars 1790 et la Constitution du 5 fructidor an III créent le canton du Croisic auquel sont rattachés Batz et Le Pouliguen le 17 février 1800.
Le 18 mars 1793, Guérande est attaquée par un fort parti de paysans emmenés par Thomas de Caradeuc et Guérif de Lanouan, officiers de l'Association bretonne contre-révolutionnaire ; ils disposent de deux canons pris aux batteries de la côte. Le 19 mars, le district et la municipalité de Guérande capitulent et les insurgés déclarent la restauration de la royauté. Le même jour, ils somment les Croisicais d'envoyer « douze otages pour preuve de soumission, faute de quoi les corps administratifs exerçant un pouvoir usurpé, seront personnellement et sur leurs têtes responsables des malheurs qui en seront la suite ». Par 88 votes sur 166 bulletins exprimés, le conseil général de la commune accepte de fournir les douze otages demandés. La ville est néanmoins pillée le 21 mars. Les rebelles mettent en place une municipalité royaliste qui prête serment à Louis XVII. Le général Beysser, accouru à La Roche-Bernard avec des troupes républicaines, intime aux Croisicais, le 30 mars 1793, de restaurer la municipalité républicaine, ce qui est fait le 1er avril.
Les années 1830 sont marquées par une forte épidémie de choléra. En 1832, 56 décès liés à l'épidémie sont relevés, soit près de la moitié des 115 morts enregistrées cette année-là dans la commune. Ils sont enterrés dans un cimetière particulier, situé près de la chapelle Saint-Goustan, sur décision municipale. L'épidémie prend fin au mois d'août 1832.

#### La digue du Tréhic
Ce n'est qu'en 1809 que commencent les travaux de la future digue du Tréhic, qui relie la falaise de Saint-Goustan au rocher du Tréhic, avec la pose des premiers gros blocs de lest.
Les travaux d'amélioration du port sont lents et, en 1824, la digue ne s'élève qu'à 1,5 m en moyenne au-dessus des eaux à marée haute. Il faut de nombreuses requêtes des maires successifs et de la direction des ponts et chaussées — enfin récompensées par la loi du 19 août 1839 relative à l'amélioration des ports de la métropole —, pour qu'un budget important soit attribué à la construction dune jetée de 858 m. C'est finalement le 4 avril 1840 que la première pierre de la jetée actuelle est scellée. L'adjudicataire de la deuxième tranche des travaux est Silvain Deslandes-Orière, que l'on retrouve plus tard à l'origine du complexe de bains de mer Deslandes. La dernière pierre de la jetée est posée le 3 décembre 1844. Le phare est construit de 1869 à 1872.

La digue du Tréhic - Vues contemporaines (sélection).
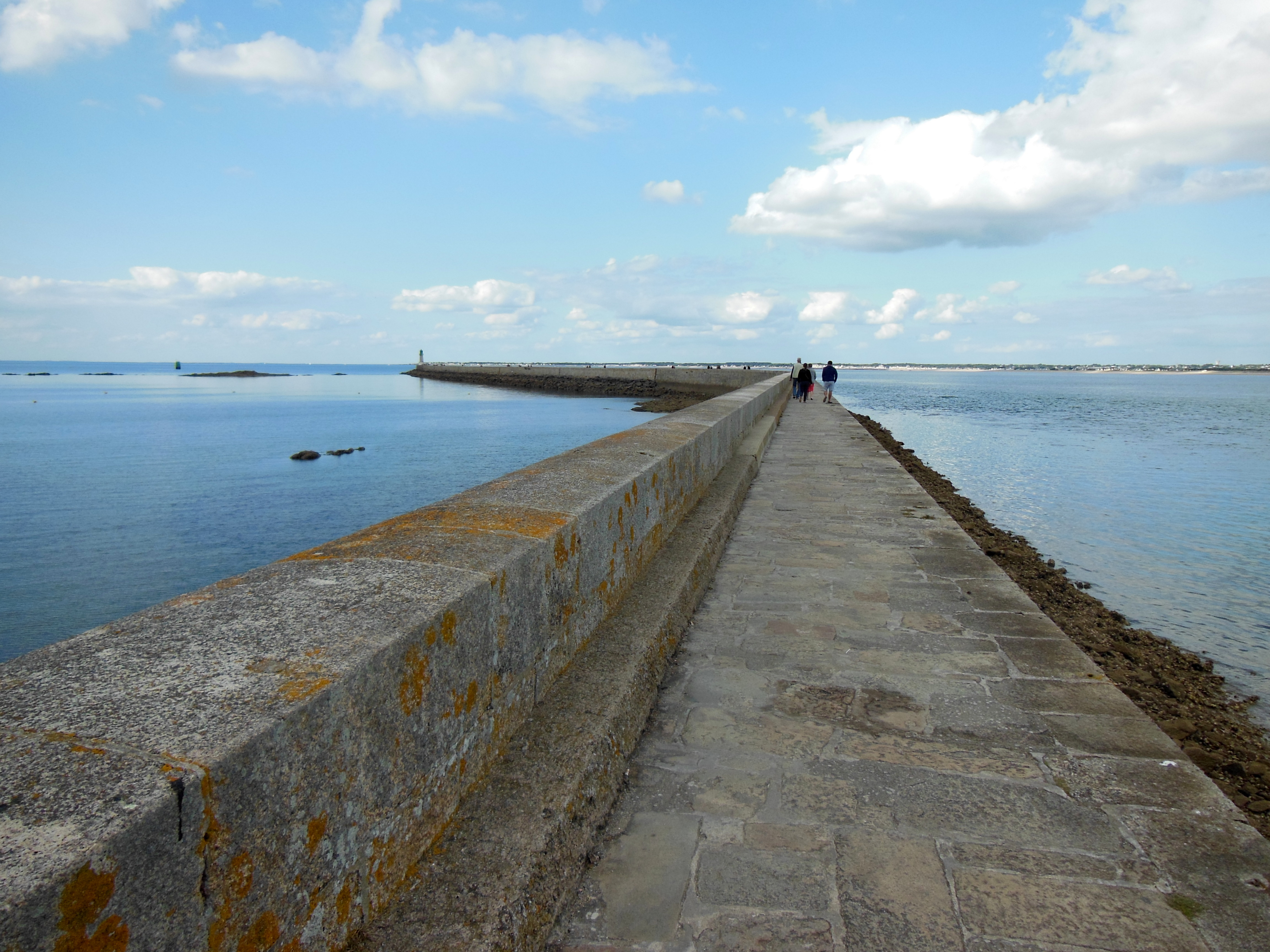
La digue du Tréhic.
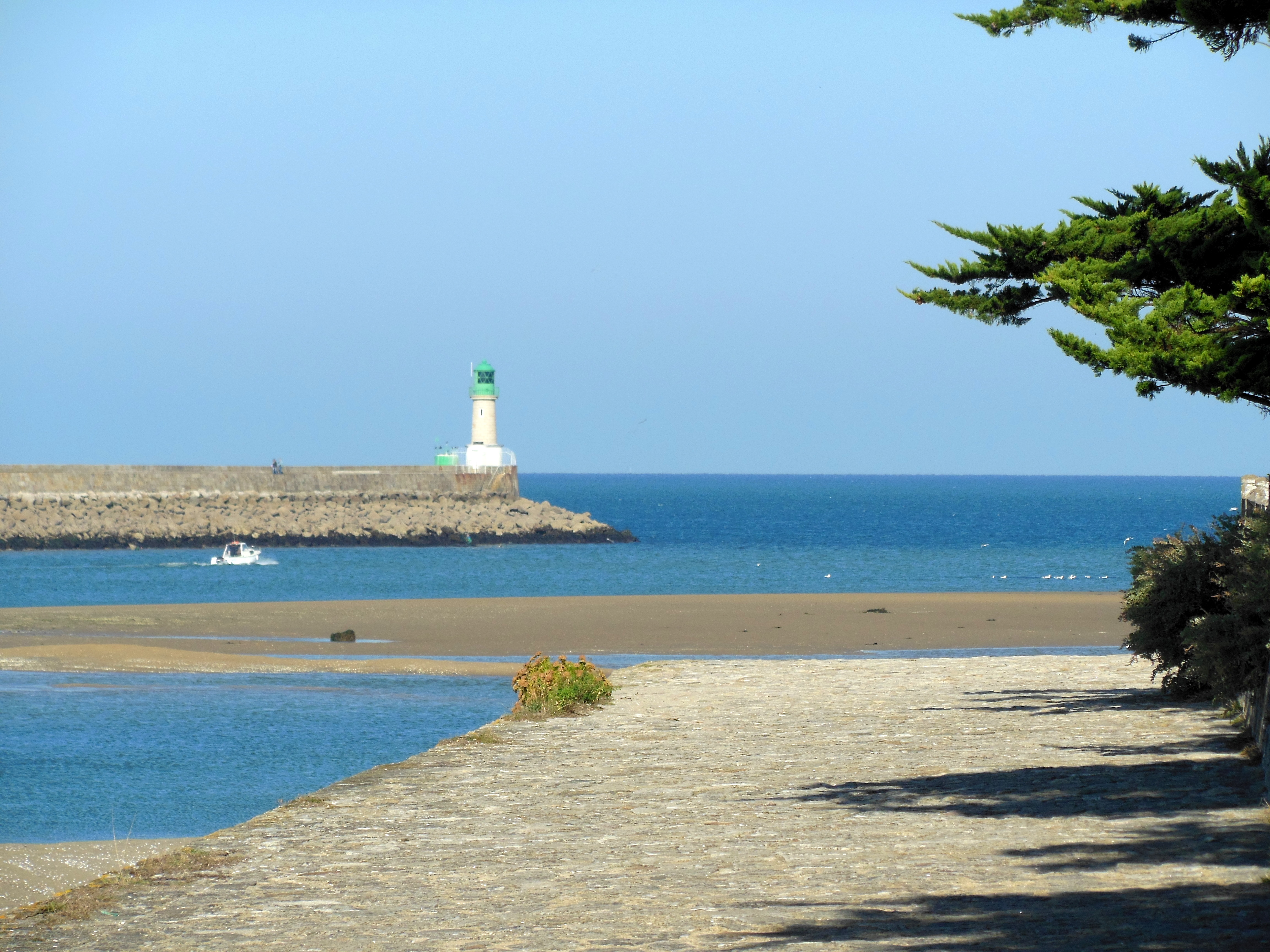
Le phare du Tréhic vu de Pen-Bron.

#### L'essor des bains de mer, prélude à la modernisation de la commune
Dès 1800, le département de la Loire-Inférieure voit se développer les bains de mer, d'abord à Pornic, pour bénéficier des bienfaits de la source thermale de Malmy, puis au Croisic.
En 1823, Édouard Richer décrit « l'anse du Sable-Menu où les dames vont prendre les bains de mer [et les petites grottes] retraites où les baigneuses se déshabillent ». Cinq ans plus tard, en 1828, c'est Auguste Lorieux, sous le pseudonyme Gustave Grandpré, qui écrit :

« […] Depuis quelque temps, les bains de mer sont fort à la mode. Aux eaux minérales, on préfère les ondes de l'océan ; Dieppe fait oublier Bagnière et Le Croisic a remplacé Dinan. Durant la belle saison, les rivages de la mer sont le rendez-vous de la bonne compagnie ; c'est là que s'assemblent tous les désœuvrés du monde[…] »

— Gustave Grandpré, Promenade au Croisic, 1828.
Durant la construction de la jetée du Tréhic à partir de 1840, Silvain Deslandes-Orière — ou plus couramment, Silvain Deslandes — remarque le potentiel du site de Saint-Goustan, à présent protégé des vents par la digue. Il entreprend en 1845 de remplacer les vastes bâtiments en bois érigés pour les besoins du chantier par un établissement de bains, pouvant accueillir plus de cent lits. Dès lors, les bains de mer sont lancés au Croisic et près de cinq cents baigneurs les fréquentent chaque année dès son ouverture, pour atteindre deux mille baigneurs annuels à la fin des années 1860. Une partie de la clientèle est logée en ville, faute de place dans le nouvel établissement. Les premiers chalets de la grande côte — le plus ancien étant construit près de la falaise du Sable-Menu — voient alors le jour avant 1875, tels le chalet Douillard à Port Lin, puis les chalets Blot, Chenantais, de Veillechèse ou la propriété Panneton-Levesque.
L'hôtel Deslandes accueille des célébrités comme Alfred de Musset, amateur régulier de la nouvelle station, tout comme Charles Monselet ou Jean-Auguste-Dominique Ingres. À leur tour, Narcisse Díaz de la Peña, José-Maria de Heredia et Honoré de Balzac profitent des services et du climat de la station ; ce dernier s'inspire d'ailleurs du site pour la rédaction de son roman Béatrix. Il écrit également, lors de son séjour dans les années 1830 à Batz-sur-Mer, Un drame au bord de la mer, court récit romanesque qui inspire Marcel L'Herbier en 1920 pour son film L'Homme du large, et qui a pour cadre Le Croisic et la Côte sauvage (« Grande Côte »).

Célébrités habituées des bains de mer du Croisic (sélection).
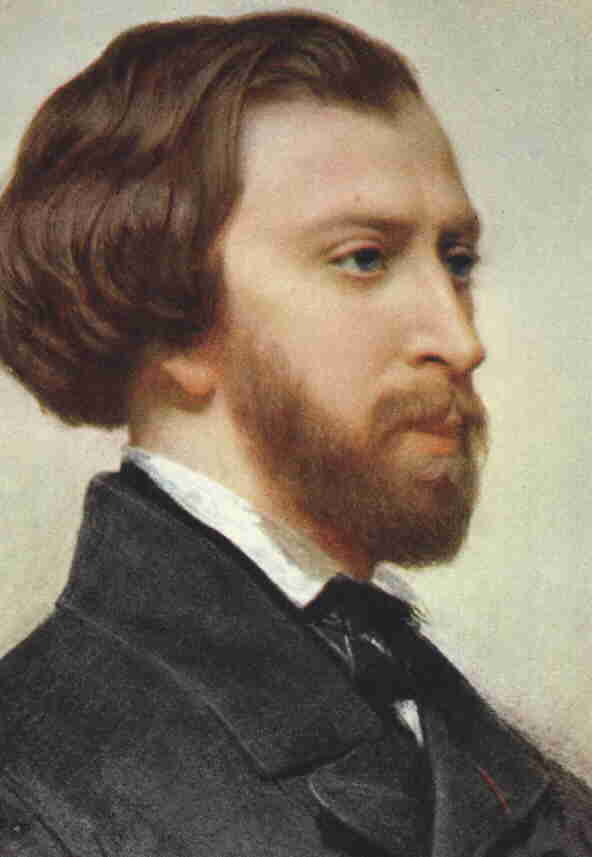
Alfred de Musset par Charles Landelle.
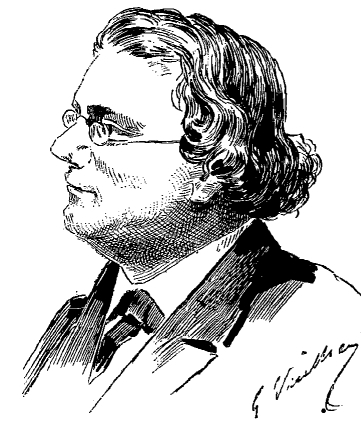
Charles Monselet par Gaston Vuillier.
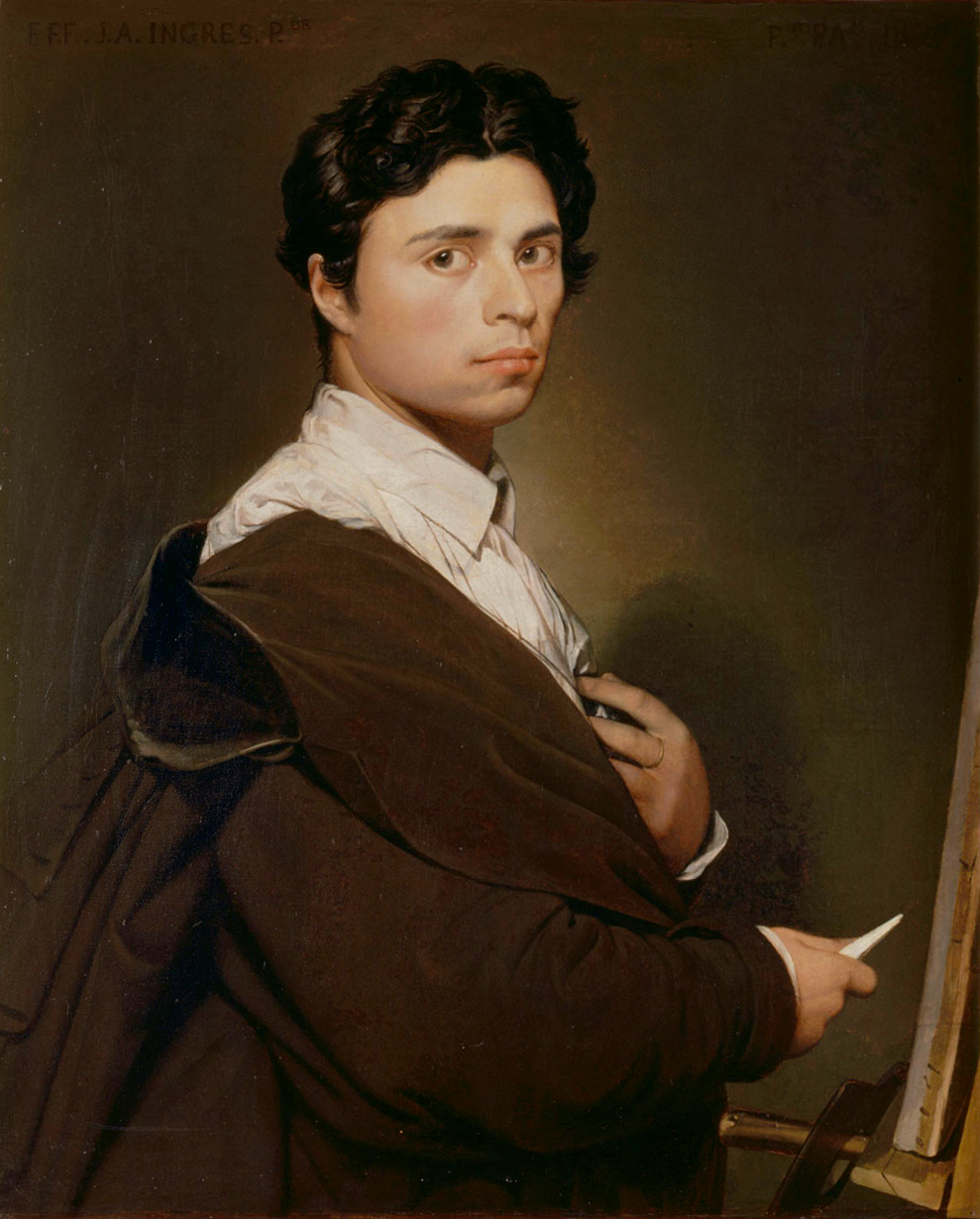
Jean-Auguste-Dominique Ingres[81].
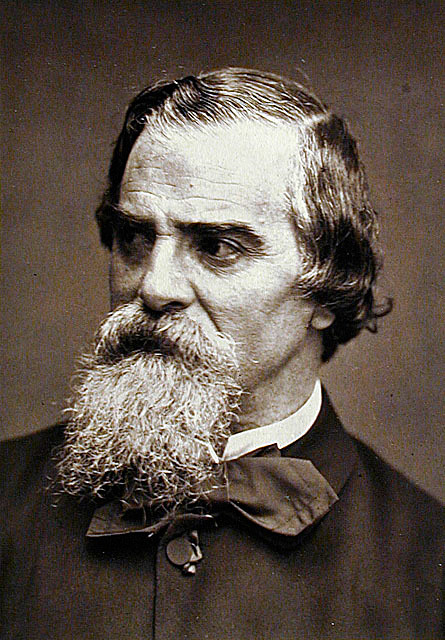
Narcisse Díaz de la Peña.
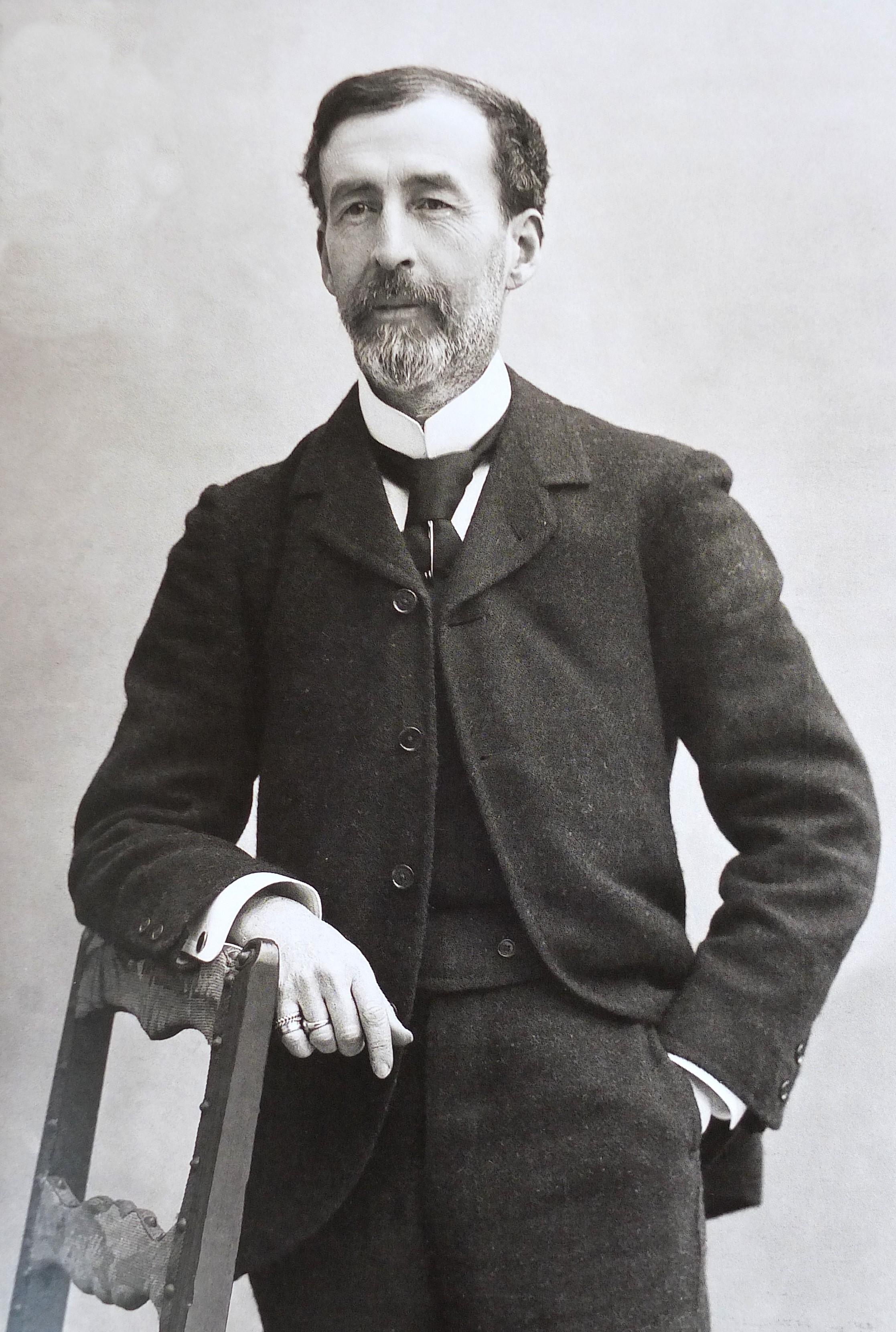
José-Maria de Heredia.
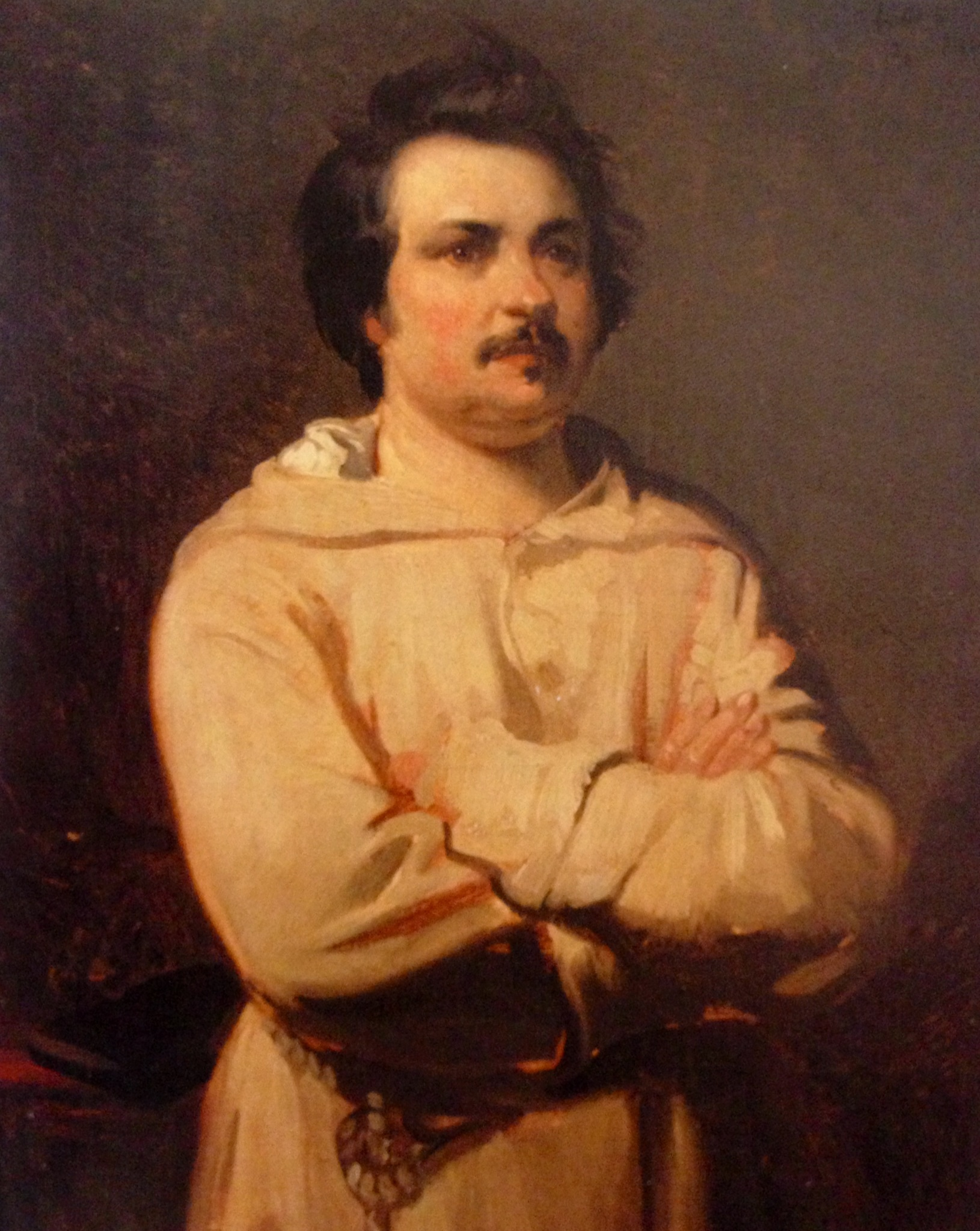
Honoré de Balzac.

Cet engouement pour Le Croisic pousse la commune à moderniser la localité et son activité économique traditionnelle. Les premières régates sont organisées en 1837 ; l'éclairage public apparaît en 1846 et huit réverbères à huile illuminent les nuits des estivants ; les chaussées des rues et places principales font l'objet de réfections de 1847 à 1853. Le 1er février 1849, le conseil municipal vote les travaux qui vont aboutir à l'ouverture de la route départementale no 8 du Croisic à Nantes. De même l'adoption le 20 octobre 1853 de la résolution portant sur la construction d'un pont mixte, fixe, sur l'étier du Pouliguen, est un prélude à la jonction ferroviaire qui voit son aboutissement en 1879.
Les établissements Deslandes s'agrandissent à plusieurs reprises jusque dans les années 1870 et la station demeure très fréquentée jusqu'en 1885. Le fondateur du complexe Deslandes, désormais appelé hôtel de la Plage, décède le 30 novembre 1890 à l'âge de 94 ans. Ce décès coïncide avec le ralentissement de l'activité balnéaire du Croisic, ébauché dès 1885. La station est alors concurrencée par celle du Pouliguen et surtout par l'essor de La Baule, où en 1882, l'architecte paysagiste François Aubry dessine ce qui va devenir le quartier Benoît, prélude à l'impressionnante expansion de la baie du Pouliguen qui s'étend jusqu'à Pornichet.

### Époque contemporaine
Les années 1870 voient d’autres efforts de modernisation de la localité. Le conseil municipal d’août 1871 vote une étude sur la distribution d’eau potable et d'un service d’eau. Le 29 mai 1874, le maire est mandaté pour signer un contrat de cinquante ans relatif à la fourniture du gaz nécessaire à l’éclairage public.
La criée au poisson résulte d’une délibération du conseil municipal du 17 mai 1877, qui approuve la construction d’un marché couvert pour la vente aux enchères du poisson frais, place de la Motte, transformée de 2006 à 2008 en espace de culture, de spectacles et d'expositions sur l’actuelle place Boston.
Le Croisic attire toujours, en cette fin de XIXe siècle, les intellectuels et artistes tels que Paul Bourget (1878) et Jean Richepin ; Paul Bourget, après Cruelle énigme écrit une courte nouvelle se rapportant au Croisic dans Une amoureuse de village, tandis que Richepin recueille dans la localité les éléments nécessaires à son roman La Glu (1881). À son tour, Jules Verne séjourne dans la localité en août 1877 chez son ami Paul Levesque.

Visiteurs célèbres du XIXe siècle (sélection).
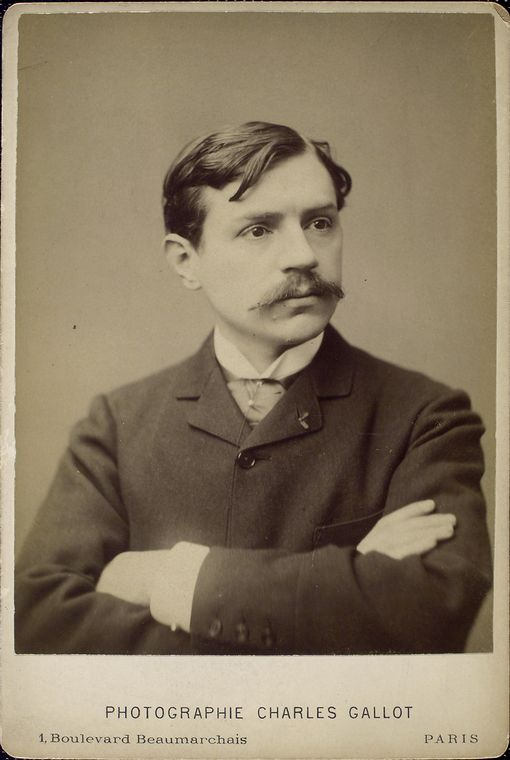
Paul Bourget.
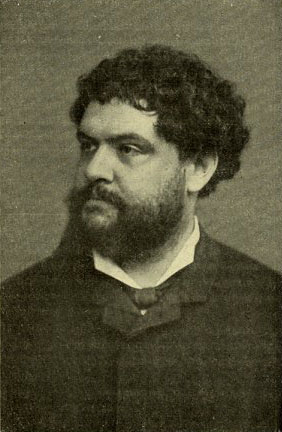
Jean Richepin photographié par Nadar.
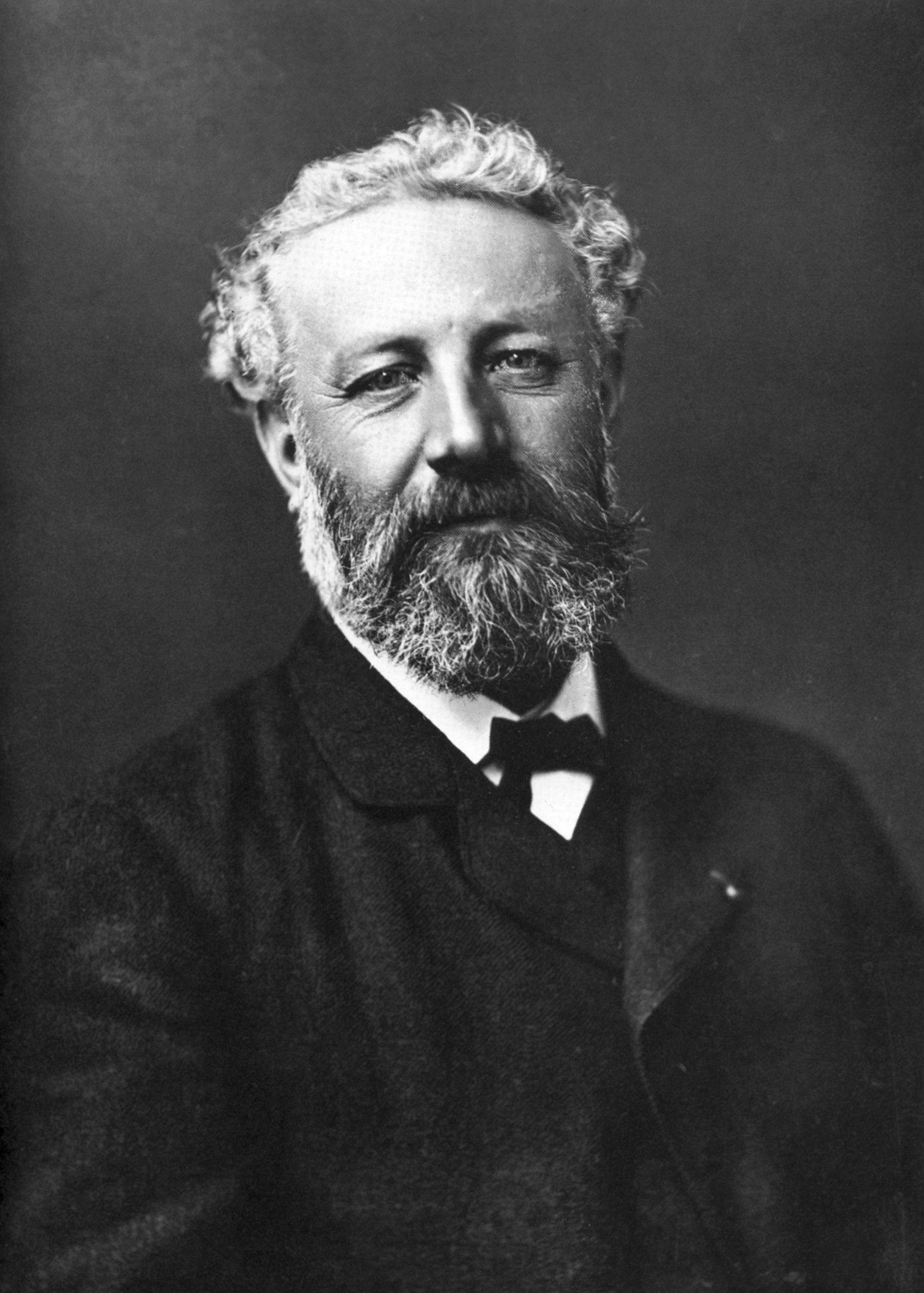
Jules Verne photographié par Nadar.

Sorti en 1913, le film muet La Glu, réalisé par Albert Capellani avec dans sa distribution Mistinguett et Paul Capellani a Le Croisic parmi ses lieux de tournage.
La commune n’échappe pas aux conflits mondiaux du XXe siècle et son monument aux morts rappelle les noms des morts sur les différents théâtres des deux conflits mondiaux.
À partir de 1917, des centres d’aviation maritime produisant des hydravions de combat sont créés en Bretagne — Camaret-sur-Mer, Aber-Wrac'h et Lorient ; l’un d’eux s'installe au Croisic.
À la fin de la Seconde Guerre mondiale, la localité n’est libérée que le 11 mai 1945 ; la commune constitue le dernier port libéré de France. Cette situation particulière est liée au développement de la poche de Saint-Nazaire, à partir du 27 août 1944, zone de repli des troupes allemandes de Loire-Inférieure autour du port et de la base sous-marine de Saint-Nazaire.

## Politique et administration

### Situation administrative
Le Croisic appartient au canton de La Baule-Escoublac, qui compte six communes et 43 284 habitants au recensement de 2012 ; depuis mars 2015, Gatien Meunier et Danielle Rival sont les conseillers départementaux.
La commune est rattachée à l'arrondissement de Saint-Nazaire et à la 7e circonscription de la Loire-Atlantique, dont la députée est Sandrine Josso (Modem), depuis 2017.

### Tendances politiques et résultats
Les électeurs du Croisic ont toujours accordé la majorité de leurs suffrages à un candidat de droite lors des scrutins locaux depuis 2002. Dans un cadre non régional, seule l'élection européenne de 2004 a vu un candidat de gauche s'imposer, face à un candidat de droite.

#### Élection présidentielle la plus récente
Lors du second tour de l'élection présidentielle de 2022, Emmanuel Macron (Ensemble), élu, a recueilli 64,47 % des suffrages et Marine Le Pen (RN), 35,33 % des suffrages ; le taux de participation était de 76,83 %.

#### Élection municipale la plus récente
Le nombre d'habitants au recensement de 2011 étant compris entre 3 500 et 4 999, le nombre de membres du conseil municipal pour l'élection de 2014 est de 27.
Lors des élections municipales de 2014, les 27 conseillers municipaux ont été élus dès le premier tour ; le taux de participation était de 68,70 %. Trois conseillers ont été élus au conseil communautaire. Les deux listes en présence se présentaient avec l'étiquette divers droite (LDVD).

### Liste des maires
Sept maires se sont succédé depuis 1977 :
| Période         | Période                | Identité         | Étiquette    | Qualité |
| --------------- | ---------------------- | ---------------- | ------------ | --- |
| 26 mars 1977    | 12 mars 1983           | Pierre Thomère   | DVD          | Inspecteur divisionnaire honoraire |
| 12 mars 1983    | 3 février 1986 (décès) | Louis Jaunay     | RPR          | Retraité Conseiller général du Croisic (1982 → 1986) |
| 13 février 1986 | 17 mars 1986 (décès)   | Jacques Guilleux | RPR          | Retraité, ancien premier adjoint |
| 25 mars 1986    | mars 1989              | Jean Auffret     | DVD          | Mareyeur Conseiller général du Croisic (1986 → 1994) |
| mars 1989       | 19 juin 1995           | Marcel Laurent   | DVD          | Peintre retraité |
| 19 juin 1995    | 21 mars 2008           | Christophe Priou | RPR puis UMP | Cadre à la chambre de commerce et d'industrie Député de la Loire-Atlantique (7e circ.) (2002 → 2017) Conseiller général du Croisic (1994 → 2002) Vice-président du conseil général (2001 → 2002) 8e vice-président de Cap Atlantique (2003 → 2008) |
| 21 mars 2008    | En cours               | Michèle Quellard | DVD          | Retraitée 9e vice-présidente de Cap Atlantique (2020 → ) |

### Instances juridiques et administratives
Dans le ressort de la cour d'appel de Rennes, Le Croisic relève de Saint-Nazaire pour toutes les juridictions, à l'exception du tribunal administratif, de la cour administrative d'appel et de la cour d’assises, situés tous les trois à Nantes.
La commune se trouve dans la circonscription de gendarmerie de Saint-Nazaire et la brigade de proximité la plus proche est située dans la localité.
La brigade de sapeurs-pompiers du Croisic est constituée de pompiers volontaires.

### Politique environnementale

#### Ordures ménagères
La commune, au sein de la communauté d'agglomération de la Presqu'île de Guérande Atlantique, organise le tri des ordures ménagères en collectant séparément les journaux et les magazines, ainsi que les emballages légers,.
Une déchèterie permettant la collecte des encombrants est en fonction au Croisic. Plus de 25 points d’apport volontaire sont également répartis, en 2016, sur le territoire de la commune,.
Depuis le 31 mars 2009, les ordures ménagères des communes adhérant à la communauté d’agglomération Cap Atlantique transitent uniquement par la station de transfert de Guérande ; celle-ci a traité en 2012 près de 30 000 t de déchets. En revanche, les ordures encombrantes et le tout-venant sont orientés sur la station Keraline d’Herbignac qui a reçu, en 2012, plus de 8 000 t de rebuts. Les déchets recyclables sont, quant à eux, gérés à Guérande ; les quantités d’emballages légers et de journaux et magazines se sont élevées en 2012 respectivement à 1 270 t et 2 700 t pour l’ensemble de la communauté d’agglomération. Pour l’année 2012, le coût de collecte et de traitement s’est monté à 159 € par foyer, une donnée stable depuis 2010.

#### Qualité de l’eau
Le Croisic fait partie du périmètre du schéma directeur d'aménagement et de gestion des eaux (SDAGE) finalisé en 1996. À ce titre, les abords du réseau hydrographique ont été maintenus en « zone naturelle strictement inconstructible » par le PLU de 2012 ; le réseau du système d’épuration a été, en outre, élargi de façon à respecter l’extension des zones urbanisables.
La commune délègue à la communauté d'agglomération de la Presqu'île de Guérande Atlantique la gestion et la collecte des eaux potables et pluviales et l’assainissement des eaux usées. Cap Atlantique a confié à SEPIG, une filiale du groupe Saur la gestion des stations d’épurations et de l’ensemble des équipements du réseau d’eaux usées, ainsi que la collecte, le transport et le traitement des eaux usées. Le Croisic relève de la station d’épuration de Livery, à Guérande, inaugurée en septembre 2008.
En octobre 2014, la qualité de l’eau du traict est jugée médiocre par l’association DECOS. Celle-ci constate la pollution périodique et régulière des eaux par des bactéries, telle Escherichia coli, ayant entraîné des interdictions de pêche en janvier et juillet 2013. D’autre part, pour l’exploitation conchylicole qui nécessite une autorisation relative à la qualité des eaux, la catégorisation en 2014 des eaux croisicaises est de niveau B. Un passage en niveau C signifie, selon l’association, l’émission d’une interdiction d’exploitation, en particulier pour les coquillages fouisseurs (coques et palourdes) qui représentent l’essentiel de la production au Croisic.

### Finances locales
Le Croisic appartient à la strate des communes ayant une population comprise entre 3 500  et   5 000 habitants.
Le tableau ci-dessous présente l'évolution de la capacité d'autofinancement, un des indicateurs des finances locales du Croisic sur une période de neuf ans :
|                      | 2005 | 2006 | 2007 | 2008 | 2009 | 2010 | 2011 | 2012 | 2013 | 2014 |
| -------------------- | ---- | ---- | ---- | ---- | ---- | ---- | ---- | ---- | ---- | ---- |
| Le Croisic           | 245  | 290  | 383  | 289  | 336  | 402  | 697  | 515  | 641  | 810  |
| Moyenne de la strate | 155  | 159  | 158  | 152  | 155  | 166  | 181  | 181  | 177  | 165  |

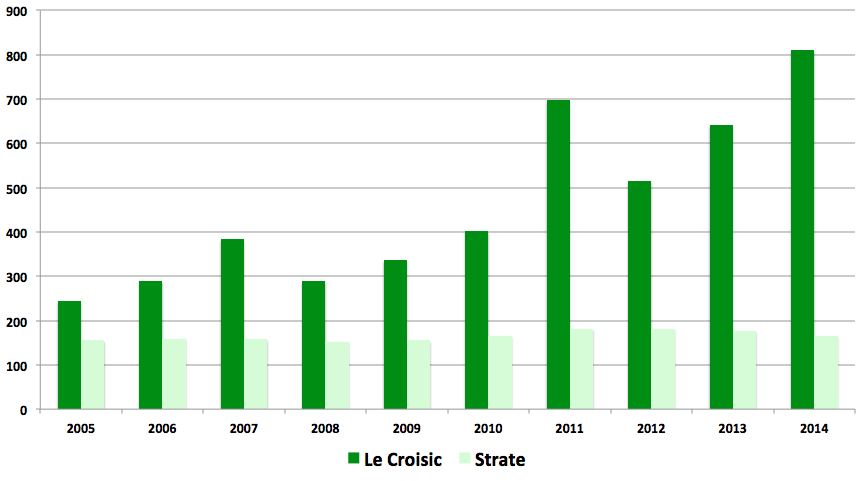
Capacité d'autofinancement au Croisic de 2005 à 2013
Résultats exprimés en €/habitant.
Strate : communes de 3500 habitants appartenant à un groupement fiscalisé.

La capacité d'autofinancement de la commune, comparée à la moyenne de la strate, semble observer des cycles assez longs ; elle est supérieure à la moyenne pendant les dix ans considérés. De 2010 à 2014, le fonds de roulement, est régulièrement inférieur à la moyenne de la strate.
Le montant de la taxe d'habitation, indicateur de fiscalité directe, s'établit en 2014 à 3 725 €/habitant, contre 1 296 € en moyenne pour les communes de même importance. Cette hiérarchie est stable sur les quatre années précédentes.

### Intercommunalité
La commune est membre de la communauté d'agglomération de la Presqu'île de Guérande Atlantique,.
Elle adhère également au syndicat intercommunal à vocation unique (SIVU) de la Côte Sauvage — aux côtés de Batz-sur-Mer et du Pouliguen, pour des activités culturelles et socioculturelles —, au syndicat intercommunal pour le développement économique de la Côte d’Amour, ainsi qu’au syndicat intercommunal de la fourrière pour animaux de la presqu’île guérandaise et au SIVU centre de voile de Penchâteau, créé pour l'acquisition d'un ensemble immobilier en vue de la création d'un centre de voile.

### Jumelages
La ville est jumelée avec :
- Laufenburg (Baden) (Allemagne) depuis 1973[110]

## Population et société

### Démographie
Selon le classement établi par l'Insee en 2020, Le Croisic est une commune urbaine, une des 17 communes de l'unité urbaine de Saint-Nazaire, qui s'étend au nord et au sud de l'estuaire de la Loire. Elle fait partie de l'aire d'attraction du Pouliguen.

#### Évolution démographique
L'évolution du nombre d'habitants est connue à travers les recensements de la population effectués dans la commune depuis 1793. Pour les communes de moins de 10 000 habitants, une enquête de recensement portant sur toute la population est réalisée tous les cinq ans, les populations de référence des années intermédiaires étant quant à elles estimées par interpolation ou extrapolation. Pour la commune, le premier recensement exhaustif entrant dans le cadre du nouveau dispositif a été réalisé en 2008.

En 2022, la commune comptait 4 081 habitants, en évolution de +0,37 % par rapport à 2016 (Loire-Atlantique : +6,68 %, France hors Mayotte : +2,11 %).
| 1793  | 1800  | 1806  | 1821  | 1831  | 1836  | 1841  | 1846  | 1851  |
| ----- | ----- | ----- | ----- | ----- | ----- | ----- | ----- | ----- |
| 2 161 | 2 310 | 2 212 | 2 308 | 2 288 | 2 471 | 2 539 | 2 402 | 2 524 |

| 1856  | 1861  | 1866  | 1872  | 1876  | 1881  | 1886  | 1891  | 1896  |
| ----- | ----- | ----- | ----- | ----- | ----- | ----- | ----- | ----- |
| 2 201 | 2 182 | 2 416 | 3 344 | 2 151 | 2 354 | 2 459 | 2 418 | 2 428 |

| 1901  | 1906  | 1911  | 1921  | 1926  | 1931  | 1936  | 1946  | 1954  |
| ----- | ----- | ----- | ----- | ----- | ----- | ----- | ----- | ----- |
| 2 427 | 2 462 | 2 463 | 2 274 | 2 368 | 2 496 | 2 721 | 3 426 | 4 086 |

| 1962  | 1968  | 1975  | 1982  | 1990  | 1999  | 2006  | 2008  | 2013  |
| ----- | ----- | ----- | ----- | ----- | ----- | ----- | ----- | ----- |
| 4 017 | 4 102 | 4 243 | 4 313 | 4 428 | 4 267 | 4 121 | 4 073 | 4 036 |

| 2018  | 2022  | - | - | - | - | - | - | - |
| ----- | ----- | - | - | - | - | - | - | - |
| 4 120 | 4 081 | - | - | - | - | - | - | - |

#### Pyramides des âges
La population de la commune est relativement âgée. Le taux de personnes d'un âge supérieur à 60 ans (53,6 %) est en effet plus du double du taux national (25,9 %) et du taux départemental (23,8 %),.
À l'instar des répartitions nationale et départementale, la population féminine de la commune est supérieure à la population masculine. Le taux (54,6 %) est supérieur de trois points au taux national (51,6 %),,.
| Hommes | Classe d’âge | Femmes |
| ------ | ------------ | ------ |
| 1,5    | 90 ans ou +  | 5,2    |
| 14,5   | 75 à 89 ans  | 20,9   |
| 33,1   | 60 à 74 ans  | 31,3   |
| 19,3   | 45 à 59 ans  | 16,8   |
| 10,8   | 30 à 44 ans  | 9,5    |
| 11,6   | 15 à 29 ans  | 8,2    |
| 9,1    | 0 à 14 ans   | 8,2    |

| Hommes | Classe d’âge | Femmes |
| ------ | ------------ | ------ |
| 0,6    | 90 ans ou +  | 1,7    |
| 5,8    | 75 à 89 ans  | 9,6    |
| 14,7   | 60 à 74 ans  | 16,0   |
| 19,6   | 45 à 59 ans  | 18,9   |
| 20,1   | 30 à 44 ans  | 19,2   |
| 19,2   | 15 à 29 ans  | 17,5   |
| 20,0   | 0 à 14 ans   | 18,0   |

### Enseignement
Le Croisic est rattachée à l’académie de Nantes, dans la zone B du calendrier scolaire.
La commune dispose d'une école primaire publique — l'école élémentaire Jacques-Cartier — et d'un établissement privé, — l’école primaire Saint-Goustan.
Les collèges les plus proches sont ceux du Pouliguen — le collège public Jules-Verne — et de Guérande — les collèges publics du Pays-Blanc et Jacques-Brel, et privé Saint-Jean-Baptiste.

### Vie culturelle et sportive

#### Vie associative
Au 1er janvier 2016, pas moins de 67 associations regroupent les activités des Croisicais. On dénombre en particulier seize associations sportives, neuf groupements civiques promouvant l'action familiale et sociale et trente associations culturelles ou artistiques.
Tous les deux ans, la ville organise un forum des associations, permettant la présentation des différents groupements aux Croisicais. Elle édite, en outre, un guide des associations pour promouvoir et encourager le mouvement associatif.

#### Manifestations culturelles et festivités
Depuis plus de quarante ans, le carnaval du Croisic se déroule à la fin du mois d'avril, ponctué, le dimanche des fêtes, par un défilé de chars et de carnavaliers et par l'autodafé du père Mathurin, un gigantesque mannequin de paille. Le mois de mai voit, depuis 2009, l'organisation par l'association Arts et balises, du festival Tempo piano classique durant quatre jours à partir du jeudi de l'Ascension.
Durant l'été, chaque lundi soir de juillet et d'août, les quais du port accueillent des artistes de rue, en parallèle d'un marché nocturne.
Le mois d'août est marqué par la fête de la mer, célébration localement plus que centenaire — 1893 — de la protection de la Vierge Marie portée aux pêcheurs.
Le mois de septembre est lui placé sous le signe de la littérature, puisqu'il accueille le salon du livre Plumes d'Équinoxe, présentant en particulier des auteurs régionaux.
Enfin, depuis 2006 est organisé en octobre le festival de cinéma De la page à l'image.

#### Sports
Seize associations sportives sont recensées par la commune en 2016, parmi lesquelles le Stade croisicais rassemble les activités omnisports, boule lyonnaise, force athlétique et gymnastique.
Entre 2003 à 2011, le marathon de la Côte d'Amour s'est élancé du Croisic pour rejoindre Pornichet sur la distance de 42,195 km. L'épreuve n'a pas été renouvelée ensuite, compte tenu de points de vue divergents entre les organisateurs et les responsables politiques locaux.

#### Équipements culturels et sportifs
Outre l’ancienne criée aux poissons, transformée en salle d’exposition à partir de 2006, la commune dispose d'une galerie, la galerie Chapleau, inaugurée en 2014 après restauration en tant qu'espace culturel communal.
Cette galerie est installée dans un ancien hôpital datant du XVIIe siècle, dont la partie centrale est rachetée, en 1932, par le peintre-fresquiste Eugène-Jean Chapleau. À sa mort, en 1996, la veuve de l'artiste lègue l'atelier et les œuvres qu'il contient à la ville du Croisic.
La galerie présente des peintures et des sculptures du peintre Chapleau ainsi que d'autres artistes régionaux.
Le jardin qui est accolé à la galerie fait partie des parcs et jardins remarquables distingués par le conseil départemental de la Loire-Atlantique.
La maison du patrimoine croisicais présente depuis 2015 des expositions temporaires du patrimoine régional, comme les faïences du Croisic. Elle est située au nord du parc de Penn-Avel.
L'océarium du Croisic, situé à 400 mètres de la mer, fait partie des plus grands aquariums privés français. Créé en 1968, il a intégré de nouveaux locaux en 1992 et a accueilli plus de 250 000 visiteurs en 2015.
L'ancienne saline de Saint-Goustan abrite de son côté une ferme marine privée, ouverte aux visites, spécialisée dans les algues alimentaires et l'écloserie de coquillages.

Équipements culturels (sélection).
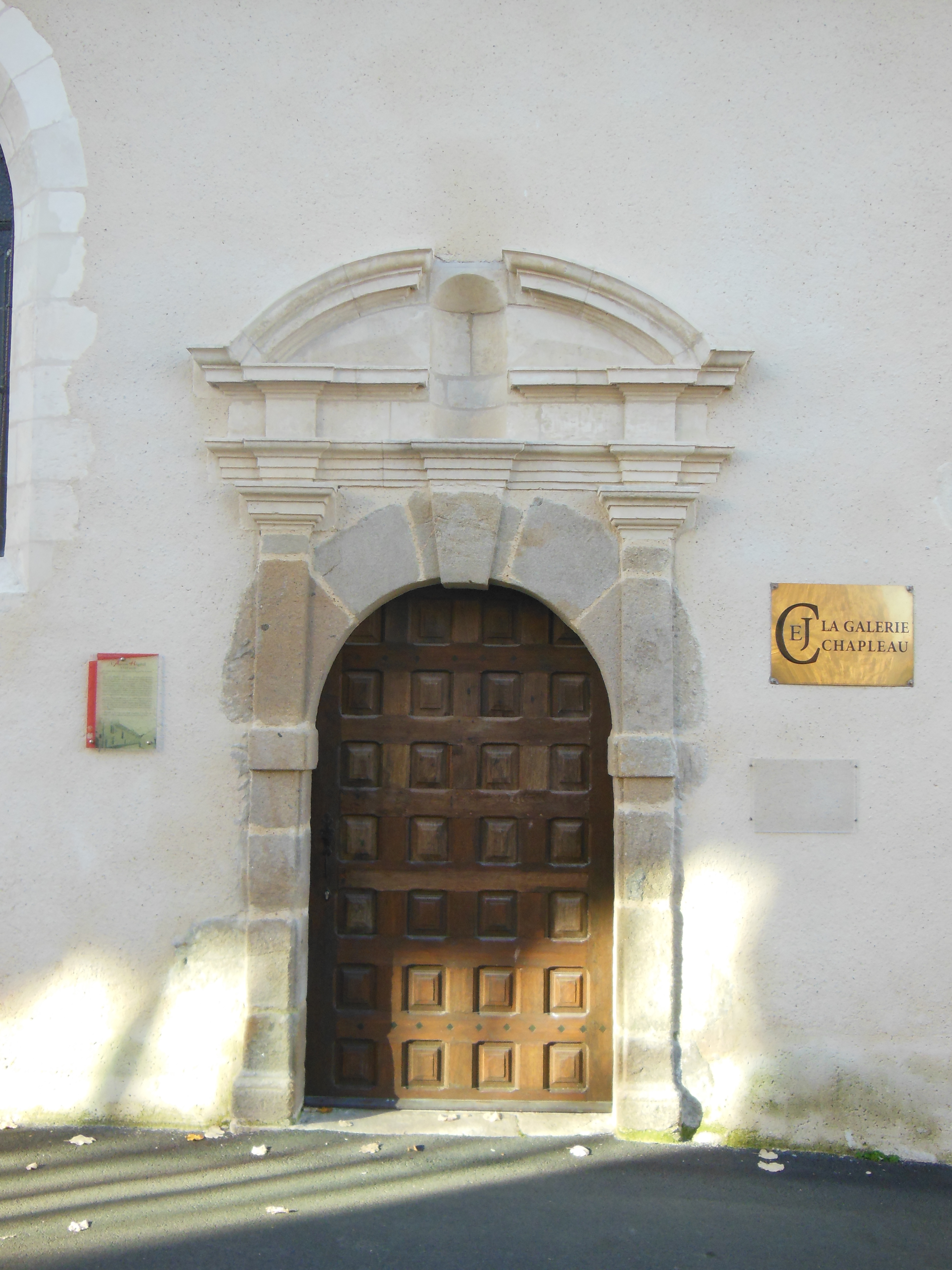
Entrée de la galerie Chapleau.
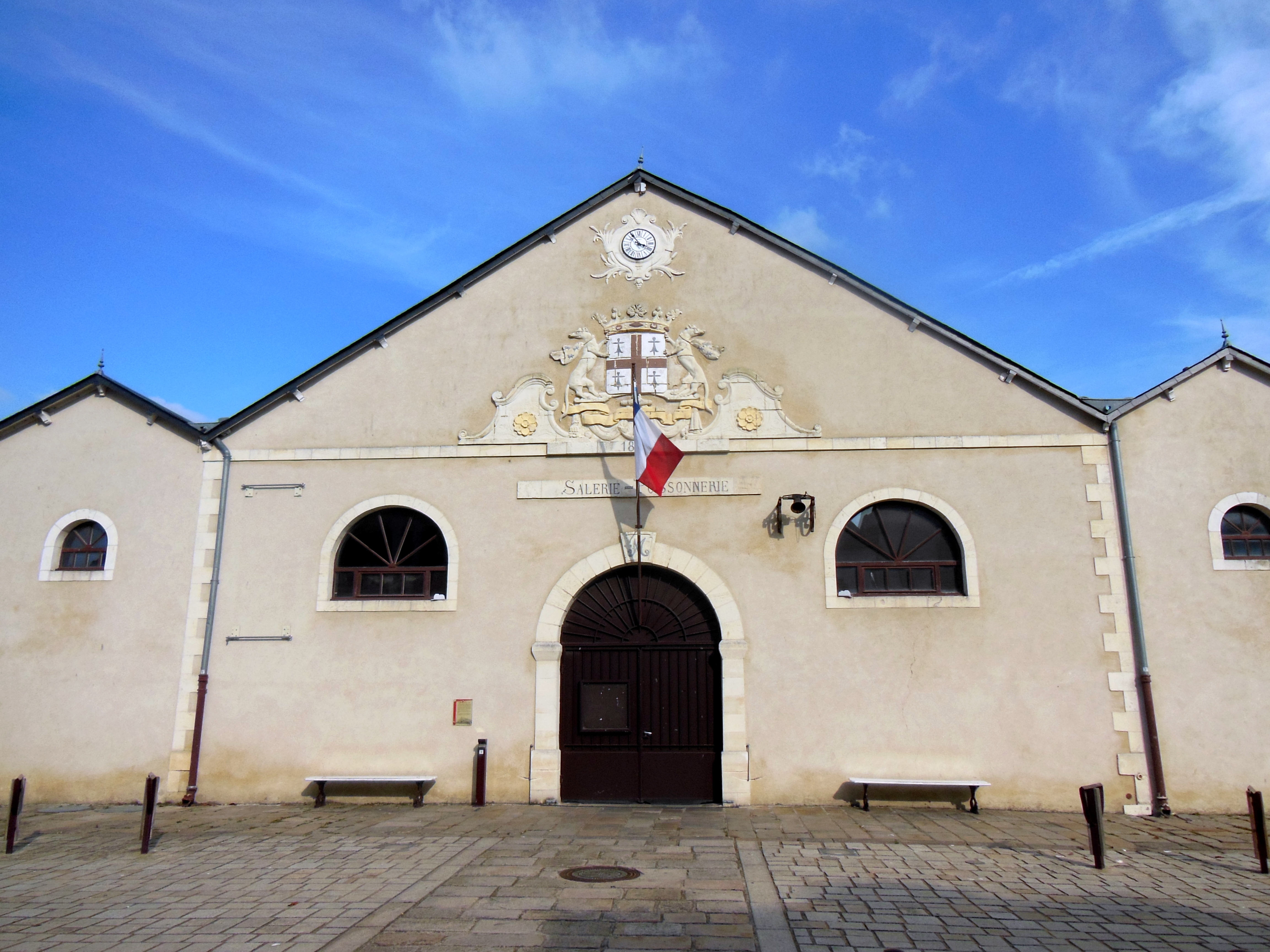
Façade de l'ancienne criée du Croisic.

La localité a été récompensée pour la qualité de ses installations sportives, le 10 décembre 2012, par l'attribution du label ville la plus sportive de Loire-Atlantique dans la catégorie des communes comptant de 1 000  à   4 000 habitants ; la récompense fait suite à un vote organisé par le Comité régional olympique et sportif des Pays de la Loire et le comité départemental olympique et sportif.
Outre un terrain multi-sports, accueillant football et tennis, la commune propose, entre autres possibilités sportives, un pas de tir à l'arc, un parcours de golf de neuf trous, des terrains de boules lyonnaises et de pétanque et un parcours de santé, situé dans le parc de 9 ha de Penn-Avel.
La côte sauvage du Croisic est également un lieu notable d'escalade en Loire-Atlantique, avec plus de 200 voies. Le site n'étant pas équipé de relais normés, il est classé terrain d'aventure.

### Santé
Pour les soins, la commune accueille notamment cinq médecins, un chirurgien-dentiste, plusieurs auxiliaires médicaux— infirmiers, kinésithérapeutes, podologue — et deux pharmacies.
Les habitants du Croisic ont également accès à l'hôpital intercommunal de la Presqu'île, résultant de la fusion en 2003 du centre hospitalier de Guérande et de l'hôpital local du Croisic. Les urgences peuvent également être traitées à Saint-Nazaire par le centre hospitalier, la polyclinique de l'Europe et l'hôpital Cité sanitaire, situés à quelque vingt-deux kilomètres.

### Cultes
Batz-sur-Mer fait partie de la paroisse catholique Saint-Yves de la Côte sauvage, qui dépend du diocèse de Nantes, suffragant depuis 2003 de la province ecclésiastique de Rennes qui regroupe les diocèses des régions Bretagne et Pays de la Loire. Mgr.Jean-Paul James est nommé évêque de ce diocèse le 8 juillet 2009 et Mgr. Laurent Percerou est nommé évêque de Nantes le 11 août 2020. La paroisse regroupe les églises de Batz-sur-Mer, du Croisic et du Pouliguen,.
Deux lieux de culte sont utilisés en 2016 pour des services paroissiaux, l’église Notre-Dame-de-Pitié et la chapelle du Crucifix.
Aux XVIe et XVIIe siècles, le protestantisme est présent au Croisic. La chapelle Saint-Yves, sur l'actuelle place homonyme, accueillait alors le culte calviniste.

## Économie

### Histoire économique
Il semble qu'une activité de production de faïence ait existé du XVIe au XVIIe siècle, tirant profit de la bonne qualité des kaolins des zones de Saint-Goustan et du Sable-Menu. Cette faïencerie, dont Henri Moret attribue la création à Gérard Demigennes, auquel succèdent semble-t-il des Italiens de Faenza et de Venise, n'est pas formellement attestée au Croisic. Il en demeure néanmoins un style — qui porte le nom de « faïence du Croisic » —, caractérisé par une base blanche, décorée de « rinceaux, d'armoiries, d'oiseaux et de fleurs en bleu et jaune citrin ».
Au XIXe siècle, en parallèle du tourisme balnéaire, l’industrialisation de la pêche se confirme par l’installation de conserveries de poisson — appelées également « confiseries » — des industriels nantais Philippe, Jacquier, Levesque, Blon et Charbonnier dès 1874. Près de trente chalutiers à voile de fort tonnage approvisionnent régulièrement le port — les premiers chalutiers à vapeur rejoignant Le Croisic en 1898, qu'ils délaissent en 1911 au profit des ports de Saint-Nazaire et de Lorient.

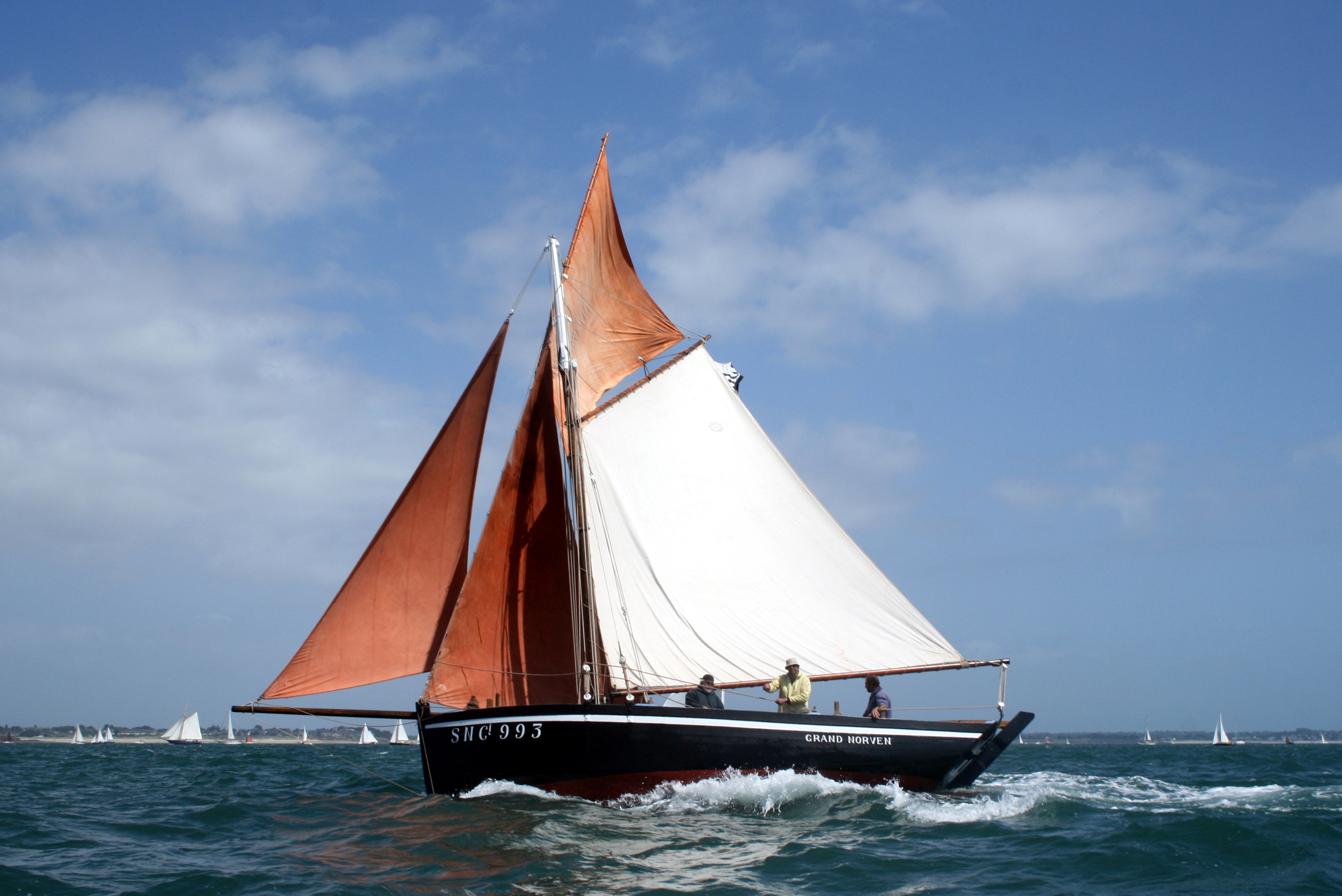
Le sloop sardinier Grand Norven de Piriac-sur-Mer.

En 1803, la pêche de la sardine emploie 150 hommes, à bord de 20 bateaux. En 1819, ce sont pas moins de 100 chaloupes sardinières qui approvisionnent Le Croisic, où le pressage traditionnel des poissons concurrence la conservation jusqu’au milieu des années 1850.
En crise au Croisic à partir de 1881, l'industrie de la sardine se redresse à partir de 1920 et trois nouvelles conserveries ouvrent leurs portes, dont la dernière, la maison Le Bayon, en 1940. L’usine Philippe et Canaud, première conserverie créée au Croisic, rachetée par l’entreprise nantaise Saupiquet, cesse son activité en 1974, fermant le chapitre de la conservation du poisson dans la localité.
Autre entreprise prospère au XIXe siècle, le raffinage du sel, qui, après le lavage et l’élimination des impuretés, permet l’obtention de sel fin cristallisé par ébullition, est présent du Pouliguen au Croisic. Le sel traité provient, bien entendu, des marais salants de Guérande, mais aussi de l’île de Ré et de Bayonne. À la fin du XIXe siècle, deux ateliers emploient une quarantaine d’ouvriers et produisent près de 30 000 t de sels lavés ou raffinés. L’un d’eux, l’établissement Benoît, continue son exploitation jusqu’en 1917.
L’hôtel-casino Deslandes trouve une nouvelle vocation en 1893, se transformant en sanatorium, accueillant jusqu’à 200 enfants en 1913. Il devient institut d'éducation motrice (IEM) en 1975, puis, en 1990, accueille des adultes handicapés physiques.
La construction navale, prospère au XVIIe siècle, renait au Croisic à partir de 1867 sous l’action de Jean-Baptiste Bihoré. Menuisier de marine, il est l’un des premiers à utiliser la machine à vapeur dans ses ateliers. Pas moins de quatre chantiers navals sont installés sur la commune au début du XXe siècle. On trouve ainsi le chantier de Pierre et Paul François, fondé en 1926 et l’établissement Bureau père et fils, installé comme le précédent sur la jonchère du Prince. Le chantier Leroux, quant à lui, se rend célèbre par la construction à partir de 1946 du Kurun (« Tonnerre » en breton), pour le navigateur Jacques-Yves Le Toumelin ; ce cotre de plaisance de type norvégien est classé au titre d’objet par le ministère de la Culture. Enfin, le maître charpentier à l’origine du Kurun fonde en 1948 sa propre entreprise, le chantier Moullec. En 1979, les Constructions nautiques du Pouliguen (CNP) s’installent à leur tour au Croisic, se spécialisant dans les matériaux composites dans le domaine naval.

### Revenus de la population et fiscalité
En 2011, le revenu fiscal médian par ménage était de 27 927 €, ce qui plaçait Le Croisic au 19 710e rang parmi les 31 886 communes de plus de 49 ménages en métropole. En 2012, 31,9 % des foyers fiscaux n'étaient pas imposables.

### Emploi
En 2012, la population âgée de 15 à 64 ans s'élevait à 2 017 personnes, parmi lesquelles on comptait 63,4 % d'actifs dont 54,5 % ayant un emploi et 8,9 % de chômeurs.
On comptait alors 1 261 emplois dans la zone d'emploi, contre 1 546 en 2007. Le nombre d'actifs ayant un emploi résidant dans la zone d'emploi étant de 1 122, l'indicateur de concentration d'emploi est de 112,5 %, ce qui signifie que la zone d'emploi offre un peu plus d’un emploi par habitant actif.

### Entreprises et commerces
Au 31 décembre 2013, Le Croisic comptait 512 établissements : 35 dans l’agriculture-sylviculture-pêche, 16 dans l'industrie, 44 dans la construction, 363 dans le commerce-transports-services divers et 54 étaient relatifs au secteur administratif.
En 2014, 31 entreprises ont été créées au Croisic, dont 20 par des auto-entrepreneurs.
Le tableau ci-dessous détaille les établissements actifs par secteur d'activité au regard du nombre de salariés :
|                                                              | Total | %     | 0 salarié | 1 à 9 salariés | 10 à 19 salariés | 20 à 49 salariés | 50 salariés ou plus |
| ------------------------------------------------------------ | ----- | ----- | --------- | -------------- | ---------------- | ---------------- | ------------------- |
| Ensemble                                                     | 512   | 100,0 | 359       | 142            | 6                | 2                | 3                   |
| Agriculture, sylviculture et pêche                           | 35    | 6,8   | 20        | 15             | 0                | 0                | 0                   |
| Industrie                                                    | 16    | 3,1   | 8         | 7              | 0                | 1                | 0                   |
| Construction                                                 | 44    | 8,6   | 36        | 8              | 0                | 0                | 0                   |
| Commerce, transports, services divers                        | 363   | 70,9  | 255       | 100            | 6                | 1                | 1                   |
| dont commerce et réparation automobile                       | 71    | 13,9  | 42        | 28             | 0                | 0                | 1                   |
| Administration publique, enseignement, santé, action sociale | 54    | 10,5  | 40        | 12             | 0                | 0                | 2                   |
| Champ : ensemble des activités.                              |       |       |           |                |                  |                  |                     |

L'examen de ce tableau amène quelques remarques : l'essentiel de l'activité économique est assuré par des entreprises du secteur tertiaire ; l'agriculture et surtout la pêche représentent une part encore significative de la vie économique de la localité avec 35 établissements actifs ; moins de 5 % de l'activité est assuré par des entreprises du secteur industriel, qui reste concentré sur des structures de moins de dix salariés, tout comme les activités liées à la construction qui regroupent moins de 10 % des établissements ; l'administration publique, l’enseignement, la santé et l’action sociale forment une activité qui regroupe plus de 10,5 % des entreprises et comptent deux des trois établissements employant plus de 50 salariés. Il s'agit de la mairie de la localité et de l'antenne locale de l'hôpital intercommunal de la presqu'île ; cette dernière emploie plus de 220 agents.
Le site de l'enseigne française de grande distribution Intermarché est le troisième employeur de la commune avec 50 salariés. La société Polyway, spécialisée dans la réparation navale et les matériaux composites, emploie, quant à elle, 40 personnes. Les activités liées au tourisme fournissent deux employeurs importants ; le Grand hôtel de l'Océan occupe 35 salariés et le camping de l'Océan, 25.

#### La pêche professionnelle et activités connexes
Le port de la localité rassemble les activités liées à la pêche professionnelle ; il est géré par la chambre de commerce et d'industrie de Nantes et de Saint-Nazaire. Le port du Croisic est le premier de France pour la pêche à la crevette rose (Palaemon). Le géographe Roger Brunet indique des prises annuelles de 2 600 t toutes espèces confondues, desquelles les langoustines représentent 370 t et les seiches 300 t ; viennent ensuite, de l'ordre de 150 à 200 t par an, les soles, les araignées de mer et les merlus ; enfin plus de 100 t de coquilles Saint-Jacques et de crabes sont pêchées annuellement.
La pêche professionnelle s'entoure d'activités connexes, criée, réparation navale — Polyway est la nouvelle appellation de la CNP, société du Pouliguen installée depuis 1979 au Croisic. — et conchyliculture, cette dernière étant apparue dès 1863,.

#### Industrie et énergie
Le projet de construction d’un parc éolien, appelé parc éolien en mer de Saint-Nazaire, se situe au large de la côte du sud du Croisic, en direction du sud-ouest. Il est composé de 80 éoliennes d'une capacité unitaire de 6 MW, soit une puissance totale de 480 MW, sur une zone de 78 km2 localisée à un peu plus de douze kilomètres du littoral. La mise en service du projet est programmée à partir de 2018.
Le projet a donné lieu à une enquête publique du 10 août au 25 septembre 2015.
L’association de défense de l’environnement DECOS a émis un avis favorable sous réserves en octobre 2015.

#### Commerces et tourisme

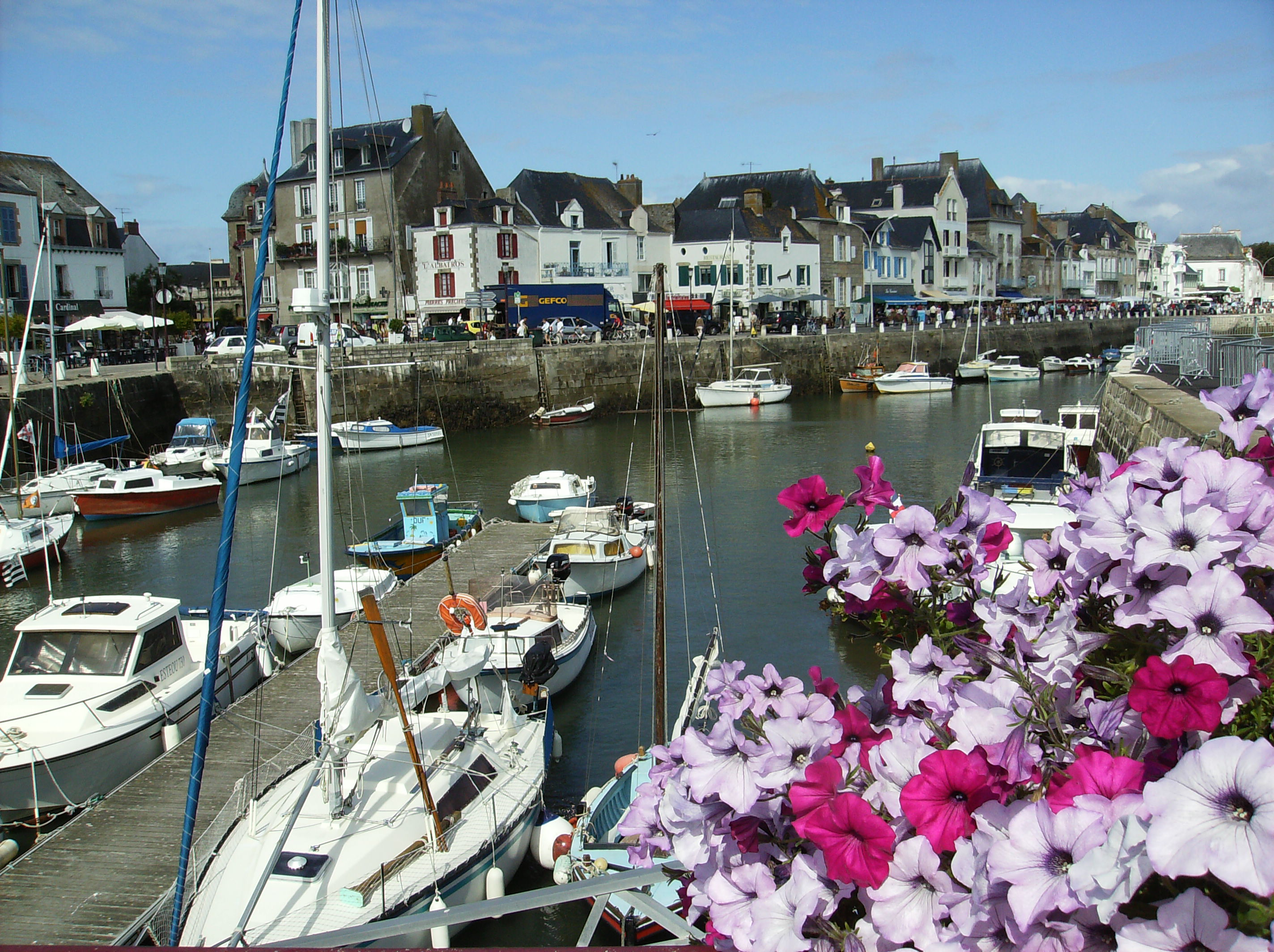
Le port de plaisance.

En 2016, neuf hôtels sont établis dans la commune, auxquels six cents places, réparties dans quatre campings, viennent s’ajouter à l’offre de logement touristique,.
Un établissement Gîtes de France vient compléter les capacités d’accueil de la localité.
Le port de plaisance est composé d'un bassin à échouage dans la chambre des vases et de bouées dans le Pool.
Il est exploité par une société anonyme d'économie mixte locale (SAEML), Loire-Atlantique Pêche et Plaisance. En 2016, il offre 363 emplacements, dont 27 sont réservés aux visiteurs.
Le Croisic propose plusieurs types de marchés, selon les saisons et les jours de la semaine. On compte ainsi un marché de plein air et un marché couvert, auxquels viennent s'ajouter une brocante saisonnière, un marché estival du terroir, un marché artisanal nocturne, également en haute saison et enfin un marché au poisson fonctionnant toute l'année.
Selon le site de la mairie consulté en 2016, la commune dispose également d’une offre de commerces de proximité et touristiques couvrant l'art et l’artisanat (cinq commerces), beauté et bien-être (huit commerces) et art floral (deux commerces), aux côtés de commerces alimentaires classiques.
D'autres activités, orientées vers le tourisme, se sont développées, notamment l'Espace escargots — ferme hélicicole qui propose des visites — et l'océarium ; inauguré en 1992, il remplace l'ancien aquarium de la Côte d’Amour créé en 1972, qui se trouvait alors sur le port.

## Culture locale et patrimoine

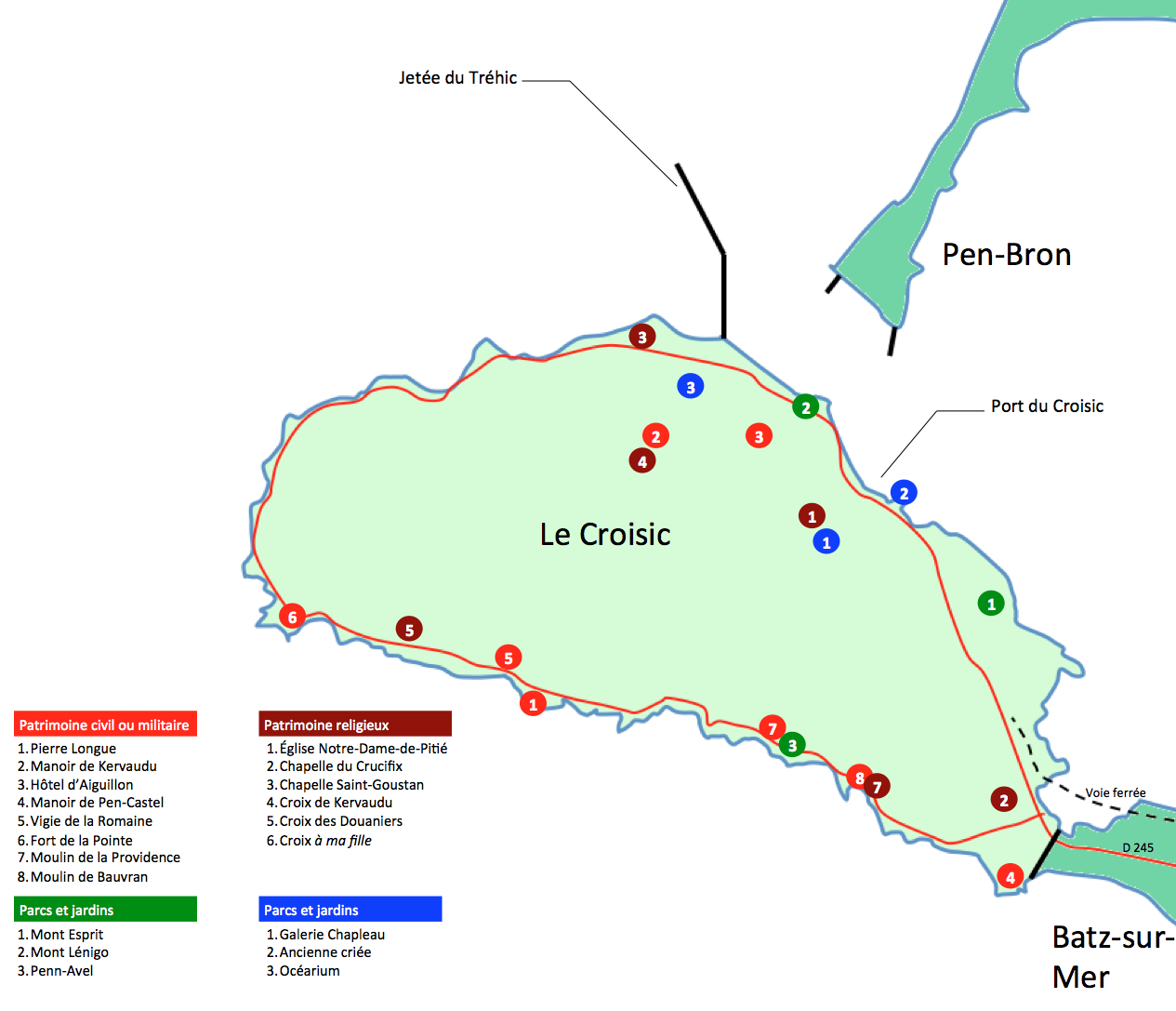
Localisation du patrimoine du Croisic.

### Lieux et monuments
La localité compte quatorze monuments répertoriés aux monuments historiques et un lieu et monument répertorié à l'Inventaire général du patrimoine culturel. Par ailleurs, elle compte 44 objets répertoriés à l'inventaire des monuments historiques et 73 objets répertoriés à l'inventaire général du patrimoine culturel.
Le Croisic, aux côtés de Piriac et Batz-sur-Mer, a reçu en 2006 le label « Petites cités de caractère ». Ce label impose aux communes distinguées un effort permanent de mise en valeur du patrimoine architectural et naturel remarquable ; il inclut des initiatives de réhabilitation, de promotion et d'animation.

#### Patrimoine civil et militaire
La pierre Longue est un menhir datant du Néolithique, classé monument historique depuis 1889. Il a servi d’amer aux navires. Endommagé durant la Seconde Guerre mondiale, il est déplacé à son emplacement actuel, sur le front de mer.
Le manoir de Kervaudu est une gentilhommière datant de la fin du XVe siècle. Ce domaine de l'homme noir (« Kervaudu ») semble avoir appartenu successivement à partir du XVIe siècle à plusieurs familles protestantes. Vendu comme bien national pendant la Révolution française avant d'être transformé en ferme au XIXe siècle, il devient la résidence de Ferdinand du Puigaudeau, peintre postimpressionniste, en 1907 jusqu'à sa mort en 1930. C'est le premier manoir breton à être classé monument historique en 1921.
L’hôtel d'Aiguillon est un ancien hôtel particulier, bâti dans les années 1670. Il semble avoir été occupé temporairement par Emmanuel-Armand de Vignerot du Plessis, duc d’Aiguillon. Une verrière de la chapelle de Pen-Bron à La Turballe, intitulé Comment notre seigneur Jésus Christ guérit un enfant paralysé, représente l’hôtel. Il a accueilli la mairie de 1908 à 2008.
Le manoir de Pen Castel est l'ancien fort de la Barrière, du nom du lieu-dit en limite de territoire avec Batz-sur-Mer. Le manoir est construit en 1864, à l'emplacement d’une ancienne batterie de 1747, désaffectée en 1853. Henri Becquerel y décède en 1908. Le site accueille depuis 1959 une colonie de vacances appartenant à la fédération des associations d'élèves et d'amis des écoles publiques d'Eure-et-Loir. Autre exemple d’un emplacement militaire réhabilité, la Vigie de la Romaine est construite sur les fondations d’un ancien corps de garde construit en 1744, puis détruit en 1943 pour permettre l’installation d’un radar militaire. Elle est rebâtie à partir de 1949 par André Chauvet. L’habitation doit à sa proximité avec la pierre Longue son nom de vigie, alors que romaine résulte du breton run (« tertre ») et men (« pierre »).
Le fort de la Pointe, actuel hôtel du Fort de l’Océan depuis 1997, est, quant à lui, un ancien corps de garde datant de 1861 et désarmé en 1880. À l’origine, le fort est une construction carrée, entourée de douves avec pont-levis. Il est par la suite restauré dans le style néo-gothique sous le nom de fort Hikéric.
Le manoir de Saint-Goustan est construit en 1909.
De nombreux moulins sont attestés ou encore visibles dans la localité. Pas moins de 15 d’entre eux existaient encore au XIXe siècle. Ils fournissaient la farine nécessaire à la consommation de la population. Il demeure au XXIe siècle le moulin de la Providence dans l'enceinte du parc de Penn-Avel, restauré en 2011 et celui de Bauvran, transformé en belvédère sur la côte sauvage.

Patrimoine civil et militaire (sélection).
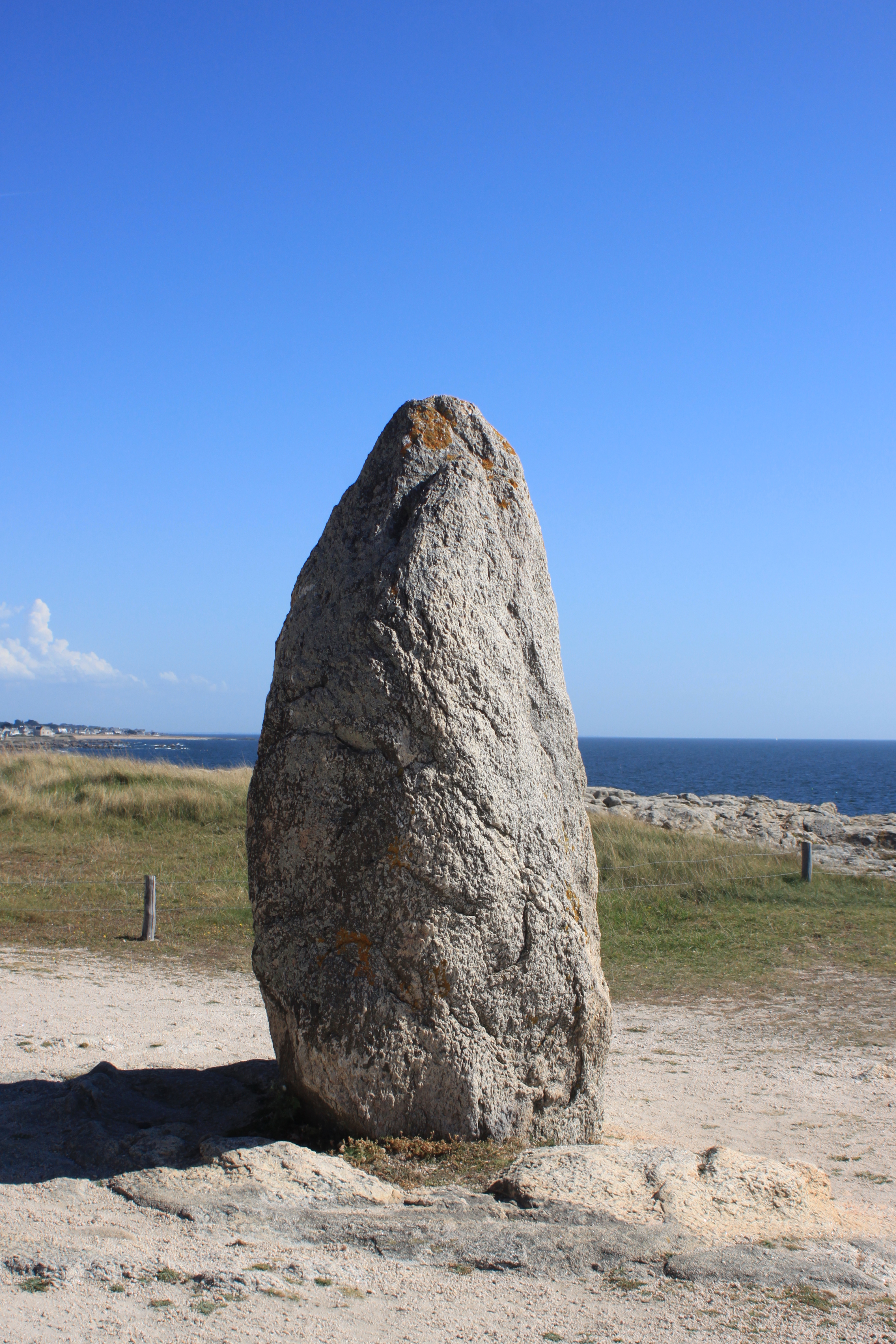
La pierre Longue.
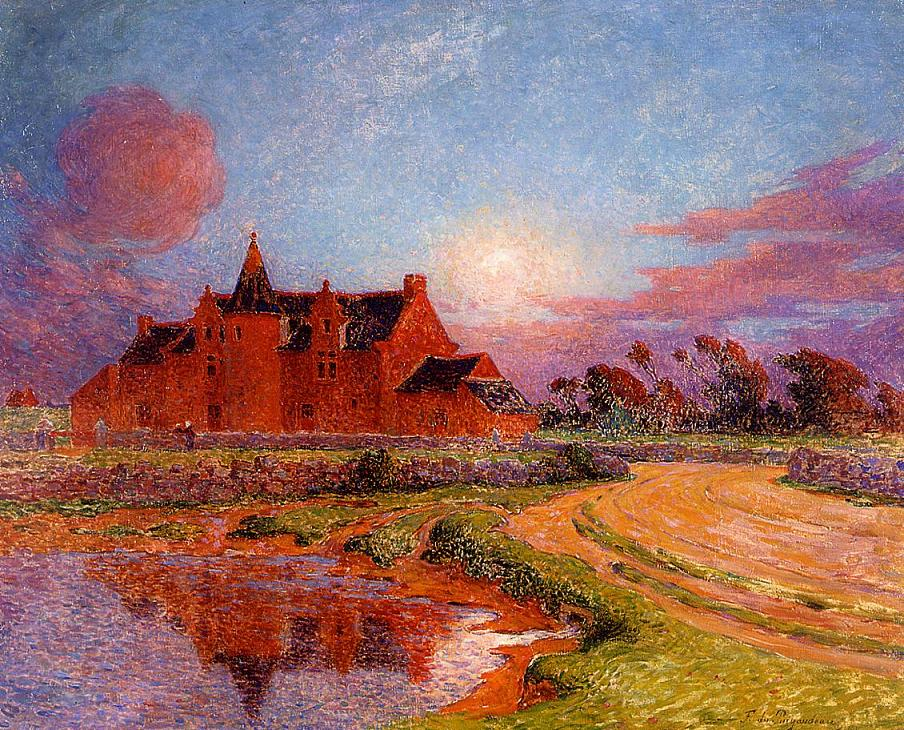
Le manoir de Kervaudu par Ferdinand du Puigaudeau.
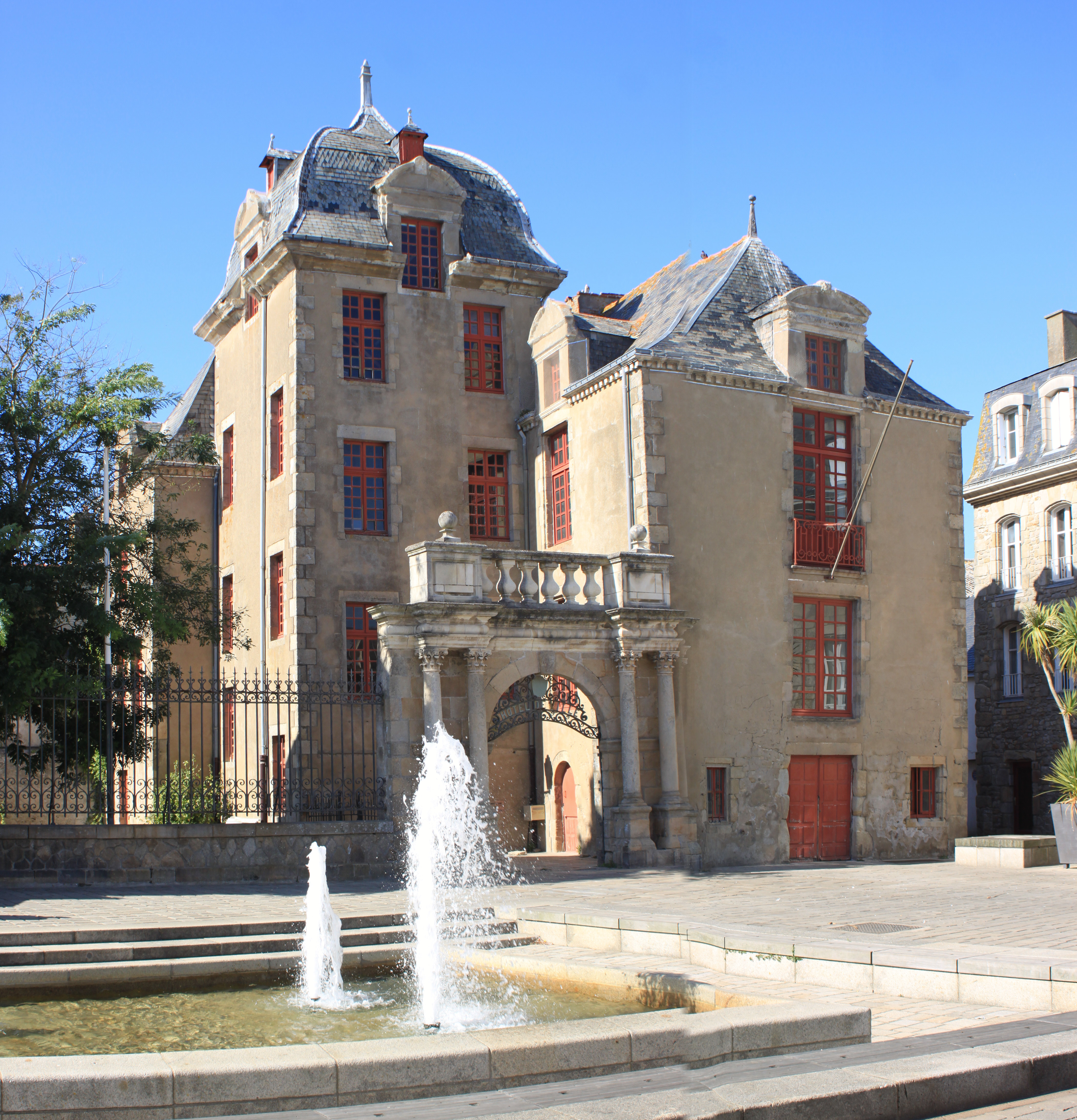
L’hôtel d'Aiguillon.
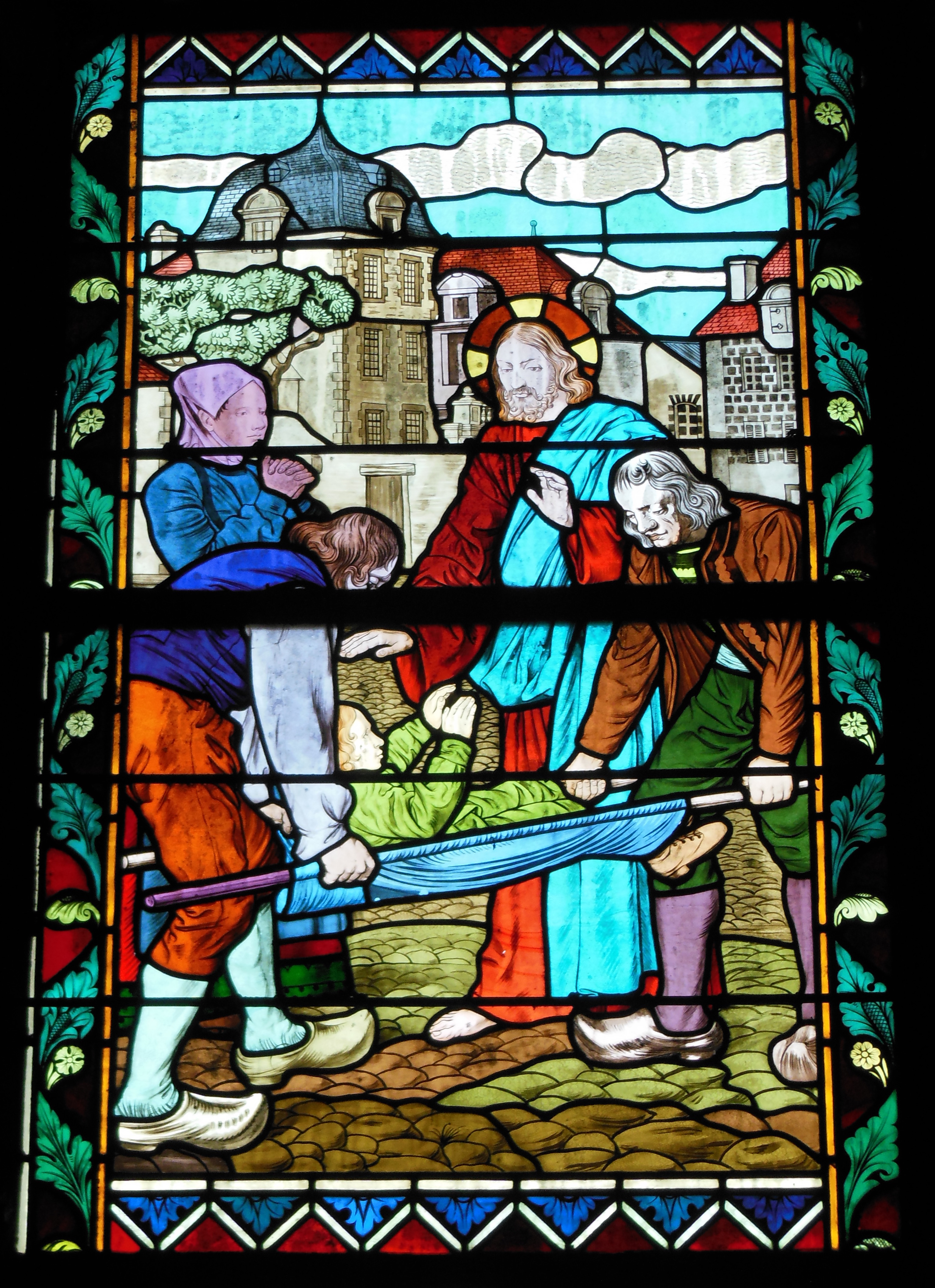
Vitrail de la chapelle de Pen-Bron avec l'hôtel d'Aiguillon en arrière-plan.
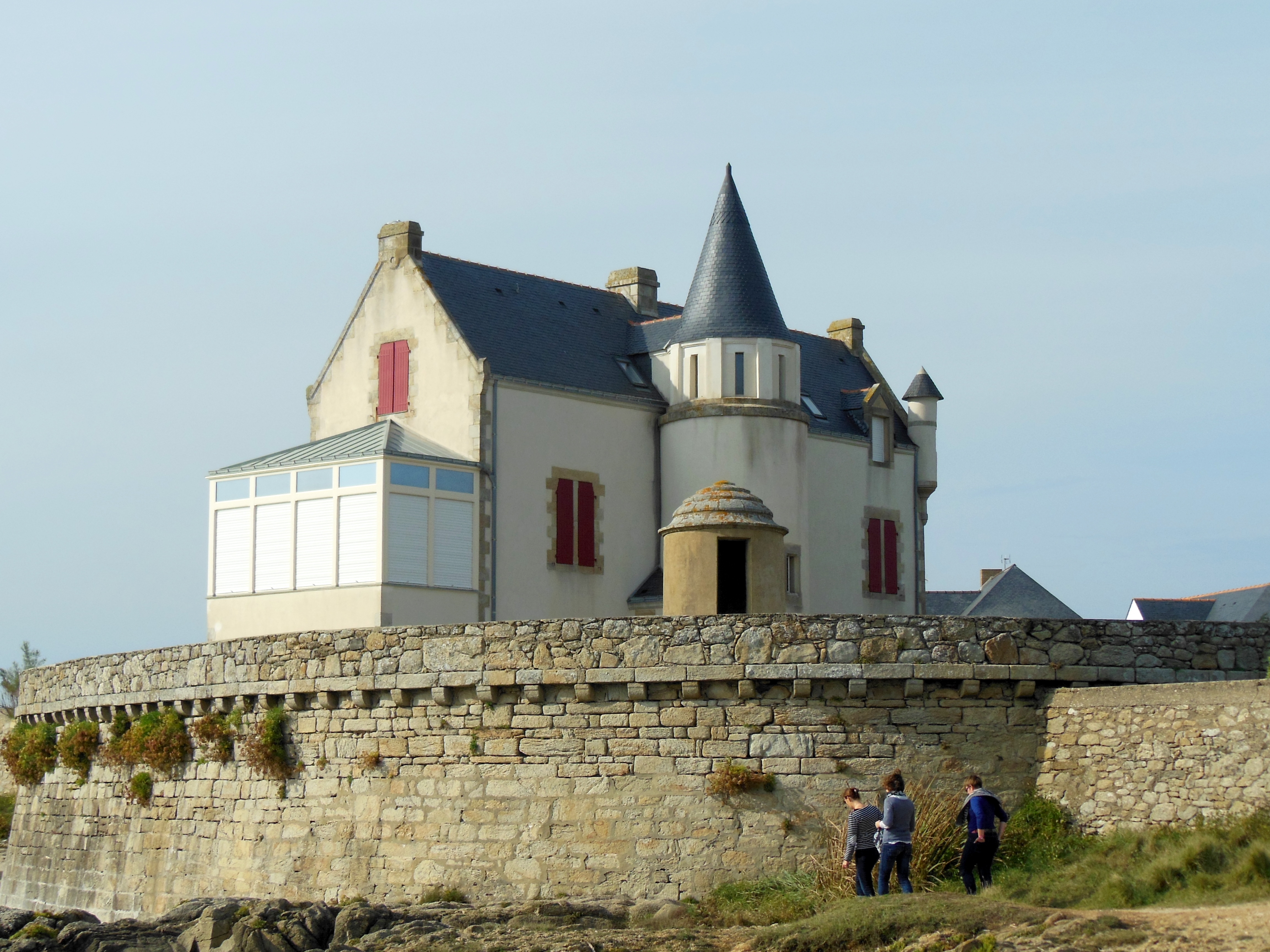
Le manoir de Pen Castel.

#### Patrimoine religieux
L’église Notre-Dame-de-Pitié date des XVe et XVIe siècles. De style gothique flamboyant, elle domine le port de sa tour lanterne du XVIIe siècle, haute de 56vmètres. Cette église est devenue paroissiale le 17 octobre 1763. Elle résulte des souscriptions des fidèles locaux et d'une partie du droit de billot, taxe dont était frappé le vin commercialisé au détail, dans la presqu’île. L'intérieur présente une nef courte, un chevet plat éclairé d'une baie flamboyante, et trois bas-côtés. Elle recèle de nombreux objets, statues et tableaux classés à titre d’objets. Des verrières décorent le retable du grand autel, inspirés de la Passion, alors que les Évangélistes et des saints bretons sont représentés sur les vitraux qui ornent le reste de l’église. Le granit ayant servi à la construction de l’église provient d’une carrière située près de Port-aux-Rocs. Elle est saccagée le 2 décembre 1793 par des volontaires en garnison au Croisic et sa croix de fer est remplacée par un drapeau tricolore et un bonnet phrygien en 1794. En 1917, Henri Moret note que « le niveau moyen des marées d’équinoxe s’élève à soixante-dix centimètres environ des premières marches du temple, et à un mètre, trente centimètres à peine du dallage intérieur ».
La chapelle du Crucifix date de la même époque — XVe et XVIe siècles ; elle est sise à l’entrée de la localité. De style ogival flamboyant, en granit et à simple nef, elle est contemporaine de l’apparition du protestantisme au Croisic. Au XVIe siècle, elle fait l’objet d’un pardon le premier dimanche de mai. Elle est confisquée lors de la Révolution française et sert de magasin à poudre pendant la première moitié du XIXe siècle. Aux côtés des pratiques religieuses, une superstition s’est développée jusqu’au XIXe siècle, « [les] Croisicaises […] balayaient le dallage du lieu consacré, et […] recueillaient la poussière pour la lancer ensuite dehors, du côté de l’horizon qu'il convenait que le vent soufflât. Le rite était accompagné des paroles suivantes, chantées sur l’air An hini coz — ou an hini gozh « la vieille », chanson populaire bretonne — : Tourne vent et tourne girouette / Vers la poussière que je jette ».
La chapelle Saint-Goustan est également contemporaine des deux édifices religieux décrits ci-avant.

« Édifice religieux et son clocher en pyramide, le tout recouvert d’ardoises, avec un cimetière au bout, vers le soleil levant, cerné de murailles, comme le tout se contient, situé au bord de la mer, se débordant vers le septentrion, la côte et la mer, vers le midi et autres parts les communs et avenues de la chapelle. »

— Titre domanial du 11 juin 1670, cité par Henri Moret, Le Croisic, 1917.
Ici encore, des croyances sont attachées à la chapelle : malades venant se baigner dans une piscine attenante à l’édifice, femmes de marins accourant les jours de tempête pour demander la protection des proches partis en mer, ou jeunes filles jetant des épingles par la lucarne de l’édifice pour s’enquérir d’un mariage prochain.
La Révolution ne l’épargne pas ; elle est pillée et saccagée puis transformée en corps de garde. Intégrée en 1896 au manoir de Saint-Goustan, elle est alors restaurée.
Le territoire du Croisic est jalonné de croix de chemins comme les croix de Kervaudu du XVIIe siècle, des Douaniers du XVIIIe siècle ou à ma fille du XIXe siècle.

Patrimoine religieux (sélection).
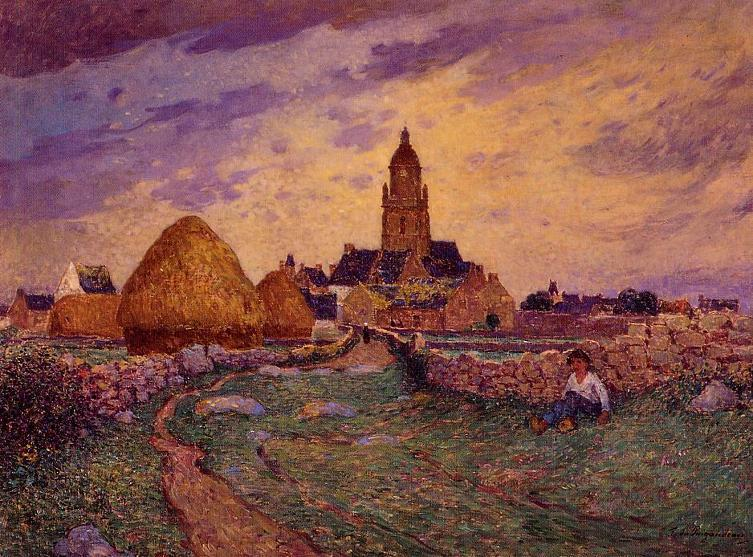
L'église Notre-Dame-de-Pitié peinte par Ferdinand du Puigaudeau.
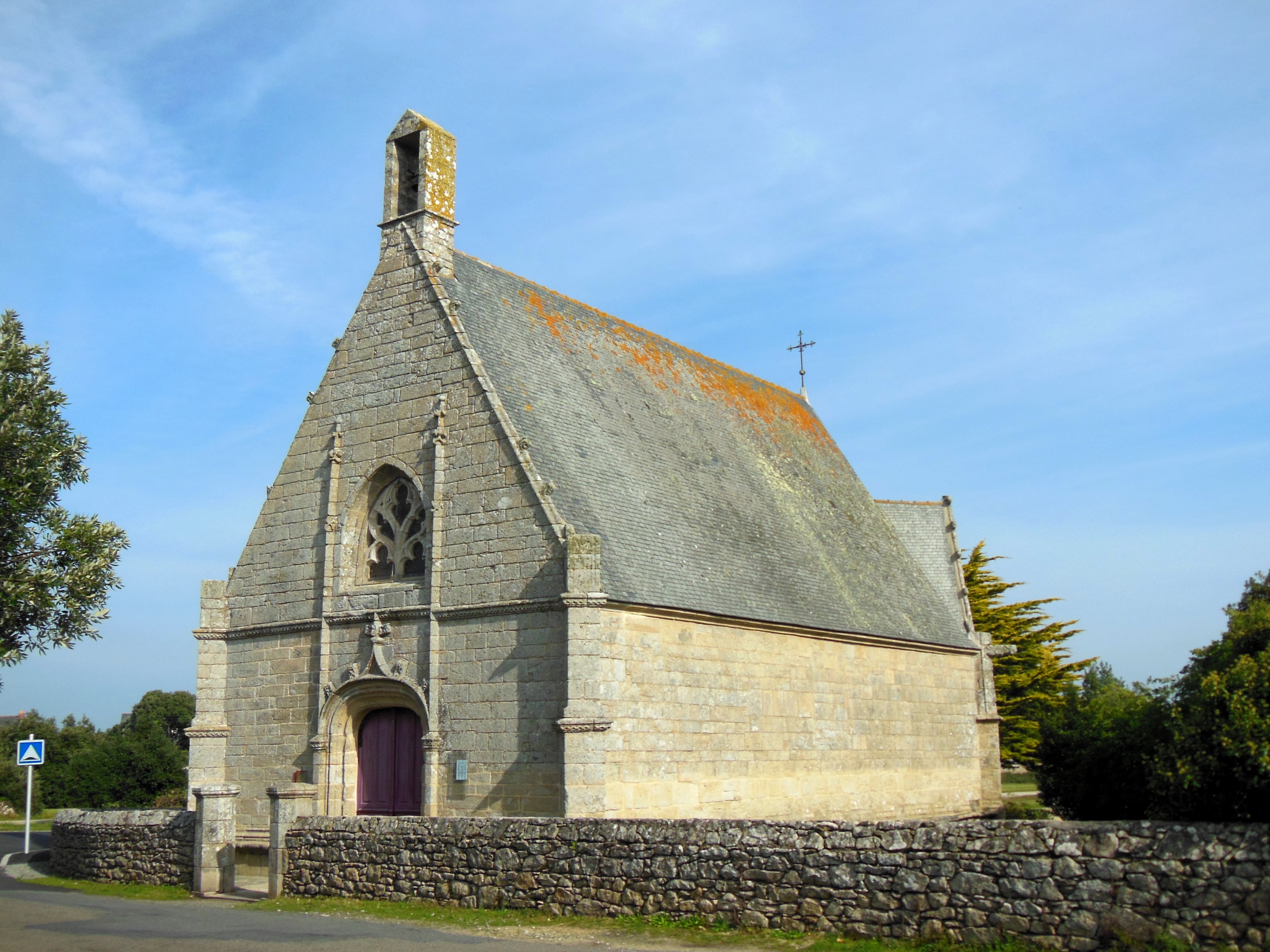
La chapelle du Crucifix.
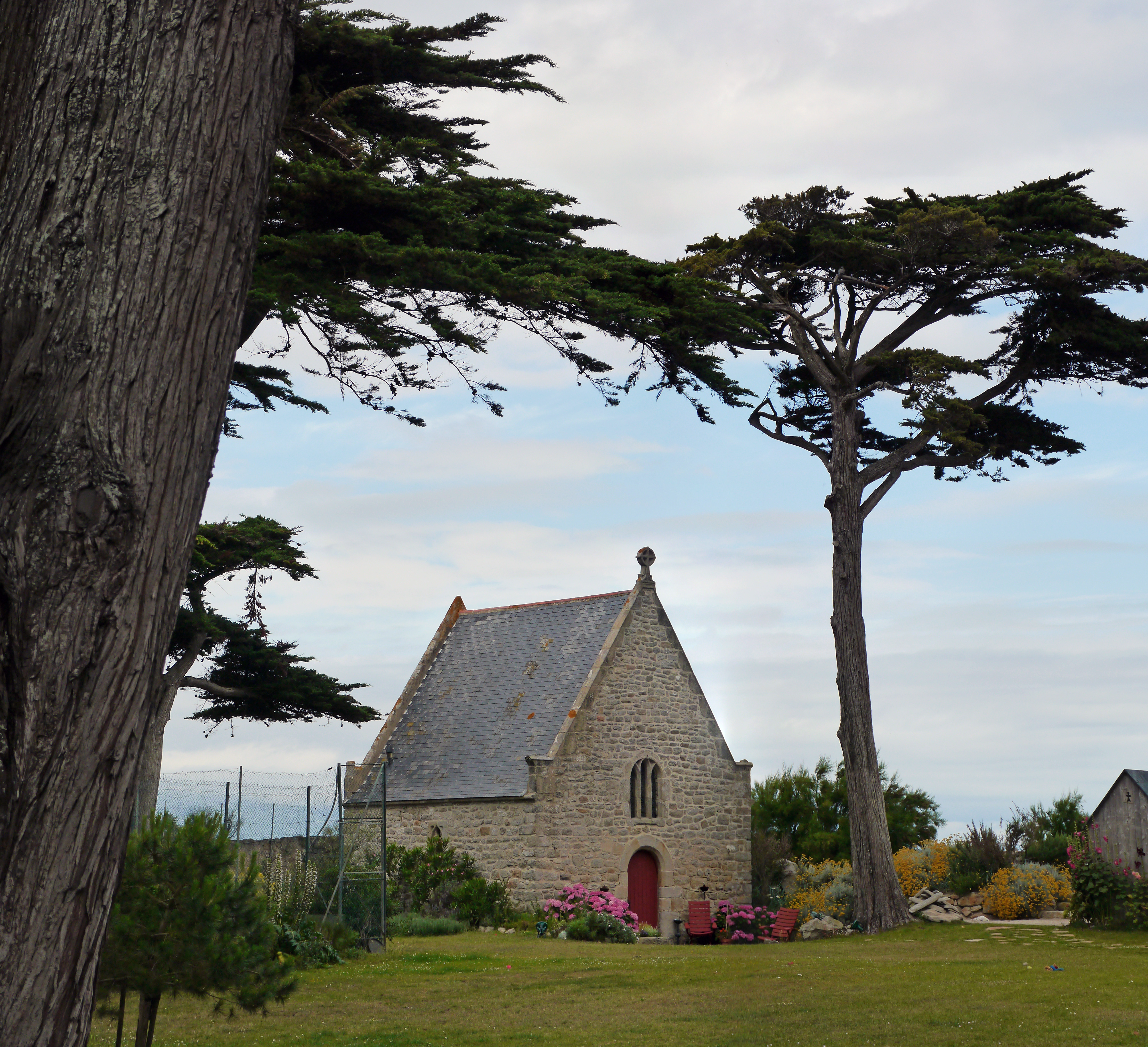
La chapelle Saint-Goustan.
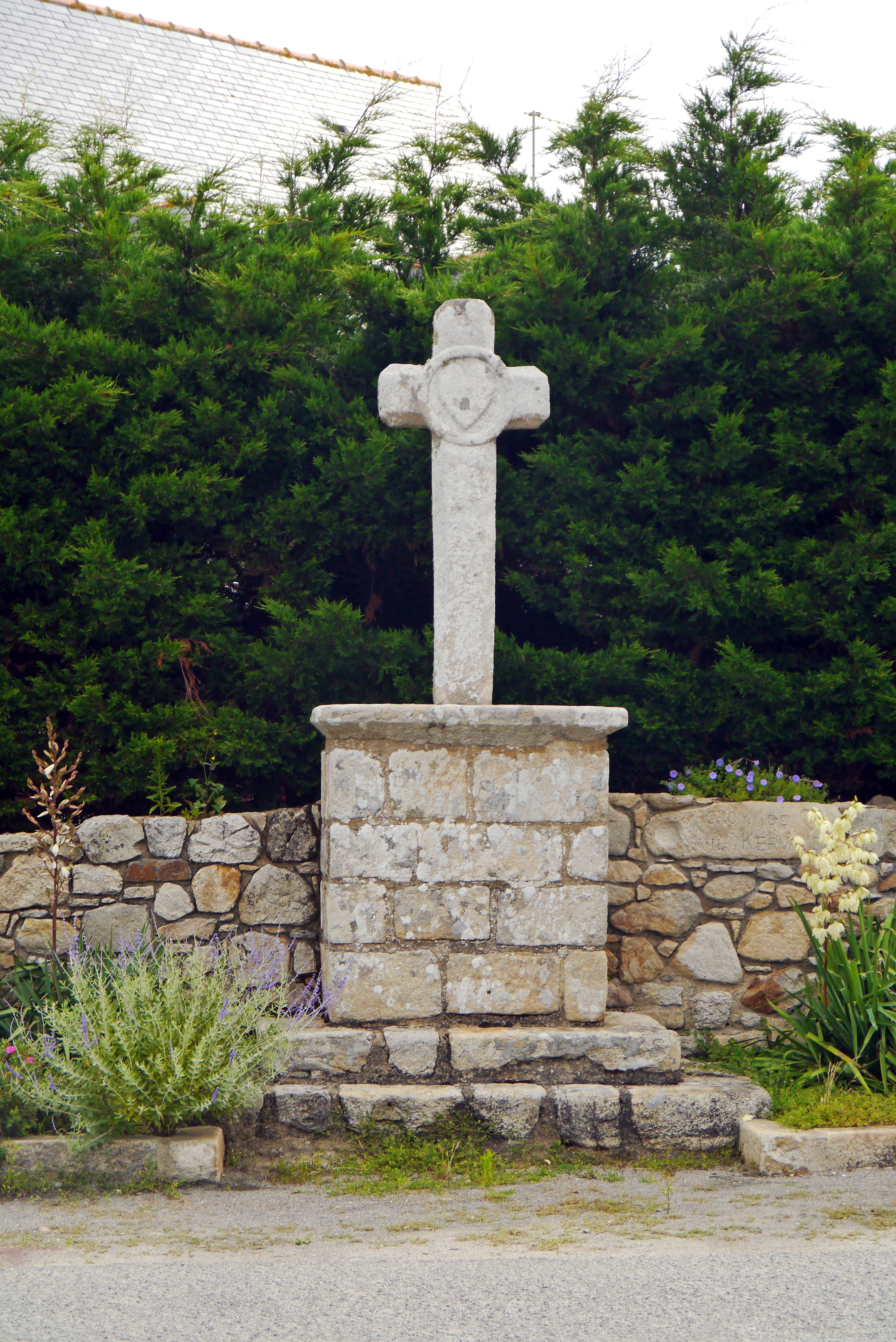
La croix de Kervaudu.
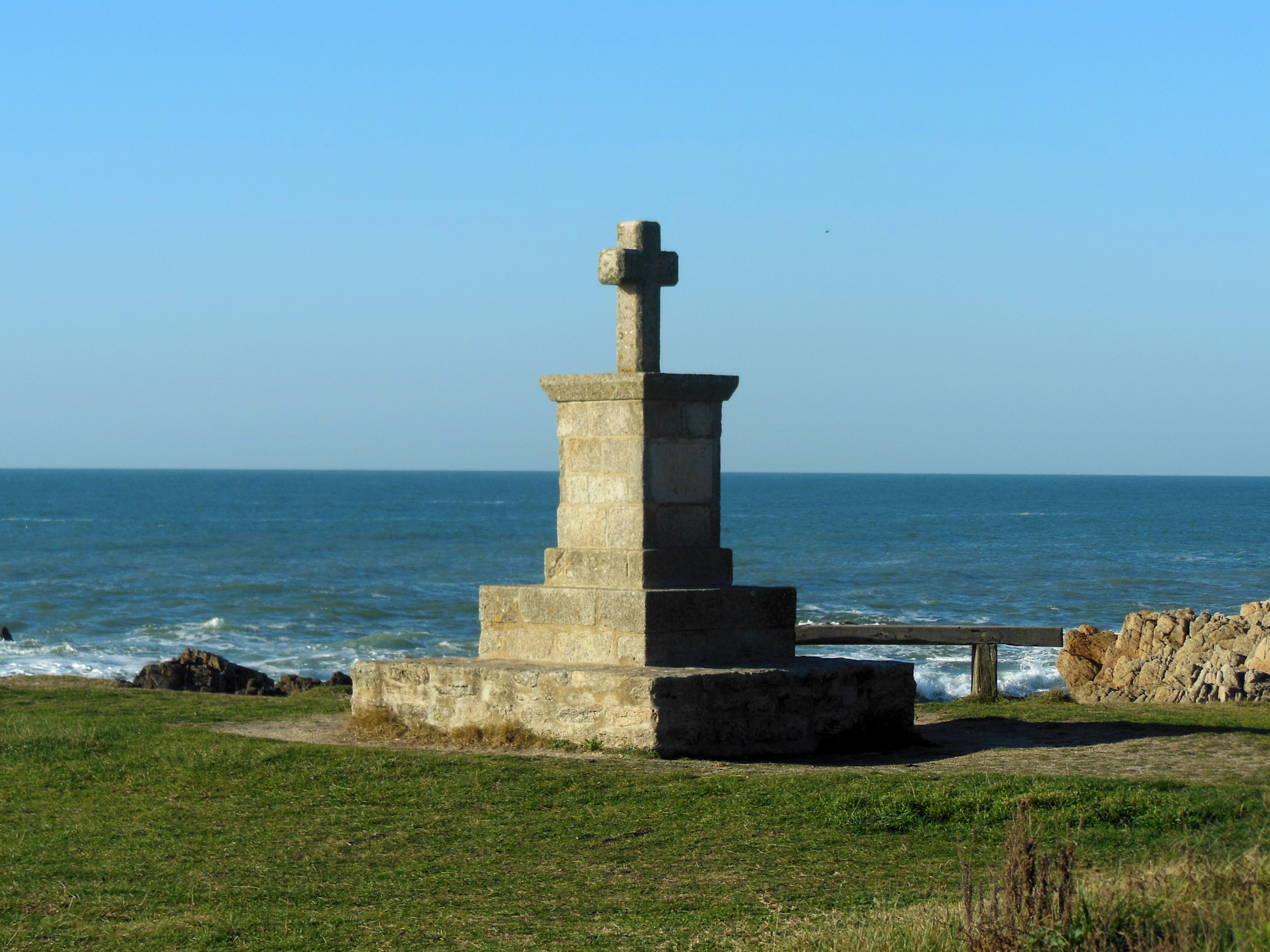
La croix à ma fille.

#### Patrimoine maritime
Le phare du Tréhic a été construit de 1869 à 1872 par l'ingénieur des ponts et chaussées Chatonay et l'entrepreneur nantais Pierre Jeanneau sur le musoir de la jetée du Tréhic. Électrifié en 1950, il signale l'accès au port du Croisic, problématique en raison de la présence de hauts-fonds. Sa tourelle de neuf mètres de haut en pierres de taille des carrières de Batz-sur-Mer est surmontée d'une lanterne métallique, remplacée en 1963, aux vitres teintées de vert.
Le phare du plateau du Four est lui situé au large, sur le plateau du Four, à 2 milles à l'ouest du Croisic. Construit de 1816 à 1821, il fait l’objet d’une inscription par le ministère de la Culture au titre des monuments historiques en 2011 et est classé par arrêté du 3 octobre 2012.
Le Kurun, classé depuis 1993, est un voilier de plaisance, conçu, construit et basé au Croisic. À son bord, le navigateur français Jacques-Yves Le Toumelin effectue un tour du monde de 1949 à 1952, puis une croisière aux Antilles en 1954-1955.

Patrimoine maritime (sélection).
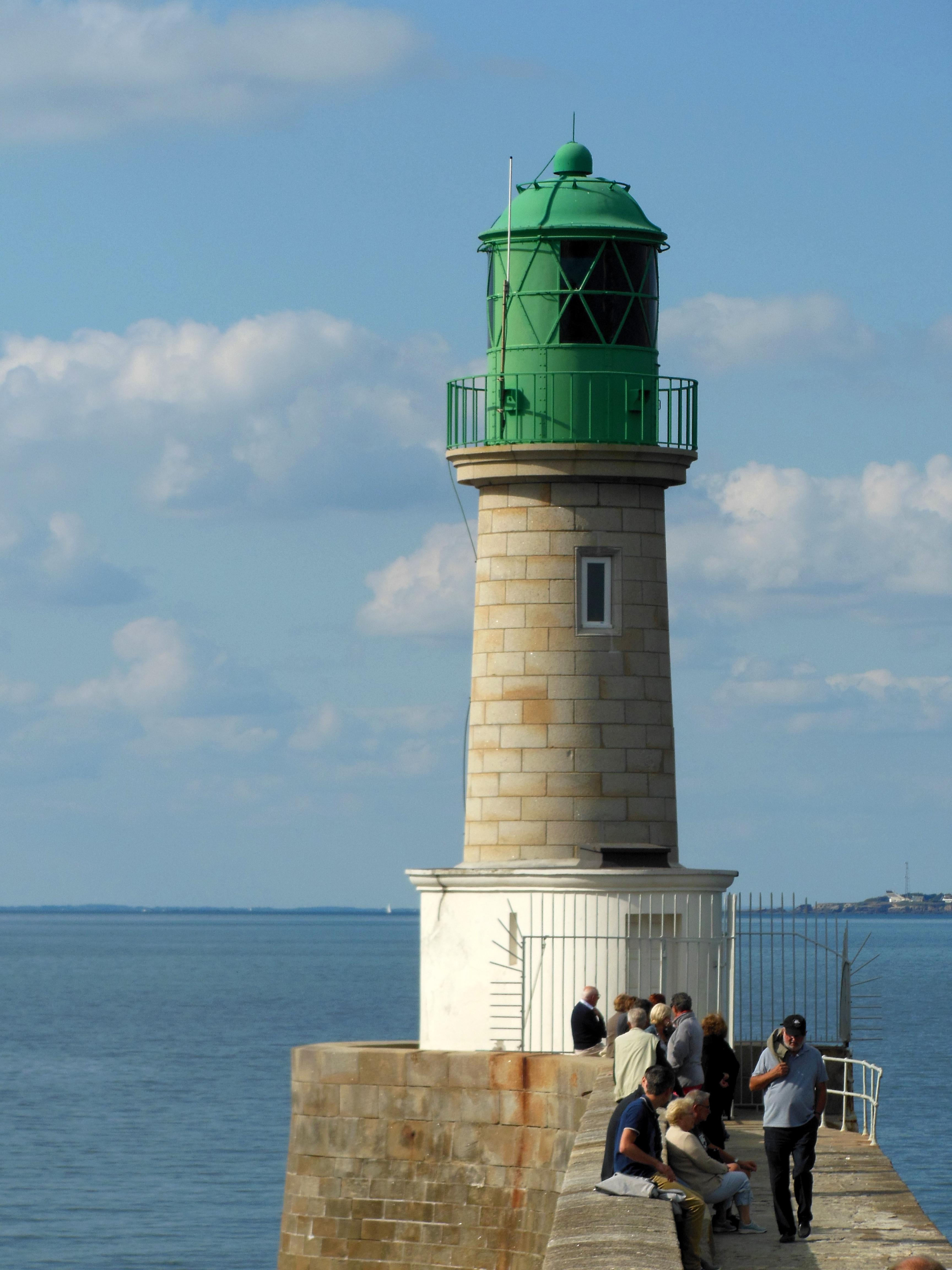
Le phare du Tréhic.
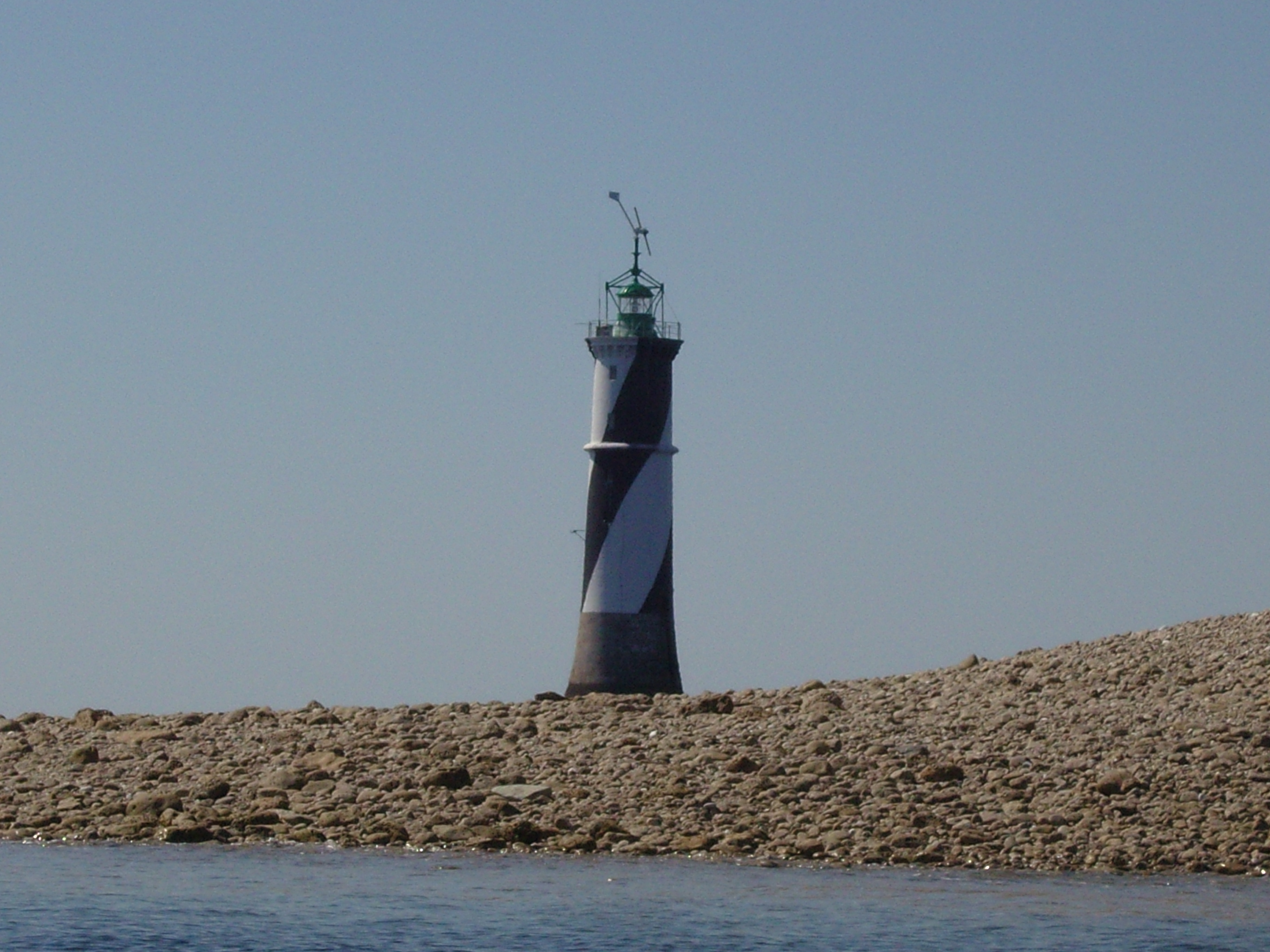
Le phare du plateau du Four.

### Patrimoine culturel
Le Croisic a fait partie de la zone bretonnante jusqu'au XVIIIe siècle et des locuteurs bretons sont attestés à Batz-sur-Mer, localité limitrophe, jusque dans les années 1960.
L’Atlas linguistique de la Basse-Bretagne de Pierre Le Roux mentionne qu’en 1911 une bretonnante de 72 ans est recensée au Croisic et que « seules les personnes de son âge parlent bien le breton ».

### Patrimoine naturel

#### Les espaces protégés
Le territoire du Croisic appartient partiellement à deux espaces protégés et gérés, inscrits à l'Inventaire national du patrimoine naturel (INPN). Il s'agit du site de Penn-Avel et la zone humide des marais salants de Guérande et du Mès.
Le parc de Penn-Avel s'étend sur plus de 9 ha ; il a été acquis par le Conservatoire du littoral en 1977 et fait l'objet d'une protection depuis 1979.
Les marais salants de Guérande et du Mès sont une zone humide protégée par la Convention de Ramsar. Couvrant plus de 5 000 ha, elle abrite en particulier une sous-espèce de la Philoscie des mousses (Philoscia muscorum), appelée Philoscia muscorum muscorum (Scopoli, 1763).

#### Les zones d'intérêt
Le territoire du Croisic est concerné par 3 espaces naturels inventoriés, appelés zones naturelles d'intérêt écologique, faunistique et floristique (ZNIEFF). Cette classification ne constitue pas une mesure de protection réglementaire mais un inventaire recensant les espaces naturels terrestres remarquables. Dans le cas du Croisic, on distingue une zone de type I — c'est-à-dire pour le cas du Croisic, des espaces d'un grand intérêt fonctionnel pour le fonctionnement écologique local — et deux de type II, de grands ensembles naturels riches, ou peu modifiés, qui offrent des potentialités biologiques importantes.
La zone de type I est dénommée « Marais salants de Batz-Guérande-Le Croisic » et couvre une superficie de 2 658 ha. Il s'agit d'un territoire essentiellement constitué de marais salants. Outre une flore d'une grande richesse, la zone présente un intérêt ornithologique qualifié d'exceptionnel par l'Inventaire national — et comprenant des grands échassiers (Grallae), des limicoles (Charadrii), des rapaces, des Sternidés (Sterninae) et des passereaux — ainsi que trois espèces prioritaires au titre de la directive habitats, qui sont la Loutre d'Europe (Lutra lutra), le Triton crêté (Triturus cristatus) et l'Agrion de Mercure (Coenagrion mercuriale).
L'une des zones de type II, « Pointe de Pen-Bron, marais salants et coteaux de Guérande », recouvre un secteur de 3 832 ha. Il s'agit de nouveau d'une zone comprenant majoritairement des marais salants inondés ; son intérêt environnemental est très proche de celui de la zone de type I déjà décrite.
La seconde zone de type II porte l'appellation « Côte rocheuse, landes et pelouses du Croisic, Batz, Le Pouliguen » et correspond à un territoire de 148 ha. Outre la côte rocheuse qui alterne avec des criques sableuses, la zone traite également de falaises, de pelouses et de landes littorales partiellement boisées. Quelques anciennes carrières accueillent une faune de batraciens et de libellules.
Le réseau Natura 2000, qui rassemble des habitats naturels ou semi-naturels ayant une grande valeur patrimoniale du fait de leur faune et de leur flore, a sélectionné l'ensemble « Marais salants de Guérande, traicts du Croisic et dunes de Pen-Bron » sous deux références, la seconde répondant plus particulièrement à la directive oiseaux. Le premier site s'intéresse à un territoire de 3 622 ha et le second, de 4 376 ha, recouvrant partiellement le précédent.

Faune des zones d’intérêt (sélection).
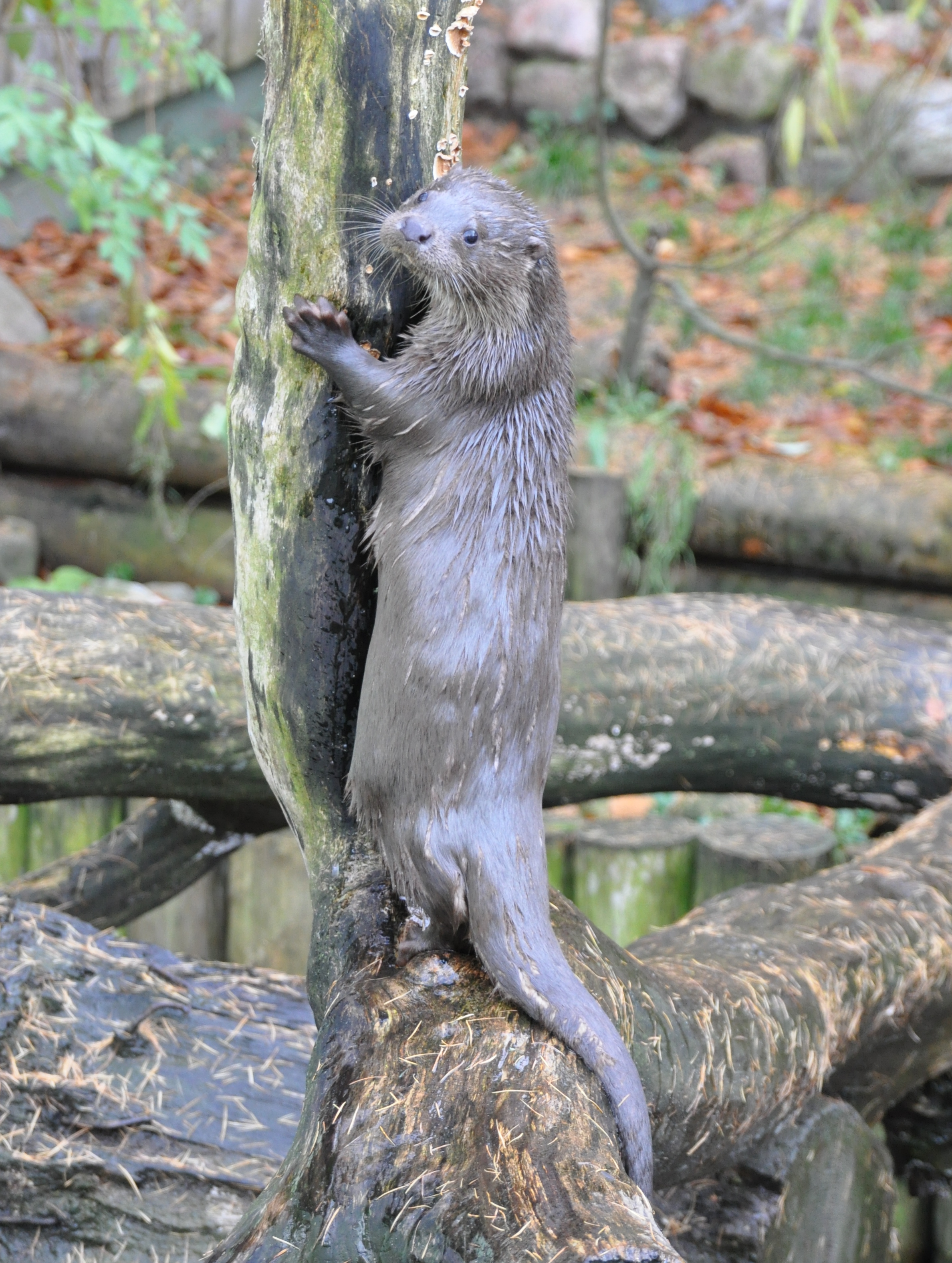
Loutre d'Europe sur un tronc d'arbre.
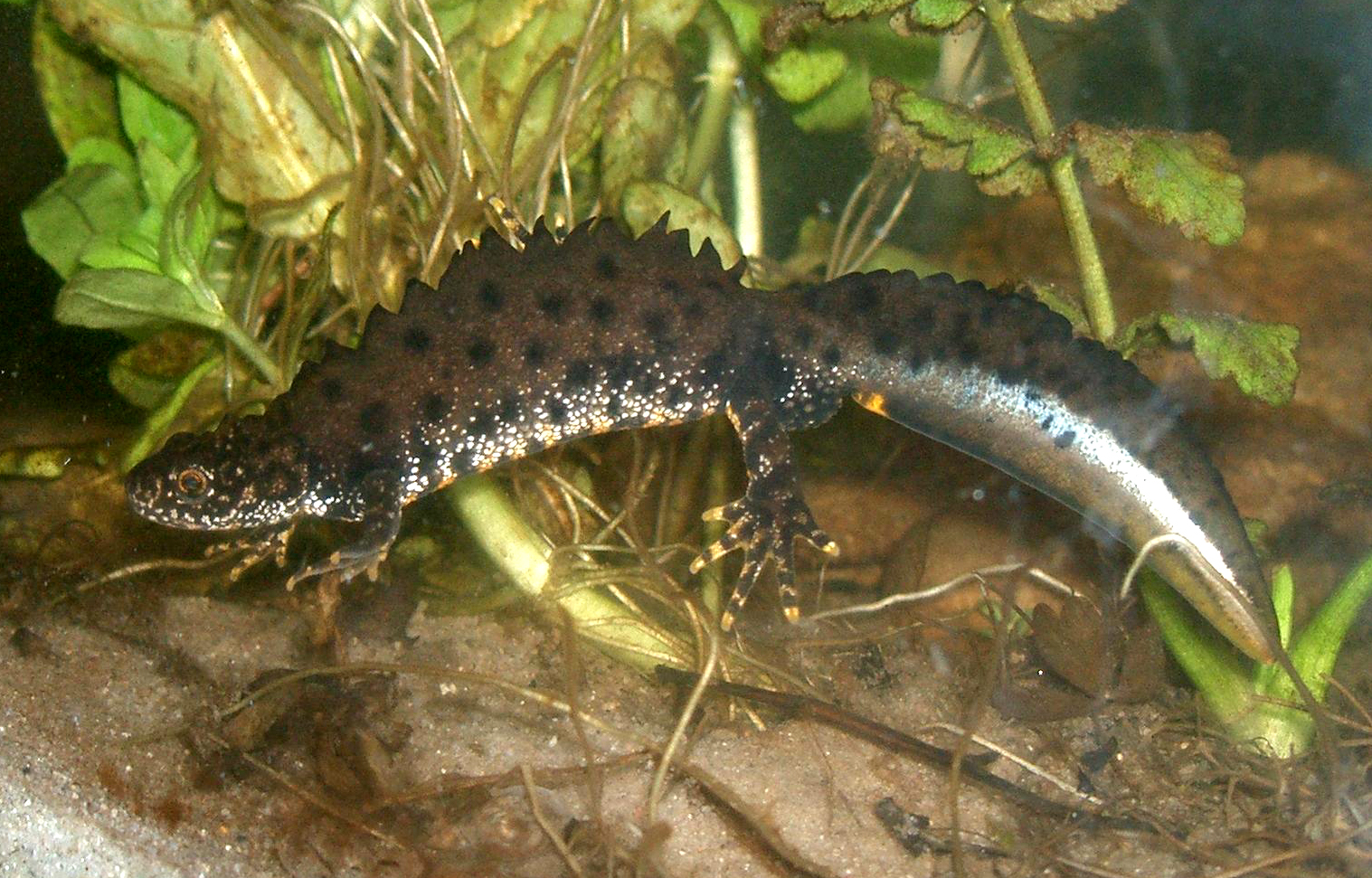
Mâle de Triton crêté, en saison de reproduction.
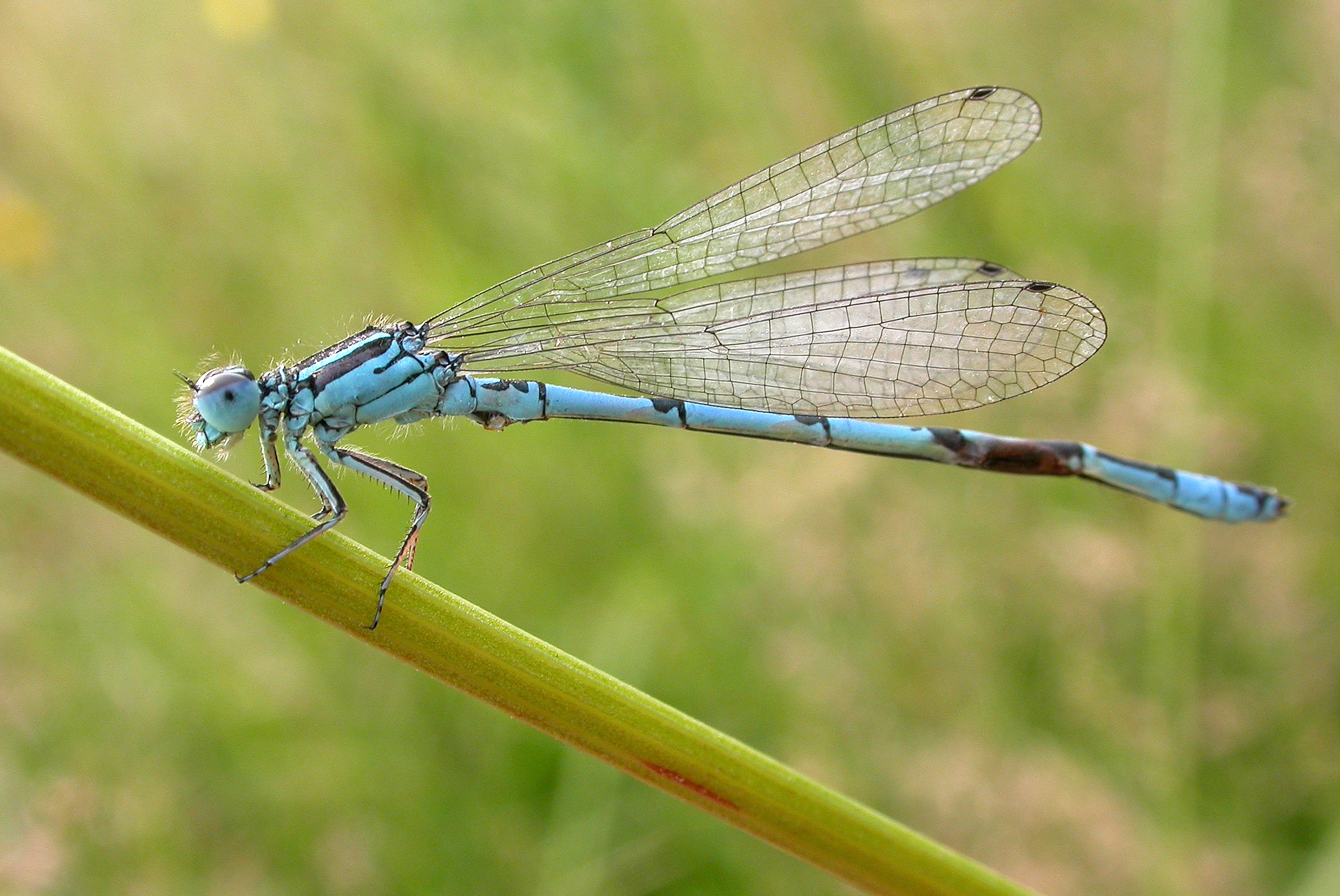
Agrion de Mercure.
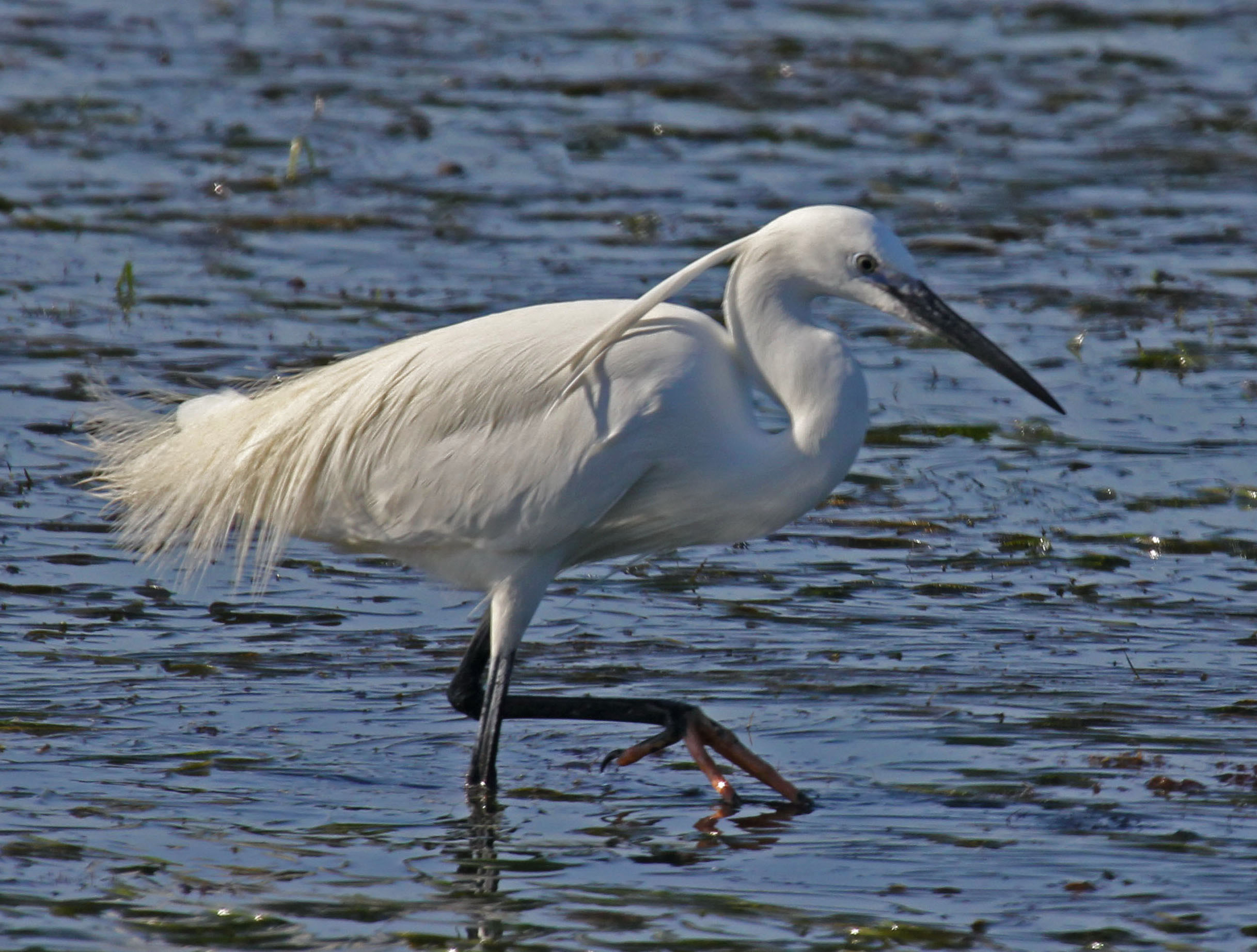
Aigrette garzette.

#### Autres espaces verts
Le Mont-Esprit, immédiatement à l'ouest de la gare, occupe un espace concédé à la ville en 1722 pour y amonceler le lest des navires, d’où l’origine probable du toponyme « lest pris ». L’aménagement en parc surmonté d'un promontoire hélicoïdal est entrepris en 1816. À l’approche de l’hiver, alors que la pêche à la sardine s’est révélée pauvre, en addition à une saison salicole désastreuse, la situation de la population est « des plus inquiétantes et des plus désespérantes » comme l’indique le procès-verbal des délibérations municipales du 31 octobre 1816. Le maire Gallerand, profitant d’une aide financière allouée le 5 décembre 1816 par le sous-préfet et soutenu par le chirurgien du Croisic, Yves Chellet, décide de créer un chantier d’aménagement pouvant employer une quarantaine d’indigents. Des plantations d’arbres sont également entreprises en complément de la plateforme hélicoïdale. Du sommet du belvédère actuel, le regard embrasse une large vue, de Batz à l'océan.
Le mont Lénigo est également issu d’un amoncellement de lests anciens, dont l’aménagement date du XIXe siècle. Un mat sémaphorique y est alors dressé à son extrémité nord-ouest pour indiquer la hauteur des marées. Il est au XIXe siècle la conclusion d'une procession pour les cérémonies religieuses de première communion et de l’Assomption. Il accueille jusqu’en 1880 un magasin d’artillerie, avant de devenir un lieu de promenade.
Le jardin de l’hôtel de ville recèle une collection de plantes à majorité sud-américaines en souvenir de la mission menée en 1735 par un des enfants de la ville, Pierre Bouguer, aux côtés de Charles Marie de La Condamine, Louis Godin et Joseph de Jussieu, expédition chargée de mesurer à l'Équateur l'arc du méridien.

### Personnalités liées à la commune
On retrouve bien sûr, parmi les personnalités qui ont marqué la commune, une population liée aux activités maritimes. Ainsi Nicolas Bouchart, amiral breton du XIVe siècle né dans la localité voisine de Batz-sur-Mer, est chargé par Jean IV de Bretagne de défendre Le Croisic contre les attaques de Charles de Blois. Il y construit vers 1379 de nouvelles défenses dont le fort de la Barrière est un vestige.
Le quai principal du Croisic porte le nom d’Hervé Rielle, né au Croisic le 12 avril 1654 et mort dans la localité le 29 octobre 1729. Il est un pilote-côtier embarqué dans la flotte du vice-amiral de Tourville après la bataille de la Hougue en 1692. Une statue de bronze par René Paris honore sa mémoire sur la place d'armes de la localité depuis 1913. La plaque commémorative apposée sur le monument indique qu'il « sauva 22 vaisseaux de la flotte française […] qu’il fit entrer, à marée basse, en rade de Saint-Malo le 31 mai 1692. »
Pierre Bouguer est le fils de Jean Bouguer, professeur à l’école d’hydrographie créée au Croisic par décision du Parlement du 12 juin 1691 et auteur d’un Traité complet de la Navigation. Pierre Bouguer naît au Croisic le 10 février 1698. Mathématicien, physicien et hydrographe, il est membre de l’Académie des sciences et de la Société royale de Londres et astronome à l’Observatoire de Paris. Avec La Condamine et Godin, il rédige sa Théorie de la figure de la Terre, résultat de l’expédition dans la région équatoriale envoyée mesurer un arc de méridien. L’école d’hydrographie du Croisic ferme ses portes en 1880, après avoir formé nombre d'officiers régionaux de la marine marchande, dont Christophe-Martial Simonin, né en 1763, auteur prolifique de traités maritimes et d’astronomie.
Jacques-Yves Le Toumelin (1920-2009) est un navigateur français lié au Croisic par le cotre qu'il y fait concevoir et construire, le Kurun. Le 19 septembre 1949, il quitte Le Croisic sur le Kurun pour un tour du monde en solitaire de trois années. En 1987, la ville du Croisic acquiert le navire.
Outre les personnalités attirés par les atouts balnéaires du Croisic au XIXe siècle, d’autres personnages du monde des arts sont attachés à la localité. Ainsi Paul Desforges-Maillard, né en 1699 au Croisic où il meurt en 1772, est un avocat et poète. Ses œuvres ne rencontrant pas le succès escompté, il féminise son nom en Mlle Malcrais de La Vigne. Sous ce pseudonyme, il abuse Voltaire et Antoine de Laroque ; ce dernier, propriétaire du Mercure de France qui avait refusé des textes à Desforges-Maillard avant la mystification, s’éprend d’ailleurs de la « Minerve du Croisic » et lui écrit : « je vous aime, ma chère Bretonne ; pardonnez-moi cet aveu, mais le mot est lâché ».
Auguste Lorieux, né au Croisic en 1796, est un autre homme de lettres, après avoir été jurisconsulte, qui publie sous un pseudonyme, Gustave Grandpré. Il illustre son attachement à la commune dès 1828 par la publication de son Promenade au Croisic.
Le peintre postimpressionniste français Ferdinand du Puigaudeau (1864-1930) s'installe au Croisic au manoir de Kervaudu dès 1907, où sa fille, l'ethnologue Odette du Puigaudeau, passe son enfance et où lui-même décède Le peintre a laissé de nombreux témoignages picturaux de sa présence sur la presqu'île.
Jean Émile Laboureur (1877-1943), peintre et lithographe, choisit lui-aussi de prendre un pied-à-terre au Croisic, quai de la Petite-Chambre, où il passe plusieurs mois par an. Le peintre-fresquiste Eugène-Jean Chapleau, mort en 1996, s’est également installé au Croisic. Son atelier est désormais une galerie ouverte au public.
Enfin, quelques personnalités de renom sont issues de la localité, y demeurent ou y sont décédées ; ainsi, le prix Nobel de physique Henri Becquerel meurt au Croisic en 1908 dans le manoir de Pen Castel, propriété que sa belle-famille, les Lorieux, possède au Croisic. Philippe Avron, acteur, y naît, le 18 septembre 1928, le père de La Morandais, cofondateur de l'« aumônerie des politiques » et de Radio Notre-Dame, animateur de radio et chroniqueur de télévision, le 29 mars 1935, ainsi que l'humoriste et animateur de télévision Jean-Christophe Le Texier dit Tex, le 16 avril 1960.
Le cinéaste de réputation internationale Claude Chabrol, qui fréquente déjà la commune depuis de nombreuses années, possède à partir de 2004 une maison traditionnelle rue du Pont-de-Chat dans le centre-ville, où il vit une grande partie de l'année, et préside le jury du festival local De la page à l'image à partir de 2007. Après sa mort en 2010, le cinéma croisicais Le Hublot baptise une salle Claude-Chabrol en 2015, et appose à cette occasion une plaque commémorative près de celle-ci, en présence de sa troisième épouse Aurore et de son fils Thomas.

Personnalités liées au Croisic (sélection).
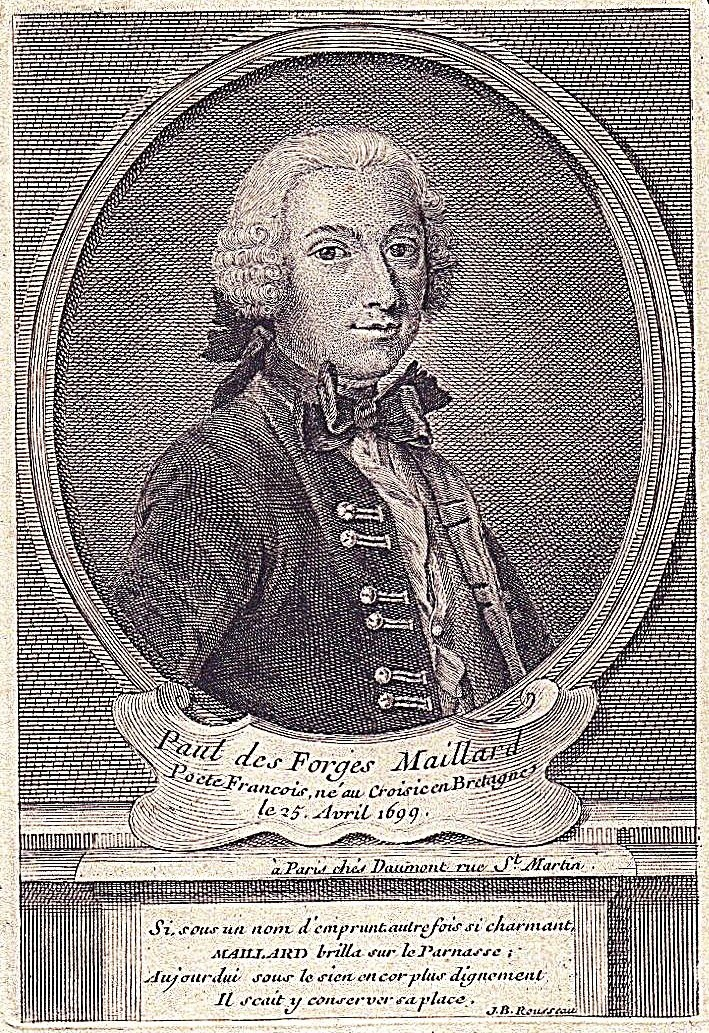
Paul Desforges-Maillard.
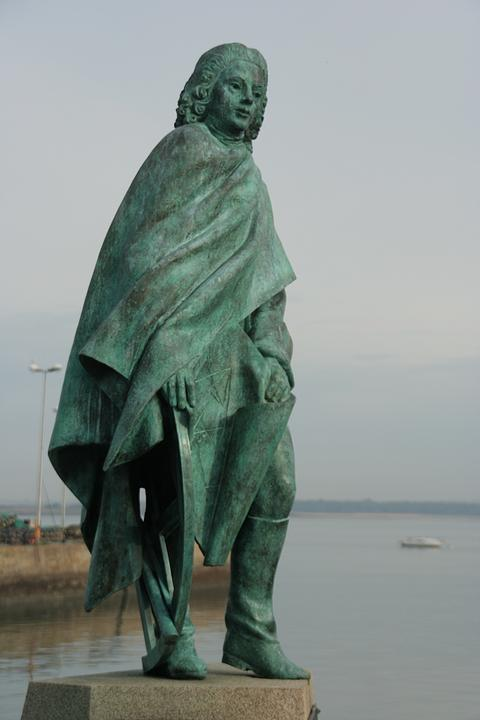
Pierre Bouguer sur le port du Croisic sculpté par Jean Fréour.
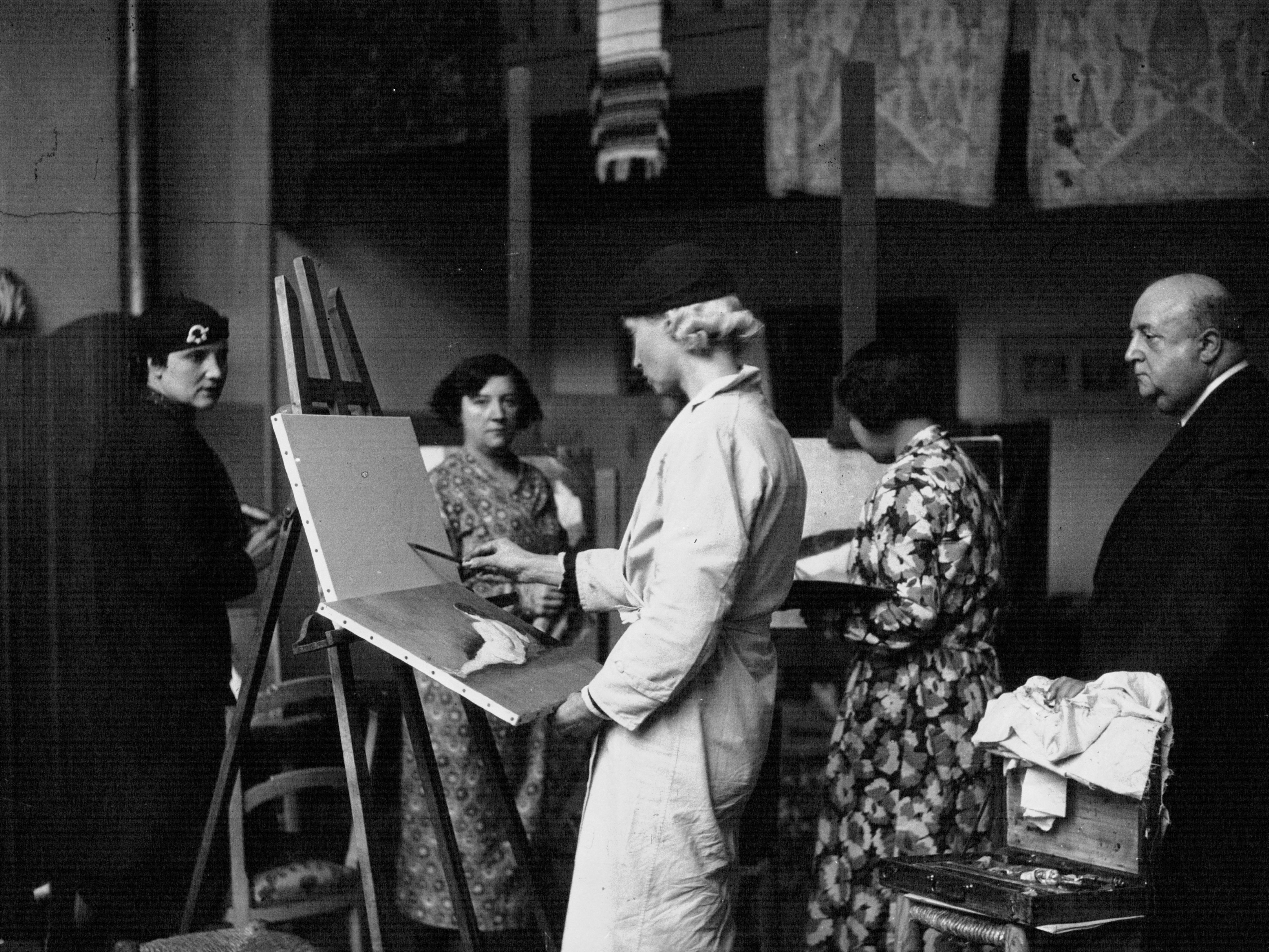
Jean Émile Laboureur avec ses élèves.
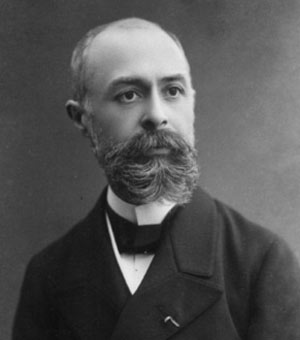
Henri Becquerel.
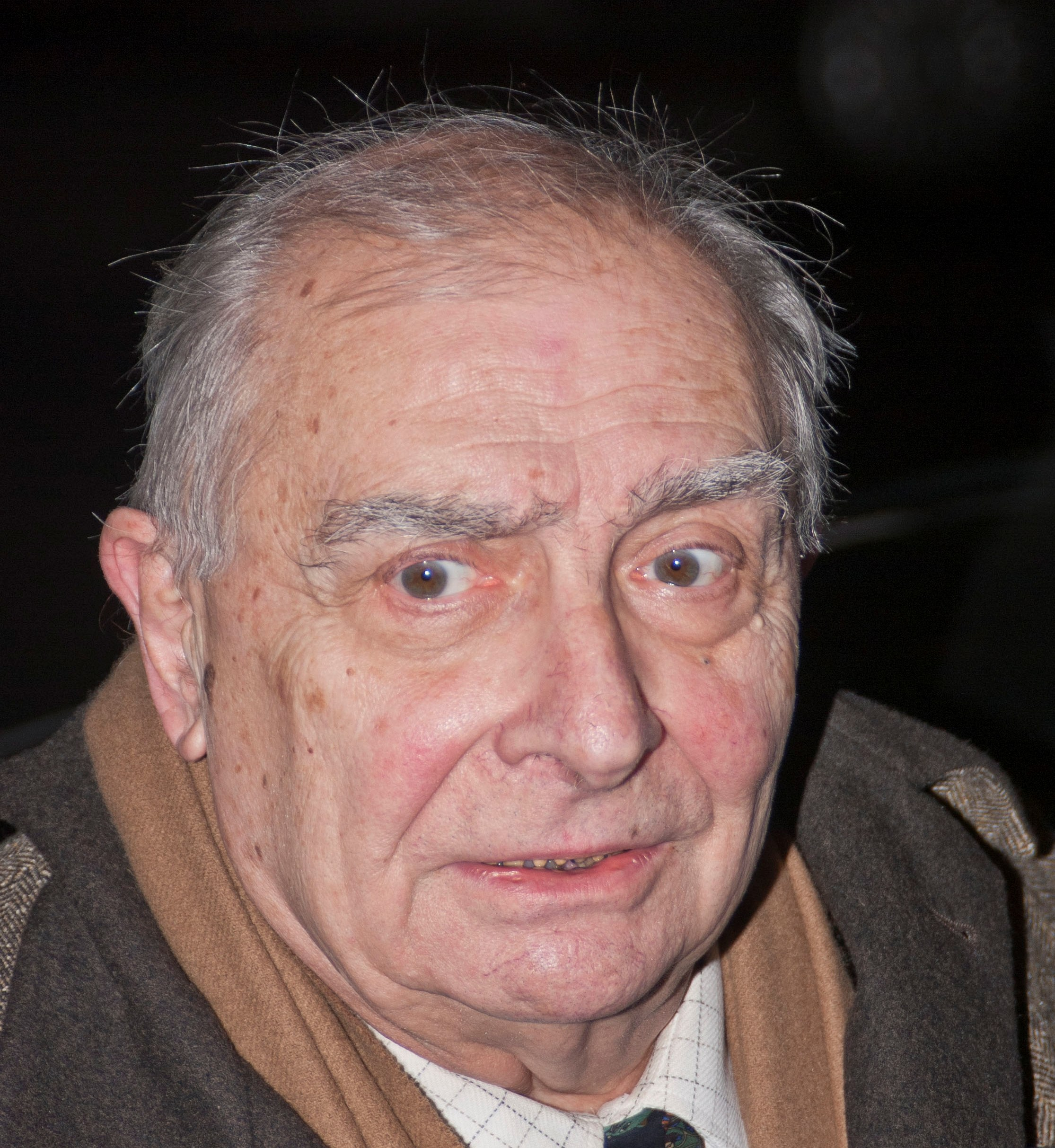
Claude Chabrol.

### Héraldique
| Blason de Le Croisic | Blason  | Un pal fleurdelysé, accosté de deux croissants adossés. |
| Blason de Le Croisic | Détails | (Sceau 1557) Historique                                 |

| Blason de Le Croisic | Blason  | D'argent à la croix de gueules cantonnée de quatre mouchetures d’hermine de sable. Devise / CriCrociliacis signum insigna |
| Blason de Le Croisic | Détails | Armes aujourd'hui semblables à celles de la famille de Terves ; blason sculpté vers 1630 en l'hôtel de Coislin. Officiel  |